# Список русскоязычных японистов
Список русскоязычных японистов составлен на основе справочника Софьи Милибанд «Востоковеды России» (в 2 т. М.: Вост. лит., 2008)
В список, как правило, не включены переводчики японской литературы (кроме случаев, когда перевод сопровождается комментарием и имеет научную значимость). Не включены также востоковеды Российской империи (кроме тех, чья деятельность продолжалась после революции).

## А
- Абасов, Чингиз Михайлович, к. э. н. (1972)
  - Пакистано-японские экономические отношения 1950—1970 гг. М.: Наука, 1975. 202 с.
- Аванесов, Александр Николаевич, к. э. н. (1980)
  - Экономика Японии: Учебное пособие. М.: МГИМО, 1983. 119 с.
  - Япония: поиски решения энергетической проблемы. М.: Международные отношения, 1986. 132 с.
- Аварин (Аболтин), Владимир Яковлевич (1899—1978), д. э. н. (1935)[1]
  - Аболтин В. Я. Империализм в Маньчжурии. Т. 1-2. М.-Л.: Соцэкгиз, 1931—1934.
    - Т. 1. Этапы империалистической борьбы за Маньчжурию. 1931. 304 с.
    - Т. 2. Империализм и производительные силы Маньчжурии. 1934. 560 с.

  - Аболтин В. Я. Независимая Маньчжурия. М.: Партиздат, 1932. 128 с.
    - 2-е изд., доп. Л.: Партиздат, 1934. 152 с.

  - Аварин В. Я. Борьба за Тихий океан. Японо-американские противоречия. М.: Госполитиздат, 1947. 465 с.
  - Аварин В. Я. Борьба за Тихий океан: (Агрессия США и Англии, их противоречия и освободительная борьба народов). М.: Госполитиздат, 1952. 671 с.
- Авдаков, Игорь Юрьевич (1955), к. э. н. (1985)[2]
  - Роль железнодорожных компаний в социально-экономической жизни Японии // Япония. Ежегодник. М., 1998. С. 54—67.
- Авдулов, Андрей Николаевич, д. филос. н. (1994), работы о США
  - Исследования и разработки в области информационной техники и технологии: состояние и перспективы
  - Наука и производство: век интеграции (США, Западная Европа, Япония). М.: Наука, 1992. 166 с.
  - Авдулов А. Н., Кулькин А. М. Государственная научно-техническая политика Японии. М.: ИНИОН РАН. 2000. 342 с.
- Агапов, Вадим Львович
  - Морская торговля и торговое судоходство России и Японии накануне и во время русско-японской войны. АД … к. и. н. Владивосток, 2006.
- Адутов, Рафаэль Масгутович
  - Татарская и башкирская эмиграция в Японии. 3-е изд. Набережные Челны: НГПИ. 2008. 196 с.
  - Об авторе
- Алексеев, Валентин Владимирович (1931), к. э. н. (1963)[3]
  - Япония и развивающиеся страны. М.: Международные отношения, 1964. 265 с.
  - Очерки экономики Японии: Учебник. М.: МГИМО, 2004. 350 с.
    - М.: МГИМО-Университет, 2005. 239 с.
- Алексеев, Владимир Павлович (1930)
  - Кавабата Ясунари. Библиографический указатель. М.: Книга, 1973. 144 с. (Писатели зарубежных стран)
  - Сига Наоя: Библиографический указатель. М.: ВГБИП, 1980. 119 с.
  - Литературные премии Японии, 1960—1980: Справ. пособие. / Сост. В. П. Алексеев. М.: ВГБИЛ. 1987. 312 с.
- Алепко, Наталья Александровна
  - Экономические отношения России и Японии на Дальнем Востоке (1855—1903 гг.). Хабаровск: Издательство ТОГУ, 2011. 284 с.
- Алиев, Рафик Шаги-Акзамович (Арин, Олег Алексеевич) (1946), к. и. н. (1975)[4]
  - Внешняя политика Японии в 70-х — начале 80-х годов: (Теория и практика). М.: Наука, 1985. 324 с.
  - Япония: взгляд на мир, на Азию и на Россию. М.: МГИМО, 2001. 90 с.
- Алпатов, Владимир Михайлович (1945), д. филол. н. (1984), член-корреспондент РАН (2008)[5]
  - Категория вежливости в современном японском языке. М.: Наука, 1973. 107 с.
    - М., 2006.

  - Структура грамматических единиц в современном японском языке. М.: Наука, 1979. 149 с.
  - Япония. Язык и общество. (Серия «Культура народов Востока. Материалы и исследования»). М.: Наука. 1988. 134 с.
    - 2-е изд., доп. (Японский язык и японская культура). М.: Муравей, 2003. 196 с.
    - Япония: язык и культура. (Серия «Studia Philologica») М.: Языки славянских культур. 2008. 206 с.

  - Изучение японского языка в России и СССР. М.: Наука, 1988. 189 с.
  - История одного мифа: (Марр и марризм). М.: Наука, 1991. 240 с.
    - 2-е изд., доп. М.: Едиториал УРСС, 2004. 284 с.

  - Алпатов В. М., Ашнин Ф. Д. «Дело славистов» (30-е годы). М.: Наследие, 1994. 286 с.
  - Николай-Николас Поппе. М.: Вост. лит., 1996. 144 с.
  - 150 языков и политика, 1917—1997: (Социолингвистические проблемы СССР и постсоветского пространства). М.: ИВ РАН, 1997. 192 с.
    - 2-е изд., доп. … (1917—2000, М.: КРАФТ — ИВ РАН, 2000. 224 с.

  - История лингвистических учений: Учебное пособие. М.: Языки русской культуры, 1998. 368 с.
    - 2-е изд. 1999. 3-е изд. 2001.

  - Алпатов В. М., Вардуль И. Ф., Старостин С. А. Грамматика японского языка: Введение. Фонология. Супрафонология. Морфонология. М.: Вост. лит., 2000. 149 с.
  - Москва лингвистическая. М.: Институт иностранных языков, 2001. 103 с.
  - Алпатов В. М., Ашнин Ф. Д., Насилов Д. М. Репрессированная тюркология. М.: Вост. лит,, 2002. 296 с.
  - Волошинов, Бахтин и лингвистика. М.: Языки славянской культуры, 2005. 432 с.
  - Алпатов В. М., Аркадьев П. М., Подлесская В. И. Теоретическая грамматика японского языка. В 2 кн. М.: Наталис, 2008. Т. 1. 560 с. Т. 2. 464 с.
- Анарина, Нина Григорьевна (1945), д. искусств. (2000)[6]
  - Японский театр Но. М.: Наука, 1984. 213 с.
  - Дзэами Мотокиё. Предание о цветке стиля (Фуси кадэн), или Предание о Цветке (Кадэнсё). / Пер. Н. Г. Анариной. (Серия «Памятники письменности Востока». Вып. 89). М.: Наука (ГРВЛ). 1989.
  - История японского театра. Древность и средневековье: сквозь века в XXI столетие. М.: Наталис, 2008. 330 с.
- Анисимов, Александр Леонидович
  - Дальневосточная политика США в 30-60-е гг. XIX века: отношения США с Цинской империей и Японией. АД … д. и. н. Волгоград, 2007.
- Анисимов, Юрий Андреевич
  - Японцы в Канаде, Латинской Америке и на Гавайских островах: 1850—2000 гг. АД … к. и. н. Иркутск, 2007.
- Анисимцев, Николай Владимирович (1953), к. и. н. (2004)[7]
  - Мысли о древе: Метафизические эссе на темы искусства бонсай. М.: Компания Спутник+ 2001. 31 с.
  - Государственные органы исполнительной власти Японии: справочник. / Сост., пер. с япон., вступ. ст. Н. В. Анисимцева. М.: Макс Пресс, 2004. 288 с.
  - Исполнительная власть Японии на рубеже веков: система и эволюция. М.: ИДВ РАН, 2008. 255 с.
- Антонова, Елена Владимировна
  - Экономические механизмы в решении проблемы глобального потепления и российско-японское сотрудничество: В рамках Киотского протокола. АД … к. э. н. М., 2005.
- Антропова, Елизавета Александровна
  - Конституционно-правовой статус парламента в системе государственной власти: На примере парламента Японии. АД … к. ю. н. М., 2006.
- Аракава, Ёсико
  - Концепт «любовь» в русском языке на материале русских романсов в сопоставлении с японским романсом (какёку). АД … к. филол. н. СПб., 2005.
- Арапова, Татьяна Борисовна (1938), также синолог, автор работ по китайскому фарфору[8]
  - Японская керамика сацума в собрании Эрмитажа: каталог выставки. СПб.: Изд-во Гос. Эрмитажа, 2009. 166 с.
- Арешидзе, Лиана Георгиевна (1953), к. филол. н. (1988), д. и. н. (2010)[9]
  - Новые подходы Японии к формированию политики национальной безопасности. М., 2001.
  - в соавторстве с И. М. Крупянко — см. ниже
  - Эволюция системы международных отношений в Северо-Восточной Азии в 1990-е — начале XXI-го в.: соперничество США, Китая и Японии за влияние в регионе. АД … д. и. н. М., 2010.
- Арская, Людмила Павловна (1945), к. э. н. (1970)[10]
  - «Открытая экономика» и рабочий класс Японии. М.: Наука, 1972. 148 с.
  - Научно-техническая интеллигенция Японии. М.: Наука, 1974. 135 с.
  - Стареющий рабочий в тисках эксплуатации. М.: Профиздат, 1987. 192 с.
  - Японский пролетариат: Экономическое положение и классовое сознание. М.: Наука, 1989. 222 с.
- Арутюнов, Сергей Александрович (1932), д. и. н. (1971), член-корреспондент РАН (1990)[11]
  - Современный быт японцев. М.: Наука, 1968. 232 с.
  - Арутюнов С. А., Светлов Г. Е. Старые и новые боги Японии. М.: Наука (ГРВЛ), 1968. 200 с.
  - Арутюнов С. А., Сергеев Д. А. Древние культы азиатских эскимосов. М.: Наука, 1969. 206 с.
  - Арутюнов С. А., Сергеев Д. А. Проблемы этнической истории Берингоморья (Эквенский могильник). М.: Наука, 1975. 240 с.
  - Арутюнов С. А., Крупник И. И., Членов М. А. «Китовая аллея»: Древности островов пролива Сенявина. М.: Наука, 1982. 174 с.
  - Александров А. В., Арутюнов С. А., Бродянский Д. Л. Палеометалл северо-западной части Тихого океана. Владивосток: ДВГУ, 1982. 104 с.
  - У берегов Ледовитого океана. М.: Русский язык, 1984. 192 с.
  - Арутюнов С. А., Кобычев В. П. В краю гор, садов и виноградников. М.: Русский язык, 1987. 264 с.
  - Арутюнов С. А., Жуковская Н. Л. «Святые реликвии»: (Миф и действительность). М.: Политиздат, 1987. 119 с.
  - Народы и культуры: (Развитие и взаимодействие). М.: Наука, 1989. 246 с.
  - Арутюнов С. А., Щебеньков В. Г. Древнейший народ Японии: Судьбы племени айнов. (Серия «Рассказы о странах Востока»). М.: Наука; Вост. лит., 1992. 207 с.
  - Абдушелишвили М. Г., Арутюнов С. А., Колоев Б. А. Народы Кавказа: (Антропология, лингвистика, хозяйство). М., 1994. 154 с.
  - Арутюнов С. А., Кобычев В. П., Сергеева Г. А. Народы Кавказа: материальная культура (Пища и жилище). М., 1995. 292 с.
  - Культуры, традиции и их развитие и взаимодействие. The Edwin Mellen Press, 2000. 385 с.
- Астахов, Георгий Александрович (1896/97-1942), сотрудник МИД, автор книг также о Турции и Йемене[12]
  - Гастов Г. (псевд.) Япония. М.-Л.: Московский рабочий, 1928. 111 с.
  - Гастов Г. (псевд.) Японский империализм: (политико-экономический очерк). М.: Московский рабочий, 1930. 142 с.
  - ? Бамбуковый меч. М.: б. м., 1981. 73 с. (Библиотечка журнала «Пограничник», № 5)
- Астахов, Сергей Никитич, д. и. н. (палеолит Сибири)
  - Древний палеолит Японии. СПб.: Петербургкомстат, 1999. 37, [42] с.
- Афонасенко, Игорь Михайлович
  - Россия и Япония: война разведок в начале XX в.: монография. М., 2008. 357 с.
- Ая Марути
  - Метод действенного анализа в театральном образовании Японии. АД … к. искусств. М., 2010.

## Б
- Бабинцев, Андрей Андреевич (1920—1983), лингвист, преподаватель ЛГУ[13]
  - Японская переводческая машина «Ямато» // Машинный перевод и прикладная лингвистика. 1959. № 3 (10). С. 78—82
- Бабкова, Майя Владимировна
  - Значение религиозно-философской системы Эйхэй До: гэн для развития японского буддизма. АД … к. филос. н. М., 2012.
- Бадлуева, Вероника Михайловна
  - Интеграция японской национальной архитектуры в современное зодчество: на примере творчества Курокава Кисё. АД … к. филос. н. М., 2009.
- Бадуев, Борис Вячеславович
  - Продовольственная безопасность Японии. АД … к. э. н. М., 2007.
- Баженов, Андрей Геннадьевич
  - История японского меча. (Серия «Оружейная академия»). СПб.: Атлант; Балтика. 2001. 261 с.
  - Экспертиза японского меча. (Серия «Оружейная академия»). СПб.: Атлант. 2003. 433 с.
  - Создание японского меча. СПб.: Бранко, 2009. 305 с.
- Баженова, Жанна Михайловна, к. и. н. (2006)
  - Этническая история рюкюсцев. Владивосток: Дальнаука, 2009. 222 с.
- Базаров, Олег Дашиевич
  - «Сибирское интернирование»: японские военнопленные в Бурятии (1945—1948 гг.). Улан-Удэ: ВСГАКИ, 1997. 92 с.
- Базин, Олег Александрович
  - Развитие экономических и политических отношений Японии и ФРГ во второй половине XX века. АД … к. и. н. М., 2008.
- Бакланова, Мария Петровна
  - Региональное планирование в Японии. Владивосток: Дальнаука. 2003. 219 с.
- Бакшеев, Евгений Сергеевич
  - Двустадийная погребальная обрядность Японии и Окинавы как культурная модель. АД … к. культур. М., 2005.
- Бандура, Юрий Николаевич (1935), к. э. н. (1967)[14]
  - Картели во внешней торговле Японии. АД … к. э. н. М., 1967.
  - Империя «трёх брильянтов». М.: Политиздат, 1976. 63 с. (Владыки капиталистического мира).
- Баскакова, Марина Викторовна, к. э. н. (1974)
  - Япония: государство и накопление основного капитала. М.: Наука, 1976. 171 с.
- Басов, Алексей Алексеевич
  - Русско-японские дипломатические отношения 1875—1895 гг. АД … к. и. н. Владимир, 2011
- Басс, Ирина Исаевна (1940), к. филол. н. (1974)[15]
  - Проблемы современного японского языкознания. Лингвистика текста. СПб.: СПбГУКИ, 2004. 371 с.
- Бачурин, Алексей Сергеевич (1981)
  - Трубникова Н. Н., Бачурин А. С. История религий Японии IX—XII вв. М.: Наталис, 2009. 560 с. 1000 экз.
- Бедняк, Инесса Яковлевна (Бурлингас И. Я.) (1926), д. и. н. (1976), работы также о Китае[16]
  - Японская агрессия в Китае и позиция США (1937—1939). М.: Издательство АН СССР, 1957. 175 с.
  - Япония в период перехода к империализму: (Становление японского монополистического капитализма на рубеже XIX—XX вв.). М.: Наука (ГРВЛ), 1962. 202 с.
  - Политика китайского руководства в отношении Японии (1949—1972 гг.). М., 1973. 329 с. (дсп)
- Безлепкин, Дмитрий Александрович, к. э. н. (2006)
  - Цикличность в регулируемой рыночной экономике во второй половине XX века. Опыт Японии. М.: ИВ РАН. 2009. 127 с.
- Белоус, Борис Сергеевич
  - Хозяйственная деятельность японских иммигрантов на юге Дальнего Востока России и политика администрации Приамурского края: вт. пол. XIX-нач. XX в. АД … к. и. н. Владивосток, 2007.
- Бём, Константин Юрьевич (1951), к. и. н. (1985)[17]
  - Германо-японские отношения во Второй мировой войне // Страны Южных морей. М., 1980. С. 96—103
  - Политика Германии в бассейне Тихого океана в первой половине XX в.: (1900—1945). М., 1991. 132 с. (депонирована в ИНИОН)
- Березина, Юлия Иосифовна (1930), к. геогр. н. (1956), также работы о Китае[18]
  - Современное японское общество и рабочий класс. М.: Наука. 1981. 184 с.
  - Япония: социальные последствия научно-технического прогресса. М.: Наука, 1986. 222 с.
- Бесстремянная, Галина Евгеньевна
  - Христианство и Библия в Японии: Исторический очерк и лингвистический анализ. М.: ОВЦС МП, 2006. 318 с.
  - Христианство и Библия в Японии: церковнославяно-японский православный словарь. М.: ОВЦС МП, 2006. 220 с.
- Бишарова, Светлана Геннадьевна
  - Синтоистские основы традиционной японской культуры. АД … к. филос. н. Новосибирск, 2006.
- Блинова, Марианна Владимировна, к. филол. н.
  - СМИ в Японии: медиабизнес, традиции, культура. М.: МедиаМир, 2008. 100 с. (Серия «Экономика и менеджмент СМИ»)
- Блокин, Геннадий Прохорович
  - Особенности экономики и перспективы развития автомобильной промышленности Японии. АД … к. э. н. М., 1974.
  - Блокин Г. П., Григорова В. В. Японские легковые автомобили 1967 г. Обзор. М., 1967. 89 с.
  - Блокин Г. П., Гаврикова Р. Д. Особенности конструкция грузовых автомобилей и автопоездов Японии. М., 1968. 65 с.
  - Станкостроение Японии: Обзор. М.: НИИмаш, 1980. 48 с.
  - Эффективность производственного аппарата станкостроения Японии. М.: НИИмаш, 1984. 30 с.
- Богатуров, Алексей Демосфенович (1954), д. и. н. (1996)[19]
  - Японская дипломатия в борьбе за источники энергетического сырья (70—80-е годы). М.: Наука, 1988. 195 с.
  - СССР — США — Япония: (В поиске баланса интересов). М., 1991. 238 с. (депонирована в ИНИОН)
- Боева, Светлана Алексеевна
  - Творчество Харуки Мураками в условиях глобализации межкультурной коммуникации. АД … к. культур. Владивосток, 2009.
- Бойко, Ирина Викторовна, к. э. н. (1991)
  - Государство и рынок в структурной политике Японии и США. Владивосток: Изд-во Дальневосточного ун-та, 1993. 133 с.
- Болдырев, Григорий Иванович (1890—1949), д. э. н. (1946)[20]
  - Японские милитаристы провоцируют войну. М.: Госполитиздат, 1938. 63 с.
  - Финансы Японии: (Опыт исторического анализа). М.: Госфиниздат, 1946. 289 с.
- Бондаренко, Иван Петрович
  - Роль языковой среды при овладении русским языком: (Лексический аспект). АД … к. филол. н. Одесса, 1987.
  - Русско-японские языковые взаимосвязи XVIII века: Историко-лингвистическое исследование. Одесса: АстроПринт, 2000. 395 с.
  - Переводчик «Кокинвакасю» на украинский язык (Киев, 2006)
- Бонч-Осмоловский, Александр Фёдорович (1882—1952)
  - Дальний Восток. Китай. Монголия. Япония. Маньчжурия. (Сборник статей) / А. Бонч-Осмоловский. М.: Российско-Восточная Торговая Палата, 1925. — 85, (2) с.
  - Соединённые Штаты и проблема Тихого океана // А. Бонч-Осмоловский. М. — Л.: Печатный двор, Госиздат, 1930. −134 2. с.
- Боронина, Ирина Александровна (1937—2006), д. филол. н. (1980)[21]
  - Какэкотоба как один из специфических приёмов японской классической поэзии (по памятникам хэйанского периода). АД … к. филол. н. М., 1965.
  - Поэтика классического японского стиха (VIII—XIII вв.). М.: Наука (ГРВЛ). 1978. 376 с. 4000 экз.
  - Классический японский роман («Гэндзи моногатари» Мурасаки Сикибу). М.: Наука, 1981. 294 с.
  - Синсэн вака — поэтическая антология X в. / пер., вступ. ст. и комм. И. А. Борониной. СПб.: Гиперион, 1996. 284 с.
    - Синсэн вакасю — Вновь составленное собрание японских песен. / Пер., предисл. и комм. И. А. Борониной. (Серия «Японская классическая библиотека». Вып. XVI). СПб.: Гиперион. 2001. 256 с.

  - Утаавасэ. Поэтические турниры в средневековой Японии (IX—XIII вв.). / Пер. И. А. Борониной. (Серия «Японская классическая библиотека». Вып. VI). СПб.: Гиперион, 1998. 224 с.
  - У Заставы Одинокой сосны: Японские пятистишия. / Пер. И. А. Борониной. М.: Толк, 2000. 281 с.
  - Синкокинсю: Японская поэтическая антология XIII века в 2 т. / Пер., предисл. и комм. И. А. Борониной. М.: Coral club international. 2000—2001.
  - Поэтическая антология «Кокинсю». / Пер., исслед. и комм. И. А. Борониной. М.: ИМЛИ РАН, 2005. 399 с.
  - Девять ступеней вака. Японские поэты об искусстве поэзии. / Изд. подг. И. А. Боронина. Под ред. Е. М. Дьяконовой. (Серия «Литературные памятники»). М.: Наука, 2006. 428 с.
- Боярчук, Юлия Владимировна, к. пед. н.
  - Общеобразовательная школа современной Японии. Пущино: ОНТИ ПНЦ РАН, 1996. 142 с.
- Брагина, Наталья Михайловна, к. э. н. (1969)
  - Современная японская деревня (Социально-экономический очерк). М.: Наука (ГРВЛ), 1975. 183 с.
- Брагинский, Сергей Владимирович, к. э. н. (1986)
  - Кредитно-денежная политика в Японии. М.: Наука, 1989. 193 с.
  - Брагинский С. В., Певзнер Я. А. Политическая экономия: Дискуссионные проблемы, пути обновления. М.: Мысль, 1991. 300 с.
  - Явлинский Г. А., Брагинский С. В. Стимулы и институты. Переход к рыночной экономике в России. М.: ГУ-ВШЭ, 2007. 397 с.
- Бреславец, Татьяна Иосифовна (1945), к. филол. н. (1976)[22]
  - Японская классическая литература 8-19 вв. Поэзия танка, рэнга, хайку. Владивосток: ДВГУ, 1980. 109 с.
  - Поэзия Мацуо Басё. М.: Наука, 1981. 152 с. 8000 экз.
  - Теория японского классического стиха (X—XVII вв.) (Учебное пособие). Владивосток, Издательство Дальневосточного ун-та, 1984. 116 с.
  - Традиция в японской поэзии: (Классический стих танка). [О книге Фудзивара Тэйка «Прекрасные песни нашего времени»] Владивосток, Издательство Дальневосточного ун-та, 1992. 114 с.
  - Очерки японской поэзии 9-17 веков. М.: Наука; Вост. лит., 1994. 235 с.
  - Единение сердец: Японская поэзия «связующих строф». (Серия «Библиотечка японской поэзии»). Владивосток: Издательство Дальневосточного ун-та, 1999. 206 с.
  - Письмена ржанок. Деятельность Фудзивара Тэйка. (Серия «Библиотечка японской поэзии»). Владивосток: Издательство Дальневосточного ун-та, 2000. 278 с.
  - Ночлег в пути. Стихи и странствия Мацуо Басё. Владивосток: ДВГУ, 2002. 209 с.
  - Литература Японии VIII—X вв.: учебное пособие. Владивосток: Издательство Дальневосточного ун-та, 2005. 220 с.
  - Литература модернизма в Японии. Владивосток: Дальнаука, 2007. 251 с.
  - Горный приют. Творчество Фудзивара Сюндзэй. Владивосток: Издательство Дальневосточного ун-та, 2010. 228 с.
- Бродский, Владимир Евсеевич, к. искусств. (1967)
  - Японское классическое искусство: Очерки. Живопись. Графика. М.: Искусство, 1969. 286 с.
- Бугаева, Дагмара Павловна (1925—2000), к. и. н. (1953), профессор ЛГУ (1990)[23]
  - Японские публицисты конца XIX в. М.: Наука, 1978. 164 с.
  - Таока Рэйун — японский критик и писатель-документалист. Л.: Издательство ЛГУ, 1987. 182 с.
- Будкевич, Сергей Леонидович (1905—1971), к. и. н. (1954)[24]
  - Очерки по живой японской речи. М., 1948. 122 с.
  - «Дело Зорге»: следствие и судебный процесс: (Люди, события, документы, факты). М.: Наука, 1969. 231 с.
- Булацев, Сергей Хазбиевич (1965), преподаватель СПбГУ[25]
  - Японские издания типа «дзэнсю» // Национальная библиография, издательская деятельность и библиотечное дело в странах Азии и Африки. СПб., 1992.
- Бунин, Вячеслав Николаевич (1924), д. и. н. (1990)[26]
  - Япония в военно-политической стратегии США в АТР. В 2 ч. М., 1991. Ч. 1. 147 с. Ч. 2. 135 с. (Информационный бюллетень ИДВ РАН, 1991, № 4)
  - Вооружённые силы Японии: Справочник. В 2 ч. М., 1992. Ч. 1. 181 с. Ч. 2. 186 с. (Информационный бюллетень ИДВ РАН, 1992, № 2)
  - Япония в процессе формирования новой модели безопасности в СВА. М., 1994. 227 с. (Информационный бюллетень ИДВ РАН, 1994, № 10)
  - Японо-американский союз безопасности: История и современность: (К 50-летию со дня основания). М.: ИДВ РАН, 2000. 331 с.
  - Современное состояние оборонного потенциала Японии. М., 2002. 152 с.
- Бутуханов, Алексей Владимирович
  - Механизм реализации промышленной политики в Японии. АД … к. э. н. Хабаровск, 2005.
  - Бутуханов А. В., Попов Д. А. (Дм. Алексе.), Рензин О. М. Институциональные аспекты промышленной политики Японии. Хабаровск: РИЦ ХГАЭП, 2006. 119 с.
- Бухаев, Юрий Геннадьевич
  - Амидаизм в традиционной японской культуре: (Историко-этнографическое исследование). АД … к. и. н. М., 1991.
- Бухаров, Борис Иванович, также работы о Китае
  - Вопросы дальневосточной политики США. (1953—1955 гг.). М.: Издательство АН СССР, 1959. 238 с.
  - Образование американо-японского военного союза (1945—1952). М.: Наука (ГРВЛ), 1963. 128 с.
- Быкова, Стелла Артемьевна
  - Глагольные и адъективные устойчивые сочетания в современном японском литературном языке. АД … к. филол. н. М., 1973.
  - Устойчивые словосочетания в современном японском языке. М.: Издательство МГУ, 1985. 64 с.
  - Лобачёв Л. А. (Лев Ал-др.), Быкова С. А. Учебное пособие по японской диалектологии. М.: Издательство МГУ, 1990. 63 с.
  - Японский язык: Устный перевод. М.: Муравей-Гайд, 2000. 142 с.
  - Быкова С. А., Ямада Мидори. Японский язык: Пособие по переводу документации. М.: Муравей, 2001. 138 с.

## В
- Ваганов, Николай Анастасович (1909-?), к. э. н. (1947)[27]
  - Аграрные отношения и влияние войны на японскую деревню // Труды МИВ, 1939. № 1. С. 69-100
  - Землевладение и аренда в Японии. АД … к. э. н. М., 1947.
- Вайнцвайг, Николай Кононович (1897—1968), д. э. н. (1947)[28]
  - Японские концерны. М.-Л.: Соцэкгиз, 1935. 122 с.
- Вардуль, Игорь Фридрихович (1923—1998), д. филол. н. (1974)[29]
  - Очерки потенциального синтаксиса японского языка. М.: Наука, 1964. 148 с.
  - Основы описательной лингвистики: (Синтаксис и супрасинтаксис). М.: Наука, 1977. 351 с.
  - Алпатов В. М., Вардуль И. Ф., Старостин С. А. Грамматика японского языка: Введение. Фонология. Супрафонология. Морфонология. М.: Вост. лит., 2000. 149 с.
- Василевская, Ирина Ивановна (1925), к. и. н. (1953)[30]
  - Япония и страны Юго-Восточной Азии после второй мировой войны. М.: Наука, 1969. 152 с.
  - Колониальная политика Японии в Корее накануне аннексии (1904—1910). М.: Наука, 1975. 116 с.
- Васильевский, Руслан Сергеевич, д. и. н., работы по археологии Сибири
  - По следам древних культур Хоккайдо. Новосибирск: Наука, 1981. 174 с. (Серия «Страны и народы»)
  - Васильевский Р. С., Лавров Е. Л., Чан Су Бу. Культуры каменного века Северной Японии. Новосибирск: Наука, 1982. 207 с.
- Вербицкий, Семён Ильич (1922), к. и. н. (1970)[31]
  - Японо-американский военно-политический союз: (1951—1970). М.: Наука, 1972. 285 с.
  - Япония в поисках новой роли в мировой политике. М.: Наука, 1992. 271 с.
- Верисоцкая (Мищенко), Елена Валентиновна (1946—2008), д. и. н. (1990)[32]
  - Япония и американская агрессия в Индокитае. М.: Наука, 1979. 140 с.
  - Идеология японского экспансионизма в Азии в кон. XIX-нач. XX в. М.: Наука, 1990. 337 с. (дсп?)
  - Вестернизация, национальная идея и реалии японской политики в эпоху Мэйдзи. Владивосток: Издательство Дальневосточного ун-та, 2005. 333 с.
  - о ней: Япония и современный мир: Сб. ст. памяти проф. Е. В. Верисоцкой. Владивосток: Издательство Дальневосточного ун-та, 2010.
- Ветров, Герман Юрьевич
  - Военное производство Японии: состояние и перспективы развития. АД … к. э. н. М., 1994.
- Видмарович, Бранимир
  - Политико-исторические проблемы и противоречия в китайско-японских отношениях в 2001 по 2009 гг. АД … к. и. н. М., 2011.
- Виноградов, Константин Георгиевич
  - История Хоккайдо в XVII—XX вв.: Опыт регионального исследования. АД … к. и. н. М., 2005.
- Виноградова, Надежда Анатольевна (1923), к. искусств. (1962), автор работ также о Китае[33]
  - Скульптура Японии: III—XIV вв. М.: Изобразительное искусство, 1981. 239 с.
  - Искусство Японии. М.: Изобразительное искусство, 1985. 57, 17 с., 79 л. ил.
  - Чайное действо. М., 1996.
  - Сто лет искусства Китая и Японии. М.: НИИ ТИИИ РАХ, 1999. 252 с.
  - Хиросигэ. М.: Белый город, 2004. 47 с.
  - Хокусай. М.: Белый город, 2005. 47 с.
  - Китай, Корея, Япония. Образ мира в искусстве. М.: Прогресс-Традиция, 2010. 287 с.
- Вишневский, Николай Васильевич
  - Отасу: Этно-политические очерки. Южно-Сахалинск: Дальневосточное книжное издательство, 1994. 159 с.
  - Смерть в четырёх шагах: Художественное исследование. Южно-Сахалинск: Сахалинское областное книжное издательство, 1995. 224 с.
- Власов, Валерий Викторович (1960), к. э. н. (1988)[34]
  - Япония: производственная инфраструктура. М.: Наука, 1991. 180 с.[35]
- Власов, Виктор Алексеевич (1927—1978), к. э. н. (1958)[34]
  - Закабаление мелких предприятий Японии монополистическим капиталом (1929—1937 гг.). М.: Наука (ГРВЛ), 1958. 115 с.
  - Власов В. А., Чернышёв А. И. Машиностроение Японии. М.: ЦБТИ, 1961. 88 с.
  - Обрабатывающая промышленность современной Японии. М.: Наука, 1972. 296 с.
  - Научно-техническая революция в Японии: (База, направления, последствия). М.: Мысль, 1975. 192 с.
  - Японская промышленность: Научно-технический прогресс и его последствия. М.: Наука (ГРВЛ), 1979. 207 с.
- Вовин, Александр Владимирович (1961), к. филол. н. (1987)[36]
  - Язык японской прозы второй половины XI в. АД … к. филол. н. Л., 1987.
  - О древнекорейско-древнеяпонских языковых связях // Народы Азии и Африки. 1986. № 5. С. 18-102
  - A Reference Grammar of Classical Japanese Prose. London: Routledge-Curzon, 2003. 476 p.
- Войтишек, Елена Эдмундовна (1961), к. и. н. (2002)[37]
  - Карты «ироха»: (Старинная интеллектуальная японская игра). Новосибирск: СО РАН, 1999. 80 с.
  - Игровые традиции в духовной культуре стран Восточной Азии (Китай, Корея, Япония). Новосибирск: Новосибирский гос. ун-т, 2009. 295 с. переизд.: 2011. 311 с.
- Волгин, Николай Алексеевич (1950), д. э. н.
  - Японский опыт решения экономических и социально-трудовых проблем. М.: Экономика, 1998. 253 с.
  - Опыт подготовки и стимулирования труда государственных служащих в Японии. М.: РАГС, 1998. 75 с.
  - Волгин Н. А., Волгина О. Н. Оплата труда: японский опыт и российская практика: Учебное пособие. М.: Дашков и Ко, 2004. 506 с.
- Волкова, Ирина Васильевна (1943), к. и. н. (1977)[38]
  - Япония и Африка. М.: Мысль, 1981. 206 с.
- Воробьёв, Михаил Васильевич (1922—1995), д. и. н. (1972), автор работ также о Китае и Корее[39]
  - Каменный век стран Японского моря. Л.,1953.
  - Древняя Япония (Историко-археологический очерк). М.: Наука, 1958. 118 с.
  - Воробьёв М. В., Соколова Г. А. Очерки по истории науки, техники и ремесла в Японии. М.: Наука, 1976. 231 с. (Культура народов Востока)
  - Япония в III—VII вв.: Этнос, общество, культура и окружающий мир. М.: Наука, 1980. 344 с.
  - Рабство в Японии в VIII—XI вв. // Рабство в странах Востока в средние века. М., 1986
  - Японский кодекс «Тайхо ёро рё» (VIII в.) и право раннего средневековья. М.: Наука (ГРВЛ), 1990. 384 с. 2000 экз.
- Воронова, Беата Григорьевна (1926), к. искусств. (1965)[40]
  - Тоё Ода: (1420—1506). М.: Искусство, 1958. 60 с.
  - Кацусика Хокусай. Графика. В 2 кн. в общем переплёте. М.: Искусство. 1975. 103 с., 87 л. илл.
  - Японская иллюстрированная книга XVIII—XIX вв. / Сост. каталога и текста. М., 2000. 114 с.
  - Старопечатные японские книги из собрания ГМИИ им. А. С. Пушкина // Каталог старопечатных японских книг. / Сост. Б. Г. Воронова и др. М.: Пашков дом, 2001. 143 с.
  - Японская гравюра. Каталог в 2 т. М.: Красная Площадь, 2009.

## Г
- Гальперин, Александр Львович (1896—1960), д. и. н. (1947)[41]
  - Англо-японский союз 1902—1921 гг. М.: Госполитиздат, 1947. 448 с.
  - Очерки социально-политической истории Японии в период позднего феодализма. М.: Наука, 1963. 200 с.
- Гамазков, Константин Александрович (1933), к. и. н. (1965)[42]
  - Из истории распространения марксизма-ленинизма в Японии: (1932—1938 гг.). М.: Наука, 1971. 120 с.
- Гарри, Игорь Евгеньевич (1965), к. и. н. (2000)[43]
  - Дзэн-буддийское миросозерцание Эйхэй Догэна. М.: Вост. лит., 2003. 208 с.
- Гастов Г. — см. выше Астахов Г. А.
- Гвоздикова, Юлия Евгеньевна
  - Записки без названия (Мумё: дзо: си). / Пер., предисл. и комм. Ю. Е. Гвоздиковой. // Orientalia et Classica. Труды ИВКА РГГУ. Вып. VII. Политическая культура древней Японии. М., 2006. С. 191—392.
  - «Записки без названия» и литературный дискурс в средневековой Японии. АД … к. филол. н. М., 2008.
- Генс, Инна Юлиусовна, к. искусств. (1966)
  - Японское независимое кино. АД … к. искусств. М., 1966.
  - Меч и Хиросима: (Тема войны в японском киноискусстве). М. : Искусство, 1972. 168 с.
  - Тосиро Мифунэ. М.: Искусство, 1974. 128 с. (Мастера зарубежного киноискусства)
  - Бросившие вызов: Японские кинорежиссёры 60-70-х гг. М.: Искусство, 1988. 271 с.
- Георгиев, Юрий Владимирович, к. и. н.
  - Япония накануне 1970 года. М.: Наука (ГРВЛ), 1969. 103 с.
  - Кюсю. М.: Наука (ГРВЛ), 1971. 112 с.
  - Курилы — острова в океане проблем. / Сост., исслед. и комм. Ю. В. Георгиева. М.: Росспэн, 1998. 519 с.
  - Рихард Зорге: исследователь, разведчик, геополитик. М.: Япония сегодня, 2000. 203 с.
  - Рихард Зорге: Биографический очерк. М.: Япония сегодня, 2002. 236 с.
  - Георгиев Ю., Гузанов В. «Одиссея русского японца» [Киселёв П. С.] М.: Общество «Россия-Япония», 2006. 100 с.
  - Рихард Зорге и тайны второй мировой войны. М.: Япония сегодня, 2007. 238 с.
- Герасимова, Майя Петровна (1946), к. филол. н. (1983)[44]
  - Кавабата Ясунари: (Традиции и современность). АД … к. филол. н. М., 1983.
  - Киотоский альбом. История, культура, традиции. М.: ИВ РАН; Крафт+, 2002. 186 с.
- Герасин А. А.
  - Теория и методы управления персоналом на предприятиях Японии. АД … к. э. н. М., 1998.
- Главева, Диана Георгиевна (1971), к. филос. н. (1998)[45]
  - Традиционная японская культура: специфика мировосприятия. М.: Вост. лит., 2003. 262 с.
- Глускина, Анна Евгеньевна (1904—1994), д. филол. н. (1972)[46]
  - Генетические связи японского народного театрального искусства. М.: МИВ, 1945. 36 с.
  - Глускина А. Е., Зарубин С. Ф. Краткий русско-японский словарь. М.: ГИИНС, 1950. 1000 с.
  - Глускина А. Е., Логунова В. В. Очерки истории современной японской демократической литературы. М.-Л.: Издательство АН СССР, 1955. 191 с.
  - Заметки о японской литературе и театре: (Древность и средневековье): Сб. ст. М.: Наука, 1979. 296 с.
  - Переводы:
    - Песни Ямато: (Танка). Л.: ВОКС, 1926. 34 с.
    - Манъёсю (Собрание мириад листьев). В 3 т. / Пер. А. Е. Глускиной. М.: Наука (ГРВЛ), 1971—1973.
      - Т. 1. Книги I—VII. 1971. 680 с.
      - Т. 2. Книги VIII—XIV. 1971. 720 с.
      - Т. 3. Книги XV—XX. 1973. 455 с.
      - 2-е изд. В 3 т. М.: АСТ, 2001. 1500 экз.

    - Японская любовная лирика. / Сост, комм., пер. А. Глускиной. М.: Худож. лит., 1988. 253 с.
      - Японская любовная лирика: танка, сэдока, тёка. М.: АСТ, 2003. 2006.
- Глухарёва, Ольга Николаевна (1897—1986), к. искусств. (1944), также автор работ о Китае и Корее[47]
  - разделы «Архитектура Японии» совместно с А. М. Прибытковой в кн. Всеобщая история архитектуры. В 12 т. М., 1958—1971. Т.1. С. 358—363. Т. 9. С. 531—590.
- Глушаков, Пётр Иванович (1893—1961), к. геогр. н., работы также о Китае
  - Япония: Краткое экономико-географическое описание. М.: Воен. изд-во, 1945. 152 с.
- Головнин, Иван Васильевич (1922—1995), д. филол. н. (1974)[48]
  - Введение в синтаксис современного японского языка. М.: МГУ, 1979. 376 с.
  - Морфологическая и синтаксическая подсистемы современного японского языка в языковых образцах и моделях: (Грамматический минимум). М.: Издательство МГУ, 1984. 112 с.
  - Грамматика современного японского языка. М.: Издательство МГУ, 1986. 315 с.
- Голомша, Андрей Васильевич
  - Духовная культура воинского сословия Японии: традиции и современность. АД … к. культур. Комсомольск-на-Амуре, 2011.
- Голосова, Елена Владимировна, к. с.-х. н. (1991, городские насаждения в Москве)
  - Японский сад. История и искусство. М.: Изд-во Моск. гос. ун-та леса, 2002. 284 с.
  - Сад в японском стиле. М.: Фитон+, 2003. 175 с.
- Голубчиков, Евгений Валентинович
  - Особенности организации зарубежной деятельности фирм Японии. АД … к. э. н. М., 2003.
- Гольдберг, Давид Исаакович (1908—1982), д. и. н. (1956)[49]
  - Внешняя политика Японии (сентябрь 1939 г.-декабрь 1941 г.). М.: ИВЛ, 1959. 300 с.
  - Внешняя политика Японии в 1941—1945 гг. М.: Соцэкгиз, 1962. 384 с.
  - В. И. Ленин и Япония. Л.: Знание, 1970. 48 с.
  - Очерк истории рабочего и социалистического движения в Японии: (1868—1908 гг.). М.: Наука, 1976. 356 с.
- Гончаров, Вадим Владимирович, к. э. н. (1972)
  - Управление концерном на примере фирмы «Мацусита» (Япония). М., 1992. 159 с.
  - В поисках совершенства управления: руководство для высшего управленческого персонала: Опыт лучших промышленных фирм США, Японии и стран Западной Европы. В 2 т. М.: МНИИПУ, 1996. Т. 1. 1996. 751 с. Т. 2. 719 с.
- Горбунов, Евгений Александрович
  - 20 августа 1939. М.: Молодая гвардия, 1986. 237 с. (Памятные даты истории)
    - переизд. под назв.: Крах планов «ОЦУ», 10 августа 1938, 20 августа 1939. Владивосток: Дальневосточное книжное издательство, 1988. 223 с.

  - Схватка с Чёрным Драконом: Тайная война на Дальнем Востоке. М.: Вече, 2002. 508 с.
- Горбунова, Юлия Васильевна
  - «Женский вопрос» и женское движение в послевоенной Японии: 1945—2004. АД … к. и. н. Владивосток, 2005.
- Горбылёв, Алексей Михайлович
  - Путь невидимых: подлинная история нин-дзюцу. Мн.: Харвест, 1997. 493 с. переизд.: Мн., 2002.
  - Когти невидимок: подлинное оружие и снаряжение ниндзя. Мн., 1999.
  - Ниндзя: боевое искусство. М.: Яуза; Эксмо, 2010. 477 с. (Рукопашный бой)
- Горегляд, Владислав Никанорович (1932—2002), д. филол. н. (1975)[50]
  - Описание японских рукописей, ксилографов и старопечатных книг. Вып. 1-6. М.: Наука, 1963—1971.[51]
    - Вып. 1. Горегляд В. Н., Петрова О. П. История, география, этнография. 1963. 243 с.
    - Вып. 2. Горегляд В. Н., Иванова Г. Д., Петрова О. П. Филология. 1964. 230 с.
    - Вып. 3. Горегляд В. Н., Петрова О. П. Идеология. 1966. 175 с.
    - Вып. 4. Горегляд В. Н., Петрова О. П. [Естественнонаучная тематика] 1969. 172 с.
    - Вып. 5. Горегляд В. Н. [Картография, культура, изобразительное и прикладное искусство, каллиграфия]. 1971. 132 с.
    - Вып. 6. Горегляд В. Н., Ханин О. Я. [Прочее] 1971. 193 с.

  - Дневники и эссе в японской литературе X—XIII вв. М.: Наука, 1975. 380 с.
  - Буддизм и японская культура VIII—XII вв. / Буддизм, государство и общество в странах Центральной и Восточной Азии в Средние века. М., 1982. С. 122—206.
  - Ки-но Цураюки. М.: Наука, 1983. 143 с. (Писатели и учёные Востока)
  - Японская литература VIII—XVI вв.: Начало и развитие традиций. (Серия «Orientalia»). СПб.: Петербургское Востоковедение, 1997. 400 с.
    - 2-е изд. 2001. 1000 экз.

  - Классическая культура Японии: очерки духовной жизни. (Серия «Orientalia»). СПб.: Петербургское Востоковедение, 2006. 351 с.
  - Переводы:
    - Кэнко-хоси. Записки от скуки (Цурэдзурэгуса). / Пер. В. Н. Горегляда. М.: Наука (ГРВЛ), 1970. 255 с. (Серия «Памятники письменности Востока». Вып. XXIX)
      - СПб.: Азбука, 2011.

    - Митицуна-но хаха. Дневник эфемерной жизни. / Пер. В. Н. Горегляда. (Серия «Памятники культуры Востока». Вып. 2). СПб.: Петербургское Востоковедение. 1994. 352 с.
    - Хогэн моногатари — Сказание о годах Хогэн. / Пер. В. Н. Горегляда. (Серия «Литературные памятники древней Японии». Вып. V). СПб.: Гиперион, 1999. 176 с.
    - Японские самурайские сказания. / Пер. В. Н. Горегляда. («Золотая серия японской литературы»). СПб.: Северо-Запад. 2002. 682 с. (включает «Повесть о великом мире» и «Сказание о годах Хогэн»)
    - Оцуки Гэнтаку, Симура Хироюки. Удивительные сведения об окружающих [землю] морях (Канкай ибун): японская рукопись XIX века из рукописного фонда СПб ИВР РАН. / Предисл., пер. и комм. В. Н. Горегляда. СПб.: Гиперион. 2009. 392 с.

  - Памяти профессора В. Н. Горегляда: Аннот. биобиблиогр. указ. / Авт.-сост.: К. В. Головина, К. Н. Копылова. СПб.: Геликон Плюс, 2003. 94 с.
  - Японская мозаика: сборник статей памяти проф. В. Н. Горегляда. / Сост. А. М. Кабанов, К. Г. Маранджян. СПб.: Гиперион, 2009. 205 с.
- Грачёв, Максим Васильевич (1973), к. и. н. (1998)
  - «Синсэн сёдзироку» («Вновь составленные списки родов», 815 г.), вступительная статья, перевод предисловий и некоторых генеалогий, комментарии // Синто — путь японских богов. Т.II. Тексты синто. СПб.: Гиперион, 2002. С. 170—193, 457—471.
  - Миёси-но Асоми Киёюки. "Икэн дзю: ни кадзё: " — Рекомендации в двенадцати пунктах // Orientalia et Classica. Труды ИВКА РГГУ. Вып. VII. Политическая культура древней Японии. М., 2006.
  - Япония в эпоху Хэйан (794—1185): хрестоматия. / Сост., введ., пер. и комм. М. В. Грачёва. (Серия Orientalia et Classica. Труды ИВКА РГГУ. Вып. 24) М.: РГГУ, 2009. 423 с.
  - О нём
- Гривнин, Владимир Сергеевич (1923), д. филол. н. (1974)[52]
  - Гиляревский Р. С., Гривнин В. С. Определитель языков мира по письменностям. М.: Наука, 1960. 296 с.
    - 2-е изд., испр. 1961. 302 с.

  - Акутагава Рюноскэ: Жизнь. Творчество. Идеи. М.: МГУ, 1980. 296 с.
  - множество переводов
- Григорьев, Михаил Петрович (1899—1943), переводчик
  - Похвала тени: рассказы японских писателей в пер. М. П. Григорьева, сост. Л. Л. Громковская. СПб.: Петербургское Востоковедение, 1996. 270 с. (Современная проза Востока)
  - Лик Японии: Переводы и эссе. М., Ин-т буддизма, 1997. 337 с.
- Григорьева, Татьяна Петровна (1929), д. филол. н. (1981)[53]
  - Григорьева Т. П., Логунова В. В. Японская литература. Краткий очерк. М.: Наука, 1964. 282 с. 1700 экз. (Литературы Востока)
  - Одинокий странник. О японском писателе Куникида Доппо. М.: Наука, 1967. 255 с.
  - Японская художественная традиция. М.: Наука, 1979. 367 с.
  - Японская литература XX века. Размышления о традиции и современности. М.: Худож. лит., 1983. 302 с. 10000 экз.
  - Дао и Логос: (Встреча культур). М.: Вост. лит., 1992. 423 с.
  - Красотой Японии рождённый. М., Искусство, 1993. 460 с.
  - Чарующая радость жизни: Японское учение Тэнри — Закон Неба. М.: Искусство. 1998. 199 с.
  - Движение красоты: размышления о японской культуре. М.: Вост. лит., 2005. 438 с.
  - Красотой Японии рождённый. Путь японской культуры. В 2 т. М.: Альфа-М, 2005.
    - Т. 1. Путь японской культуры. 356 с.
    - Т. 2. Японская литература XX века: (Традиции и современность). 420 с.

  - Япония: путь сердца. М.: Новый Акрополь, 2008. 388 с. (Серия «Сокровенная история цивилизаций»).
- Гринюк, Владимир Александрович (1944), к. и. н. (1973)[54]
  - Демократическое студенческое движение в Японии после Второй мировой войны: (1945—1964 гг.) (Специальный бюллетень издательства «Наука», М.: Наука, 1971, № 12 (163), 147 с.
- Гришачёв, Сергей Викторович
  - Установление камакурского сёгуната в Японии в XII-начале XIII вв. АД … к. и. н. М., 2005.
- Гришелёва, Лидия Диомидовна (1926—1993), д. филол. н. (1990)[55]
  - Театр современной Японии. М.: Искусство. 1977. 238 с.
  - Гришелёва Л. Д., Чегодарь Н. И. Культура послевоенной Японии. М.: Наука, 1981. 215 с.
  - Формирование японской национальной культуры. Кон. XVI-начало XX века. М.: Наука, 1986. 286 с. 17000 экз.
  - Гришелёва Л. Д., Чегодарь Н. И. Японская культура Нового времени. Эпоха Мэйдзи. М.: Вост. лит., 1998. 237 с. (Серия «Культура народов Востока: Материалы и исследования»).
- Гришина, Валентина Андреевна (1937), к. филол. н. (1974)[56]
  - Исикава Такубоку — критик и публицист. М.: МГУ, 1981. 200 с.
- Громковская, Лидия Львовна (1933—1994), к. филол. н. (1970)[57]
  - Громковская Л. Л., Кычанов Е. И. Николай Александрович Невский. М.: Наука, 1978. 216 с. (Русские путешественники и востоковеды)
  - Токутоми Рока: (Отшельник из Касуя). М.: Наука, 1983. 192 с. (Писатели и учёные Востока)
  - Сто первый взгляд на Японию. М.: Наука, 1991. 261 с.
  - На стёклах вечности… Николай Невский. Переводы, исследования, публикации. / Сост. Л. Л. Громковская. // Петербургское Востоковедение. Вып. 8. СПб., 1996. С. 242—560.
- Гузанов, Виталий Григорьевич, автор ряда документальных повестей
  - Одиссей с Белой Руси. [И. А. Гошкевич]. Мн.: Беларусь, 1969. 292 с.
  - Самурай в России: Русско-японская мозаика. Исторические этюды. М.: Япония сегодня, 1999. 254 с.
  - И праху близких поклониться…: русские воинские кладбища в Японии: историческая хроника. М.: Япония сегодня, 2000. 126 с.
  - Тайна золотых шиллингов: русско-японская мозаика: исторические этюды. М.: Япония сегодня, 2000. 127 с.
  - Иеромонах: Документальное повествование. Жизнь и подвиги Святителя Николая Японского. М.: Юго-Восток-сервис, 2002. 200 с.
- Гуревич, Татьяна Михайловна (1945), д. филол. н. (2006)[58]
  - Страноведение: (Методическое пособие). М.: ВКШ КГБ, 1983. 219 с.
  - Японский язык и японцы. Лингвокультурологическое пособие по японскому языку на материале фразеологических единиц. М.: Триада, 2003. 125 с.
  - Человек в японском лингвокультурном пространстве. М.: МГИМО-Университет, 2005. 201 с.

## Д
- Данилов, Андрей Юрьевич
  - Особенности бюджетной политики Японии в 80-е годы. АД … к. э. н. М., 1988.
  - Японский язык: Проблема употребления указательных слов. М.: Муравей-Гайд, 2000. 81 с.
  - Японский язык: Глагол: категория вида. М.: Муравей-Гайд, 2001. 173 с.
- Дашицыренова, Эржэн Петровна
  - Религиозно-философские взгляды Сайтё. АД … к. филос. н. Чита, 2010.
- Дашкевич, Виктория Теодоровна (1932), к. искусств. (1973)[59]
  - Декоративно-прикладное искусство современной Японии в собрании Эрмитажа. М.-Л., Советский художник, 1965. 79 с.
  - Скульптура древней и средневековой Японии: каталог выставки. / Пер. В. Т. Дашкевич. Л.: Советский художник, 1969. 26 с.
  - Хиросигэ. Л.: Искусство, 1974. 160 с.
- Дейноров, Эльдар
  - История Японии. М.: АСТ, 2008. 767 с.
    - 2011. 767 с.
- Демченко, Михаил Васильевич (1933), главный редактор «Дипломатического вестника»[60]
  - Средства массовой информации // Япония наших дней. М., 1983. С. 245—254
  - ряд предисловий к переводам японских авторов
- Денике, Борис Петрович
  - Япония: [Альбом по архитектуре] М.: Изд-во ВАА, 1935. 103 с., футляр
- Денисов, Юрий Дмитриевич (1939), к. техн. н. (1973)[61]
  - Основные направления научно-технического прогресса в современной Японии. М.: Наука, 1987. 181 с.
  - Информационные ресурсы в японской экономике. М.: Наука, 1991. 191 с.
- Державин, Игорь Константинович
  - Сока-гаккай — Комэйто (Религиозно-политическое движение в послевоенной Японии). М.: Наука (ГРВЛ), 1972. 167 с.
- Дерманов, Василий Константинович, к. э. н. (1979)
  - Япония и США: проблемы торговой конкуренции. М.: Международные отношения, 1985. 191 с.
- Дийков, Сергей Алексеевич (1951), к. э. н. (1979)[62]
  - Экспорт предприятий из Японии // БИКИ: Приложение, 1979. № 10. С. 52-79
- Динкевич, Анатолий Иосифович (1923), д. э. н. (1965)[63]
  - Военные финансы Японии (1937—1945). М.: Наука (ГРВЛ), 1958. 116 с.
  - Барышникова О. Г., Динкевич А. И. Промышленность Японии в послевоенный период: (1945—1956). М.: ВИНИТИ, 1958. 107 с.
  - Экономика послевоенной Японии: (1945—1955). М.: Госполитиздат, 1958. 200 с.
  - Экономическая и военная «помощь» США Японии. М.: Наука (ГРВЛ), 1962. 300 с.
  - Государственные финансы послевоенной Японии. М.: Наука, 1967. 406 с.
  - Очерки экономики современной Японии. М.: Наука (ГРВЛ), 1972. 376 с.
  - Финансовая и денежно-кредитная система Японии. М.: Финансы, 1977. 135 с.
  - На перепутье: (Экономическая реформа в России). М., 1996. 293 с. (депонирована в ИНИОН)
- Дмитриевская, Наталья Павловна
  - Япония и Южная Корея: Партнёры и соперники. М.: Наука; Вост. лит., 1992. 196 с.
- Добринская, Ольга Алексеевна
  - Эволюция политики Японии в области обеспечения национальной безопасности после крушения биполярной системы международных отношений. АД … к. и. н. М., 2005.
- Добровинский, Борис Натанович (1912), д. э. н. (1977)[64]
  - Япония: (Проблемы эффективности экономики). М.: Наука, 1975. 333 с.
  - Японская экономика, 1970—1983 гг.: Анализ эффективности. М.: Наука, 1986. 204 с.
- Долгоруков, Павел Дмитриевич (1922—1996), к. э. н. (1954)[65]
  - К вопросу о либерализации иностранных инвестиций в Японии. М.: НИКИ, 1970. 99 с. (БИКИ: Приложение № 6)
  - Долгоруков П. Д., Игнатущенко С. К. Новые явления в экономике и внешнеэкономических связях Японии. М.: НИКИ, 1978. 94 с. (БИКИ: Приложение № 5)
- Долин, Александр Аркадьевич (1949), к. филол. н. (1975)
  - «Заветы» Мисима Юкио // Идеологическая борьба и современные литературы зарубежного Востока. М.: Наука (ГРВЛ), 1977.
  - Японский романтизм и становление новой поэзии. М.: Наука (ГРВЛ), 1978. 282 с.
  - Очерки современной японской поэзии (гэндайси). М.: Наука, 1984. 310 с.
  - Новая японская поэзия. М.: Наука, 1990. 309 с.
  - История новой японской поэзии в очерках и литературных портретах. СПб.: Гиперион. 2006.
    - Т. 1. Романтики и символисты. 416 с.
    - Т. 2. Революция поэтики. 320 с.
    - Т. 3. Грани модернизма. 416 с.
    - Т. 4. Танка и хайку. 416 с.

  - Долин А. А., Попов Г. В. Кэмпо — традиция воинских искусств. М.: Наука, 1990. 427 с. 50000 экз.
    - М.: Рипол; Глобус, 1996. 471 с.
    - перераб. изд. Долин А. при участии Г. Попова. Кэмпо — истоки воинских искусств. М.: Изд-во Ипполитова, 2008. 703 с.
- Долин, Переводы:
  - Из современной японской поэзии. / Пер., сост. и предисл. А. Долина. М.: Прогресс, 1981. 199 с.
  - Осенние цикады: Из японской лирики позднего средневековья. / Сост., пред., пер. и комм. А. Долина. М.: Наука (ГРВЛ), 1981. 286 с.
  - Голоса вещей: Послевоенная японская поэзия. / Пер., сост. и пред. А. Долина. М.: Радуга, 1988. 255 с.
  - Лунные блики: Классическая японская поэзия конца XIX-первой половины XX в. / Пер. и пред. А. Долина. М.: Наука, 1991. 375 с.
  - Кокинвакасю (Собрание старых и новых песен Японии). / Пер. А. Долина. В 3 т. М.: Радуга. 1995. 272, 344, 232 с. 5000 экз.
    - 2-е изд. (Серия «Японская классическая библиотека». Вып. XVIII). СПб.: Гиперион, 2001. 432 с.

  - Ветер в соснах. Классическая поэзия танка эпохи Эдо. (Серия «Японская классическая библиотека». Вып. IV). СПб.: Гиперион. 1999. 224 с.
  - Алая камелия. Японская лирика «весёлых кварталов». (Серия «Японская классическая библиотека». Вып. V). СПб.: Гиперион. 1997. 160 с.
  - Старый пруд. Классическая поэзия хайку эпохи Эдо (XVII — середина XIX вв.). (Серия «Японская классическая библиотека». Вып. XI). СПб.: Гиперион. 1999. 320 с.
  - Цветы ямабуки. Шедевры поэзии хайку «серебряного» века (конец XIX-начало XX вв.) / Пер., предисл. и комм. А. А. Долина. (Серия «Японская классическая библиотека». Вып. X). СПб.: Гиперион. 2000. 256 с.
  - Багряные пионы. Шедевры поэзии танка «серебряного» века (конец XIX-начало XX вв.). / Пер., предисл. и комм. А. А. Долина. (Серия «Японская классическая библиотека». Вып. XIII). СПб.: Гиперион. 2000. 384 с.
  - Масаока Сики. Стихи и проза. / Пер. и комм. А. А. Долина. (Серия «Японская классическая библиотека». Вып. XIV). СПб.: Гиперион. 1999. 192 с.
  - Танэда Сантока. Стихи и проза. (Серия «Японская классическая библиотека». Вып. XIX). СПб.: Гиперион. 2001. 256 с.
  - Японская поэзия Серебряного века: Танка, хайку, киндайси. СПб.: Азбука-классика, 2004. 492 с.
  - Осараги Дзиро. Ронины из Ако, или Повесть о сорока семи верных вассалах. / Пер. А. Долина. В 2 т. СПб.: Гиперион. 2006. 544, 528 с.
  - Шедевры японской классической поэзии в переводах Александра Долина. М.: Эксмо, 2009. 654 с.
  - Басё и поэты Золотого века хайку. / Пер. и сост. А. Долина. М.: Эксмо, 2010. 318 с. (Народная поэзия)
  - Песни гейш: коута. / Пер. А. Долина. М.: Эксмо, 2011. 285 с. (Народная поэзия)
  - Странники в вечности: японская классическая поэзия странствий в переводах Александра Долина. СПб.: Гиперион, 2012. 558 с.
- Доценко, Владимир Николаевич, к. э. н. (1983)
  - Атомная энергетика Японии: Технико-экономические и социальные аспекты. М.: Наука, 1989. 173 с.
- Дронишинец, Николай Павлович
  - Государственная политика Японии в сфере образования. АД … д. филос. н. Екатеринбург, 1997.
  - Управление человеческими ресурсами в Японии. Екатеринбург, 2000. 262 с.
- Дружинин, Николай Львович, д. э. н. (2010)
  - Институциональные факторы развития послевоенной экономической системы Японии. СПб.: Издательство СПбГУ, 2007. 193 с.
- Дубровская, Марина Юзефовна
  - Музыка в традиционном театре Японии: (На материале Но и Кабуки). АД … к. искусств. М., 1985.
  - Ямада Косаку и формирование японской композиторской школы: (последняя четверть XIX в. — первая половина XX в.). Новосибирск: Новосиб. гос. консерватория, 2004. 568 с.
- Дударь, Денис Ильич
  - Как подготовиться и победить в олимпиаде «Высшая проба» по японскому языку в ВШЭ(Москва) и стать самым выдающимся орком-пилотом в настольных играх на ВСЕЯПОНСКИХ НАЦИОНАЛЬНЫХ ИГРАХ-2019. АД … доктор исторических наук, пилот-орк М., 2020
- Дунаев, Владислав Иванович
  - Японцы в Японии. М.: Молодая гвардия, 1977. 144 с.
  - Японцы «на рубежах». М.: Молодая гвардия, 1983. 158 с.
  - Достоверный том. М.: Ключ-С, 2010. 463 с.
- Дыбовский, Александр Сергеевич
  - Междометия в современном японском языке. АД … к. филол. н. М., 1981.
  - Разговорный японский язык: Учебное пособие. Владивосток: Изд-во Дальневосточного ун-та, 1984. 139 с.
- Дьяконова, Елена Михайловна (1948), к. филол. н. (1981)[66]
  - Азадовский К. М., Дьяконова Е. М. Бальмонт и Япония. М.: Наука, 1991. 187 с.
  - With V. Braginsky. Images of Nusantara in Russian Literature. Leiden: KITLV Press, 1999. 516 p.
  - переводы:
    - О:кагами: Великое зерцало. / Пер. Е. М. Дьяконовой. (Серия «Литературные памятники древней Японии». Вып. VI). СПб.: Гиперион, 2000. 288 с. 3000 экз.
    - Ёсано Акико. Спутанные волосы. / Пер. Е. Дьяконовой. СПб.: Гиперион, 2004. 256 с.
      - На ложе любви. М.: Эксмо, 2006. 317 с.

## Е
- Елизарьев, Виталий Николаевич (1947), д. э. н. (2000), к. и. н. (2003)[67]
  - Сахалинская область на перекрёстке российско-японских отношений конца XX столетия (современные формы и проблемы сотрудничества). Южно-Сахалинск, 1999. 175 с.
  - Сахалинская область. Современные формы и проблемы международного сотрудничества. Южно-Сахалинск: Сахалинский ГУ, 1999. 416 с.
  - Международные и внешнеэкономические связи субъекта РФ: (На примере Сахалинской области). Южно-Сахалинск, 2001. 236 с.
  - История Сахалина и Курильских островов в российско-японских отношениях. В 2 кн. Южно-Сахалинск: Лукоморье, 2002—2003. Кн. 1. 2002. 368 с. Кн. 2. 2003. 446 с.
  - Подлинная история Курильских островов и Сахалина XVII—XX вв. М.: Алгоритм, 2007. 750 с.
- Ерёмин, Владимир Николаевич (1928—2004), к. ю. н. (1973)[68]
  - Япония // Высшие судебные органы основных капиталистических государств. М., 1975. С. 43-52
  - Полиция Японии. М., 1977. 75 с.
  - Политическая система современного японского общества. М.: Наука; Вост. лит., 1992. 215 с.
  - Россия — Япония: Территориальная проблема: (Поиск решения). М.: Республика, 1992. 189 с.
  - Уголовный кодекс Японии. / Пер. В. Н. Ерёмина, науч. ред. А. И. Коробеева. Владивосток: Изд-во Дальневосточного ун-та, 2000. 81 с.
    - переизд. СПб.: Юридический центр Пресс, 2002. 224 с.

  - История правовой системы Японии. М.: Российская политическая энциклопедия (РОССПЭН), 2010. 293 с.
- Ермакова, Людмила Михайловна (1945), д. филол. н. (1991)[69]
  - Проблемы поэтики «Ямато-моногатари» (X в.). АД … к. филол. н. М., 1974.
  - Речи богов и песни людей. Ритуально-мифологические истоки японской литературной эстетики. М.: Вост. лит., 1995. 272 с. 1500 экз. (Исследования по фольклору и мифологии Востока)
  - Вести о Япан-острове в стародавней России и другое. М.: Языки славянской культуры, 2005. 269 с. (Серия «Studia historica. Series minor»)
  - Переводы:
    - Ямато-моногатари. / Пер., вступ. ст. и комм. Л. М. Ермаковой. (Серия «Памятники письменности Востока». Вып. 70). М.: Наука (ГРВЛ), 1982. 230 с. 20000 экз.
    - Норито. Сэммё. / Пер. Л. М. Ермаковой. (Серия «Памятники письменности Востока». Вып. 97). М.: Наука (ГРВЛ), 1991. 304 с. 5000 экз.
    - Кодзики: Записи о деяниях древности. В 2 т. СПб.: Шар-Гиперион. 1993-94. Т. 2. Свитки 2-й и 3-й. / Пер. Л. М. Ермаковой, А. Н. Мещерякова. 1994. 256 с. 5000 экз. (Серия «Литературные памятники древней Японии». Вып. I—II).
    - Нихон сёки: Анналы Японии. / Пер., вступ. ст. и комм. Л. М. Ермаковой, А. Н. Мещерякова. В 2 т. СПб.: Гиперион, 1997. (Серия «Литературные памятники древней Японии». Вып. IV).
      - Т. 1. Свитки I—XVI. 496 с.
      - Т. 2. Свитки XVII—XXX. 432 с.
- Ерохина, Елена Анатольевна, к. э. н. (1991)
  - Прибыль в условиях монополистической конкуренции: (На примере США и Японии). Томск: Издательство Томского ун-та, 1993. 113 с.
- Ефимов, Михаил Борисович, к. филол. н. (2006)
  - Японские вертикали. М.: Издательство АПН, 1987. 238 с.
  - Эго-роман Токунага Сунао: (страницы творческой биографии писателя). М.: ИВ РАН, 2006. 45 с.
  - Японская пролетарская литература 20-х и 30-х годов: зарождение и закат. М.: ИВ РАН, 2006. 44 с.

## Ж
- Жанцанова, Марина Георгиевна
  - Культура послевоенной Японии в литературном творчестве Миямото Тэру. АД … к. культур. Чита, 2006.
- Жарова, Татьяна Эммануиловна (1940), к. э. н. (1973)[70]
  - Экономические проблемы резиновой промышленности Японии. М.: ЦНИИТЭнефтехим, 1976. 100 с.
  - Резиновая промышленность Японии. М.: ЦНИИТЭнефтехим, 1982. 52 с.
- Жданов, Михаил Герасимович, также работы о Китае
  - Борьба трудящейся молодёжи Японии. М.: Пролетарское слово, 1931. 62 с. (Трудящаяся молодёжь в странах капитала)
  - Жданов М., Топеха П. Японский материализм в Маньчжурии. М.: Молодая гвардия, 1931. 79 с.
- Железняк, Оксана Николаевна (1971), к. филос. н. (1998)[71]
  - Эстетическое воспитание в Японии. АД … к. филос. н. М., 1998.
  - Япония: праздники и будни день за днем. М.: Форум, 2009. 158 с.
- Жилина, Лариса Владимировна
  - Формирование общественного мнения россиян о Японии и японцах в конце XX — начале XXI вв. : по материалам журнальной публицистики. АД … к. и. н. Омск, 2006.
  - Представления о странах-соседях в начале 21 века — Россия и Япония в воображении студентов. Омск: б. и., 2008. 311 с.
- Жуков, Александр Евгеньевич (1954), к. и. н. (1980)[72]
  - Межпартийная борьба в современной Японии по вопросам военной политики. М.: Наука, 1988. 137 с.
  - Япония. // История Востока. В 6 т. Т. 5. Восток в новейшее время: 1914—1945 гг. М., 2006. Гл. 27. С. 588—648.
- Жуков, Евгений Михайлович (1907—1980), д. и. н. (1941), академик АН СССР (1958)[73]
  - История Японии: Краткий очерк. М.: Соцэкгиз, 1939. 220 с.
  - В. И. Ленин и история. М.: Наука, 1970. 26 с.
  - Японский милитаризм (Военно-историческое исследование). / Под ред. и с вступ. ст. Е. М. Жукова. М.: Наука (ГРВЛ), 1972. 376 с.
  - Очерки методологии истории. М.: Наука, 1980. 247 с.
- Жуков, Юрий Александрович (1908—1991), журналист
  - Как мы били японских самураев. Сборник статей и документов. / Сост. Ю. Жуков и М. Гольдберг. М.: Молодая гвардия, 1938. 360 с.
  - Русские и Япония: Забытые страницы из истории русских путешествий. М.: Изд. Главсевморпути, 1945. 159 с.
  - Япония. 1962. М.: Известия, 1962. 127 с.
- Жукова, Анастасия Витальевна
  - Японский традиционный танец. М.: Прометей, 2005. 117 с.
  - Классический балет и модерн танец в Японии. М.: Прометей, 2006. 77 с.
- Жукова, Ида И. (Цейтлин, Ида Евсеевна), к. н. (ум. 1953), жена Е. М. Жукова
  - Буржуазно-помещичья партия сэйюкай — пособник агрессии и фашизма в Японии (1931—1941 гг.). АД … к. и. н. М., 1952.
- Жукова, Ирина Владимировна (1951), к. филол. н. (1983)[74]
  - Жукова И. В., Сладкова В. И. Курс лекций по лексикологии и фразеологии японского языка. М.: ИИЯ, 1976. 151 с.
    - Жукова И. В. Лексикология и фразеология японского языка: Учебное пособие. М., Моск. гуман. ун-т., 2003. 86 с.

  - Значение фольклора в послевоенном японском искусстве: (На примере драм Киносита Дзюндзи по мотивам японского фольклора). М.: ИИЯ, 1978. 45 с.
  - Стилистика японского языка. М.: ИИЯ, 1978. 99 с.
    - 2-е изд. М., Вост. лит., 2002. 110 с.

  - Таинство японской поэзии танка. М., Вост. лит., 2001. 262 с.
  - О становлении основных явлений японского языка и поэтической культуры Японии. М.: Изд-во Моск. гуманит. ун-та, 2004. 79 с.
  - Жукова А. В., Жукова И. В. «Пин-ёро, пин-ёро». О музыкальной культуре Японии XX века. М.: Изд-во Моск. гуманит. ун-та, 2004. 85 с.
  - Жукова А. В., Жукова И. В. Философия и эстетика Китая, Японии, Скандинавии в культуре Канады: (конец XIX-начало XXI в.). М., 2004. 140 с.
  - переводы:
    - Красные ирисы счастья: Избранная поэзия танка из японской антологии «СинКокинсю». М.: Сев. город-7, 2001. 125 с.
    - Пусть смеются моря: (шедевры японской литературы малой формы послевоенного тридцатилетия XX в.). / Сост., комм., пер. И. В. Жуковой. М.: Изд-во Моск. гуманит. ун-та, 2004. 151 с.
- Жукова, Оксана Витальевна
  - Камерно-вокальное творчество Дан Икума: В контексте проблемы «композитор — фольклор». АД … к. искусств. Новосибирск, 2005.

## З
- Завадская, Евгения Владимировна, также работы о Китае[75]
  - Восток на Западе. М.: Наука (ГРВЛ), 1970. 127 с.
  - Культура Востока в современном западном мире. М.: Наука (ГРВЛ), 1977. 168 с.
  - Японское искусство книги (VII—XIX века). (Серия «История книжного искусства. Монографии и очерки»). М.: Книга, 1986. 221 с.
- Загорский, Алексей Владимирович, к. и. н. (1985)
  - Япония и Китай: Пути общественного развития в оценке японской историографии. М.: Наука, 1991. 191 с.
- Зайцев, Валерий Константинович, д. э. н. (1992)
  - Система национальных счетов и государственное программирование в Японии. М.: Наука, 1984. 225 с.
- Зарубин, Степан Федотович (1908—1998), преподаватель МГИМО[76]
  - Глускина А. Е., Зарубин С. Ф. Краткий русско-японский словарь. М.: ГИИНС, 1950. 1000 с.
  - Зарубин С. Ф., Рожецкин А. М. Русско-японский словарь: (42 000 слов). М.: Советская энциклопедия, 1964. 818 с. (Офсетное издание)
    - Они же. Русско-японский словарь: (Около 50 000 слов). М.: Русский язык, 1988. 896 с.
    - Они же. Большой русско-японский словарь: Около 150 000 слов и словосочетаний. М.: Живой язык, 1998. 895 с. 5-е изд. М.: Живой язык, 2010. 928 с.
- Захарова, Галина Фоминична (1948), к. и. н. (1983), также работы о Китае[77]
  - Политика Японии в Маньчжурии, 1932—1945. М.: Наука, 1990. 260 с.
- Зенина, Любовь Васильевна (1920), к. и. н. (1952), также работы о Корее[78]
  - Начало японской агрессии против Китая: (70-90-е годы XIX столетия). АД … к. и. н. Л.: ЛГУ, 1952.
- Зимонин, Вячеслав Петрович (1946), д. и. н. (1991), академик РАЕН (1996)[79]
  - Регион в огне. Узловые проблемы войны на Тихом океане. М., 1993. 364 с.
  - Эволюция военной доктрины Страны восходящего солнца. М.: АВИаР, 1993. 507 с.
  - Япония: история, государственное устройство, социально-экономические проблемы: учебное пособие. М.: Рема, 2007. 394 с.
- Зинурова, Эльвира Галимжановна
  - Основные тенденции реформирования системы образования в Японии: Конец XX-начало XXI века. АД … к. пед. н. Казань, 2004.
- Золотарёв, Владимир Антонович (1946), д. и. н. (1986), автор работ по военной истории[80]
  - Золотарёв В. А., Козлов И. А. Русско-японская война 1904—1905 гг.: (Борьба на море). М.: Книга, 1990. 260 с.
  - Россия и Япония на заре XX столетия: Аналитические материалы отечественной военной ориенталистики. / Под ред. В. А. Золотарёва. М.: Арбизо, 1994. 583 с.

## И
- Ибрагимова, Зарема Хасановна
  - Индия в планах Германии и Японии в годы Второй мировой войны. М.: Эслан, 2003. 267 с.
- Иванов, Александр Михайлович
  - Организованная преступность и борьба с ней в Японии. Владивосток: Издательство Дальневосточного ун-та, 2000. 186 с.
- Иванов, Александр Юрьевич, к. и. н. (2003)
  - Корея и Япония: проблемы социо- и этнокультурного взаимодействия в древности и средневековье. Хабаровск: Издательство ДГГУ, 2011. 243 с.
- Иванов, Андрей Владимирович
  - Российско-японские отношения на современном этапе: проблемы и перспективы : политологический анализ. АД … к. полит. н. М., 2010.
- Иванов, Борис
  - Введение в японскую анимацию. М.: Всеросс. Фонд развития кинематографии, 2001. 335 с.
- Иванов, Михаил Иванович, дипломат
  - Япония в годы войны. Записки очевидца. М.: Наука (ГРВЛ), 1978. 253 с.
  - Рост милитаризма в Японии. М.: Воениздат, 1982. 159 с.
- Иванов, Олег Васильевич
  - Организация и методы природоохранной деятельности в Японии. АД … к. э. н. М., 1979.
  - Иванов О. В., Мельник Л. Г., Шепеленко А. Н. В борьбе с драконом «Когай»: Опыт природопользования Японии. М.: Мысль, 1991. 238 с.
  - Государственное регулирование внешней торговли Японии: организация, формы, методы. М.: МГИМО, 1999. 156 с.
- Иванова, Алла Абдуловна
  - Гравюры с линейной перспективой и их воздействие на развитие пейзажа в японской ксилографии XVII—XIX веков. АД … к. искусств. СПб., 2002.
  - Андо Хиросигэ. 53 станции Токайдо. 69 станций Кисокайдо. / Сост. и науч. ред. А. Ивановой. СПб.: Кристалл; М.: Оникс, 2006. 159 с.
  - Андо Хиросигэ. 100 видов Эдо. / Сост. и науч. ред. А. Ивановой. СПб.: Кристалл; М.: Оникс, 2007. 127 с.
- Иванова, Галина Дмитриевна (1927—1999), к. филол. н. (1953)[81]
  - Котоку — революционер и литератор. М.: Наука, 1959. 130 с.
  - «Дело об оскорблении трона». Демократическое движение в Японии девятисотых годов, его герои и литература. М.: Наука, 1972. 260 с.
  - Мори Огай. М.: Наука, 1982. 246 с. (Писатели и учёные Востока)
  - Русские в Японии XIX-начала XX в.: Несколько портретов. М.: Наука; Вост. лит., 1993. 168 с. (Серия «Культура народов Востока. Материалы и исследования»)
- Ивата, Ольга Альбертовна
  - Организационно-педагогические условия преподавания классического балета в хореографических студиях Японии. АД … к. пед. н. М., 2009.
- Игнатович, Александр Николаевич (1947—2001), к. и. н. (1980)[82]
  - Буддизм в Японии. Очерк ранней истории. М.: Наука, 1987. 317 с.
    - 2-е изд. М.: Наука (ГРВЛ), 1988. 320 стр. 10000 экз.

  - Игнатович А. Н., Светлов Г. Е. Лотос и политика: необуддийские движения в общественной жизни Японии. М.: Мысль, 1989. 283 с.
  - Чайное действо. М., 1996.
  - Переводы и редакция:
    - Розенберг О. О. Труды по буддизму. / Сост., вступ. ст. и комм. А. Н. Игнатовича. М., 1991.
    - Сутра о бесчисленных значениях. Сутра о цветке лотоса чудесной дхармы. Сутра о постижении деяний бодхисаттвы Всеобъемлющая Мудрость. / Изд. подг. А. Н. Игнатович. М., 1998.
      - 2-е изд.

    - Школа Нитирэн. (Серия «Буддизм в Японии. Страницы истории»). М.: Стилсервис, 2002. 480 с. 4000 экз.
- Игнатущенко, Степан Кириллович (1926—1985), к. э. н. (1967)[83]
  - Экономическая экспансия японских монополий после второй мировой войны. М.: Наука, 1966. 296 с.
  - Япония и США: партнёры и конкуренты. М.: Наука, 1970. 307 с.
- Иофан, Наталия Александровна (1925—2003), к. и. н. (1954)[84]
  - Культура древней Японии. М.: Наука, 1974. 267 с.
- Иконникова, Елена Александровна
  - Литературное краеведение Сахалинской области: «восточный» компонент. Южно-Сахалинск: Сахалинское книжное издательство, 2007. 175 с.
- Иконникова, Татьяна Яковлевна, к. и. н. (по истории Дальнего Востока)
  - Очерки истории взаимоотношений России и Японии в конце XIX в.-1917 г. Хабаровск, 2001. 118 с.
- Илышев, Александр Витальевич
  - Государственная служба в Японии. М.: Проспект, 2007. 223 с.
    - 2-е изд. под названием Японская государственная служба. М.: Издательство РАГС, 2009. 212 с. 3-е изд. М.: Изд-во РАГС, 2011.
- Ильина, Инесса Александровна
  - Японский капитал на азиатских рынках. М.: Наука (ГРВЛ), 1966. 115 с.
- Искендеров, Ахмед Ахмедович (1927), д. и. н. (1969), член-корр. АН СССР (1979), главный редактор журнала «Вопросы истории»[85]
  - Феодальный город Японии XVI столетия. М.: Наука, 1961. 116 с.
  - Национально-освободительное движение: (Проблемы, закономерности, перспективы). М.: Международные отношения, 1970. 392 с.
  - Тоётоми Хидэёси. М.: Наука, 1984. 447 с.
  - Освободившиеся страны к 2000 г. М.: Международные отношения, 1986. 68 с.

## К
- Кабанов, Александр Михайлович (1952—2011), к. филол. н. (1983)[86]
  - Поэзия «Годзан бунгаку» (14-15 вв.) и её место в истории японской литературы. АКД. Л., 1983.
  - Япония. // История политических и правовых учений. XVII—XVIII вв. М., 1989.
  - Кабанов А. М., Синицын А. Ю. Самураи. Аспекты японской культуры XVII—XX веков: Каталог выставки. Японский павильон Ораниенбаума. СПб., 2003, 71 с.
  - Переводы:
    - Кирквуд А. М. Ренессанс в Японии: (Культурный обзор XVII столетия). / Пер. с англ. М.: Наука, 1988. 303 с.
    - Хирага Гэннай. Похождения весельчака Сидокэна. / Пер. с яп. СПб., 1998. 192 с.
    - Исида Эйитиро. Мать Момотаро. / Пер. с яп. СПб.: Петербургское Востоковедение, 1998. 224 с. (Мифы, эпос, религии Востока)
    - Годзан бунгаку. Поэзия дзэнских монастырей. / Пер. и комм. А. М. Кабанова. (Серия «Японская классическая библиотека». Вып. XII). СПб.: Гиперион, 1999. 224 с.
    - Гулик Р. ван. Сексуальная жизнь в древнем Китае. / Пер. с англ. СПб.: Петербургское Востоковедение, 2000. 400 с. (Orientalia)
- Казначеева, Алёна Александровна
  - Эстетическое воспитание в системе воспитательной деятельности семьи и школы: На материале Японии. АД … к. пед. н. Карачаевск, 2005.
- Каминский, Виктор Денисович (1927), к. э. н. (1979)[87]
  - Судостроительный опыт Японии: (Основные тенденции развития судостроительной промышленности в послевоенный период). М.: Судостроение, 1979. 267 с.
- Камионко, Владислав Фёдорович
  - Радиовещание японской телерадиокорпорации Эн-Эйч-Кэй: становление, развитие и функционирование. АД … к. филол. н. М., 1985.
  - Роботы и самураи: Радио и телевидение в современной Японии. М.: Искусство. 1989. 173 с. (Серия «Империализм: события, факты, документы»)
  - Масукоми: Традиции и современность массовой коммуникации Японии. Хабаровск: Кн. изд-во, 1991. 158 с. (Наши тихоокеанские соседи)
  - Русско-японский бизнес-словарь: около 40000 слов и словосочетаний. Ростов-на-Дону: Книга, 2008. 711 с.
- Каневская, Наталья Андреевна (1942), к. искусств. (1978)[88]
  - Современная живопись Японии: (1868—1968). АД … к. искусств. М., 1978.
  - Искусство Японии. (Гос. музей искусства народов Востока). М., 1990. 46 с.
  - Традиционный японский фарфор: по материалам коллекции Государственного музея Востока. М., 2004. 73 с.
- Капул, Наум Павлович (1912—1988), к. филол. н. (1965)[89]
  - Язык японской военной документации: (Грамматический очерк). М.: Воен. акад. им. М. В. Фрунзе, 1953. 161 с.
  - Капул Н. П., Кириленко В. Ю. Словарь чтений японских имён и фамилий: Ок. 80000 слов. М.: Рус. яз., 1990. 532 с.
- Караев, Борис Александрович (1928), преподаватель Уральского ГУ[90]
  - Японская языковая система: (Справочное пособие). Екатеринбург: УрГУ, 2000. 191 с.
  - Основы японского языка: (Учебное пособие). Екатеринбург: УрГУ, 2002. 131 с.
  - Восточный ветер: (Воспоминания и размышления). Екатеринбург: УрГУ, 2003. 200 с.
- Караиванов, Алексей Александрович
  - Караиванов А. А., Фокин Н. И. (Ник. Ив.) Сравнительные преимущества в российско-японских экономических отношениях. Владивосток: Морской ГУ им. Г. И. Невельского, 2009. 133 с.
  - Сравнительные преимущества как фактор развития российско-японских экономических отношений. АД … к. э. н. М., 2010.
- Каращук, Елена Валентиновна, к. и. н. (1974)
  - Япония и американская агрессия в Индокитае (1965—1973). М.: Наука (ГРВЛ), 1979. 120 с.
- Карелова, Любовь Борисовна, к. филос. н. (1990)
  - У истоков японской трудовой этики: история в портретах. М.: Вост. лит., 2007. 229 с.
  - Учение Исиды Байгана о постижении «сердца» и становление трудовой этики в Японии. (Серия «История восточной философии»). М.: Вост. лит., 2007. 315 с.
- Карибэ Ёсихито
  - Традиционная японская идентичность: С древних времён до эпохи глобализации. АД … к. и. н. М., 2004.
- Карлина, Раиса Григорьевна (Рая Гиршевна) (1910—1968), к. филол. н. (1950)[91]
  - Творческие связи Хасагава Фтабатэя с русской литературой // Японская литература. М., 1959. С. 26-55
  - ряд переводов с японского
- Карягина, Татьяна Викторовна (1956), к. э. н. (1983)[92]
  - Проблемы занятости и безработицы в современной Японии: (После кризиса 1974—1975 гг.). АД … к. э. н. М., 1983.
- Катасонова (Александрова), Елена Леонидовна (1950), к. филол. н. (1982), д. и. н. (2004)[93]
  - Проблемы художественного мастерства Танидзаки Дзюнъитиро. АД … к. филол. н. М., 1982.
  - Японские корпорации: культура, благотворительность, бизнес. М.: Наука; Вост. лит., 1992. 166 с.
  - Японские военнопленные в СССР: Большая игра великих держав. М.: ИВ РАН; Крафт+, 2003. 427 с.
  - Последние пленники Второй мировой войны: малоизвестные страницы российско-японских отношений. М.: ИВ РАН, 2005. 253 с.
- Катаяма, Ясу (1899—1988), преподаватель ИСАА[65]
  - Катаяма Я., Фомин А. И. Учебник японского языка. В 2 ч. М.: Воениздат, 1946—1947. Ч. 1. 1946. 266 с. Ч. 2. 1947. 335 с.
  - о ней: Московская японка: (Памяти Ясу Катаяма): Сб. ст. М.: Наука, 1992. 101 с.
- Ким Константин Александрович
  - Виды анимэ жанра «хэнтай» и анализ развития постельных сцен через призму лоликонформизма: «Семиотика ахэгао и бака-сэмпай в этти-репродукции чин-чин» … к. и. н. М., 2018
- Ким Э. Н.
  - Представления о японцах первых европейских миссионеров: На примере трактата Алессандро Валиньяно "Церемониал для миссионеров «Предупреждения и предостережения по поводу обычаев и катаги (нравов), распространённых в Японии». АД … к. и. н. М., 1998
- Кистанов, Валерий Олегович (1946), к. э. н. (1977)[94]
  - Экономическое проникновение Японии в Латинскую Америку. М.: Наука, 1982. 176 с.
  - Япония в АТР. Анатомия экономических и политических отношений. М.: Вост. лит., 1995. 334 с.
- Клейн, Павел Петрович
  - Японские традиционные искусства как средство совершенствования досуговой деятельности в России. АД … к. пед. н. СПб., 2006.
- Климов, Вадим Юрьевич (1949), к. и. н. (1986)[65]
  - Крестьянские движения в Японии XIV—XV вв. АД … к. и. н. Л., 1986.
  - Челобитные японских крестьян XII—XV вв. как исторический источник // Историография и источниковедение стран Азии и Африки. Вып. XIII. Л., 1990.
- Клоков, Николай Сергеевич
  - Российско-японские отношения в области безопасности: 1991—2009 гг. АД … к. и. н. Нижний Новгород, 2010.
- Кобец, Вера Николаевна
  - Деятельность и творчество Фукудзава Юкити: (Из истории японского просветительства). АД … к. и. н. Л., 1979.
- Ковалёв, Александр Валентинович, к. и. н. (1981)
  - Политика США и Японии на Корейском полуострове. М.: Наука, 1990. 214 с. (первоначально опубликовано дсп: М., 1987)
- Коваленин, Дмитрий Викторович
  - Кофейные зерна. СПб.: Геликон Плюс, 1999. 142 с.
  - Суси-нуар: занимательное муракамиведение. М.: Эксмо, 2004. 430 с.
    - переизд.: 2011.
- Коваленко, Иван Иванович (1918—2005), д. и. н. (1976)[95]
  - Советский Союз в борьбе за мир и коллективную безопасность в Азии. М.: Наука, 1976. 431 с.
  - Очерки истории коммунистического движения в Японии до второй мировой войны. М.: Наука, 1979. 272 с.
  - Очерки истории Коммунистической партии Японии после второй мировой войны: (1945—1961). М.: Наука, 1981. 303 с.
  - Зайцев Е. Б., Коваленко И. И. Япония: (Снова путь милитаризма). М.: Мысль, 1985. 184 с.
  - Коммунистическая партия Японии: Очерки истории. М.: Наука, 1987. 526 с.
- Ковальчук, Марина Константиновна
  - Эволюция японского экспансионизма в Корее в 60-90-е гг. XIX века. Владивосток: Изд-во Дальневосточного ун-та, 2005. 247 с.
- Ковригин, Евгений Борисович, к. э. н. (1974)
  - Экономика Японии: прогнозы и кризис 1973—1975 гг. Научно-аналитический обзор. М.: ИНИОН, 1976. 78 с.
  - Экспорт капитала из Японии. М.: Наука (ГРВЛ), 1977. 192 с.
  - Экономическая экспансия Японии. М.: Международные отношения, 1980. 167 с.
  - Противоречия и перспективы формирования «тихоокеанского сообщества». М.: Международные отношения, 1986. 173 с.
- Ковригин, Никита Евгеньевич
  - Китайская миграция в Японию: историческая ретроспектива и проблемы социальной адаптации мигрантов. АД … к. и. н. СПб., 2010.
- Коврижкин, Сергей Васильевич (1924—2007), к. э. н. (1976)[96]
  - Космические исследования в Японии: (Социально-экономические и политические аспекты). М.: Наука, 1979. 160 с.
- Кожевников, Владимир Васильевич, к. и. н. (1988)
  - Советско-японские политические отношения: состояние и перспективы развития, 1971—1986 гг. АД … к. и. н. Владивосток, 1988 (дсп).
  - Российско-японские отношения в XVIII—XIX веках. Владивосток: Издательство Дальневосточного ун-та, 1997. 111 с.
  - Российско-японские отношения на современном этапе: Проблемы и поиски решений. Владивосток: Дальнаука, 1997. 213 с.
  - Очерки древней истории Японии. Владивосток: Издательство Дальневосточного ун-та, 1998. 186 с.
  - Очерки истории Японии, VII—XI вв. Владивосток: Издательство Дальневосточного ун-та, 2000. 271 с.
  - Очерки истории Японии, XII—XVI вв. Владивосток: Издательство Дальневосточного ун-та, 1999. 402 с.
  - Средневековая Япония в лицах. Владивосток: Дальнаука, 2007. 455 с.
- Козловский, Юрий Борисович (1927), к. филос. н. (1963)[97]
  - Философы экзистенциализма в современной Японии: (Критический очерк). М.: Наука, 1975. 184 с.
  - Современная буржуазная философия в Японии. М.: Наука, 1977. 216 с.
  - Буддийская философия в средневековой Японии. / Отв. ред. Ю. Б. Козловский. М.: Янус-К. 1998. 391 с.
- Козоровицкая, Анна Борисовна
  - Борьба за единство рабочего класса Японии (1924—1928 гг.). М.: Наука (ГРВЛ), 1962. 163 с.
- Коллонтай, Александр Владимирович (1958), к. э. н. (1985)[65]
  - Специфика формирования и деятельности японских ТНК. АД … к. э. н. М., 1985.
  - Экономическая экспансия японских монополий. М.: Знание, 1984. 62 с.
  - Внешние научно-технические связи // Япония: (Экономика, общество и научно-технический прогресс). М., 1988. С. 193—241.
- Коломиец, Алла Сергеевна (1924—1976), к. искусств. (1964)[98]
  - «Манга»: сборник рисунков Хокусая. М.: Наука, 1967. 136 с.
  - Современная гравюра Японии и её мастера. М.: Искусство, 1974. 384 с.
- Колпакчи, Евгения Максимовна (1902—1952), д. филол. н. (1947)[65]
  - Колпакчи Е., Невский Н. Начальный учебник японского разговорного языка. Л.: ЛВИ, 1933. 137 с.
  - Колпакчи Е., Невский Н. Японский язык. Л.: ЛВИ, 1934. 284 с.
  - Древнеяпонский литературный язык по памятникам эпохи Нара (VIII в.). Докт. дисс. Л., 1946.
  - Очерки по истории японского языка. Т. 1. Морфология глагола. М.-Л.: Издательство АН СССР, 1956. 236 с.
- Комаров, Александр Васильевич (1920), к. э. н. (1965)[99]
  - Положение рабочего класса Японии. М.: Наука, 1967. 168 с.
- Комаровский Г. Е. — см. Светлов Г. Е.
- Коновалова, Нина Анатольевна
  - Сохранение и развитие исторических традиций в современной архитектуре Японии: на материале Всемирных выставок. АД … к. искусств. М., 2006.
- Конрад, Николай Иосифович (1891—1970), д. филол. н. (1934), академик АН СССР (1958)[100]
  - Современная начальная школа в Японии. СПб.: Сенат. тип., 1913. 156 с.
  - Япония: народ и государство: (Исторический очерк). Пг.: Наука и школа, 1923. 168 с.
  - Исэ моногатари. М., 1979.
    - М.: Центрполиграф, 2012. 190 с.

  - Японская литература в образцах и очерках. Л., 1927.
    - переизд.: М.: Наука, 1991. 551 с.

  - Лекции по истории Японии. Ч.1. Древняя история. М., 1937.
  - Синтаксис японского национального литературного языка. М.: Издательство иностранных рабочих в СССР, 1937. 375 с.
  - Очерки японской литературы. Статьи и исследования. М.: ХЛ, 1973. 463 с.
  - Японская литература: От «Кодзики» до Токутоми. М.: Наука, 1974. 567 с.
  - Избранные труды. Литература и театр. М.,1978.
  - Избранные труды: История. М.,1974.
  - Очерк истории культуры средневековой Японии 7-16 века. М.: Искусство, 1980. 144 с.
  - Неопубликованные работы. Письма. М.: Росспэн, 1996. 544 с.
- Константинов, Владимир Михайлович (1903—1967), д. и. н. (1960)[101]
  - Оросиякоку суймудан (Сны о России). / Издание япон. текста, пер., вступ. ст. и комм. В. М. Константинова. М.: ИВЛ, 1961. 133 с. (Памятники литературы народов Востока. Тексты. Малая серия. Вып. XI).
  - Кацурагава Хосю. Краткие вести о скитаниях в северных водах. / Пер. В. М. Константинова. М.: Наука, 1978. 472 с. (Серия «Памятники письменности Востока». Вып. 41).
- Коньшина, Наталия Дмитриевна
  - Влияние японской культуры на литературу и живопись России конца XIX — начала XX вв. АД … к. культур. Саратов, 2006.
- Корнеев, Андрей Викторович (1952), к. э. н. (1982)[102]
  - По разные стороны океана: США — Япония: борьба за природные ресурсы Тихого океана. М.: Мысль, 1985. 192 с.
- Корнилов, Михаил Николаевич (1941), научный сотрудник ИНИОН[103]
  - Основные направления развития социологических исследований в Японии. М.: ИНИОН, 1974. 58 с.
  - Японская национальная психология. М.: ИНИОН, 1981. 93 с.
  - Японское общество и культура. В 4 вып. М.: ИНИОН, 1983—1990.
    - Вып. 1. Проблема личности в Японии. 1983. 79 с.
    - Вып. 2. Изменение общественного сознания Японии в оценке современных буржуазных исследователей. 1984. 51 с.
    - Вып. 3. Социальная группа и группизм в теориях японского культурного своеобразия «Нихон бунка рон». 1985. 69 с.
    - Вып. 4. Межличностные отношения. М., 1990. 56 с.

  - Методы активизации человеческих ресурсов на японских предприятиях. М.: ИНИОН, 1988. 20 с.
  - Личность в контексте японской социокультурной традиции // Человек и социокультурная среда. Вып. 1. М., 1991. С. 155—213.
  - Постмодернизм и культурные ценности японского народа. М., 1995. 38 с.
  - Категории японской культуры: (Пространство) // Япония: (Общество и культура). М., 1999. С. 119—171
- Коровин, Евгений Александрович (1892—1964), д. ю. н. (1938), член-корр. АН СССР (1946)
  - Япония и международное право. М.: Гос. соц.-экон. изд-во, 1936. 246 с.
- Корчагина, Татьяна Ивановна (1944), к. филол. н. (1975)[104]
  - Омонимия в современном японском языке. М.: Изд-во МГУ, 1984. 163 с.
    - 2-е изд. М.: АСТ, 2005. 175 с.

  - Корчагина Т. И., Шефтелевич Н. С. Сборник упражнений по грамматике японского языка. М.: МГУ, 1991. 204 с.
- Костинская, Ольга Сергеевна
  - Будущее, которого не было, нет и…?: опыт интерпретации содержания сферы будущего в мировосприятии традиционной японской культуры. Владивосток: Издательство Дальневосточного ун-та, 2005. 130 с.
- Костыркин, Александр Вячеславович (1976), к. филол. н. (2002)[105]
  - Исследования синтаксической неоднозначности в письменном японском языке // Московский лингвистический журнал. Т. 8. М., 2004. № 1. С. 81-144
  - Корпусная лингвистика в Японии // Научно-техническая информация. 2004, № 9. 20 с.
  - Японско-англо-русский словарь по монтажу промышленного оборудования. / Под общ. ред. И. С. Поповой, А. В. Костыркина. Астрахань: Астраханский ун-т; М.: Япония сегодня, 2010. 554 с.
- Кочетова, Ксения Викторовна
  - Японская житийная живопись на свитках XII—XIII вв.: становление и развитие. АД … к. искусств. М., 2010.
- Кочкина, Анна Евгеньевна
  - Формирование нравственных качеств личности в традиционной системе воспитания: На примере Японии. АД … к. пед. н. Карачаевск, 2005.
- Кошкин, Анатолий Аркадьевич
  - Военно-политическая подготовка Японии к войне против Советского Союза в 1939—1941 гг. АД … к. и. н. М., 1977.
  - Крах стратегии «спелой хурмы»: Военная политика Японии в отношении СССР, 1931—1945 гг. М.: Мысль, 1989. 271 с.
  - Японский фронт маршала Сталина: Россия и Япония: тень Цусимы длиною в век. М.: ОЛМА-Пресс, 2004. 478 с.
  - Россия и Япония. Узлы противоречий. М.: Вече, 2010. 475 с.
  - «Кантокуэн» — «Барбаросса» по-японски. Почему Япония не напала на СССР. М.: Вече, 2011. 380 с. (Военные тайны XX века)
  - Японский козырь Сталина: От Цусимы до Хиросимы. М.: Вече, 2011. 476 с. (Военные тайны XX века)
- Кравцев, Игорь Николаевич
  - Спецслужбы России в русско-японской войне 1904—1905 годов. АД … к. и. н. М., 1996.
  - Японская разведка на рубеже XIX—XX веков: (документальное исследование о деятельности японской разведки в указанный период). М.: Карпов, 2004. 259 с.
  - Зарубежная историография и источниковедение о русско-японской войне 1904—1905 годов. М.: Карпов, 2004. 241 с.
  - Путеводители по архивам японских ведомств за 1868—1945 годы. М.: Карпов, 2004. 122 с.
- Кравцевич, Андрей Иванович (1949), к. э. н. (1977)[106]
  - Япония и развивающиеся страны: Проблемы технико-экономического сотрудничества. М.: Наука, 1981. 184 с.
  - Общественное предпринимательство в Японии. М.: Наука, 1988. 299 с.
  - Япония: послевоенная государственная политика: вызовы и ответы. М.: Вост. лит., 1998. 84 с.
- Круглов, Алексей Николаевич, д. филос. н., профессор РГГУ
  - Фехтование в Западной Европе и Японии XVI—XVIII веков: духовные и философские основы. М.: Восход-А, 2000. 239 с.
- Крупянко, Михаил Иванович (1944), д. полит. н. (2002)[107]
  - Советско-японские экономические отношения. М.: Наука, 1982. 253 с.
  - Япония — КНР: механизм экономического сотрудничества. М.: Наука, 1986. 181 с.
  - Япония в системе Восток-Запад: Политика, экономика. М.: Наука, 1991. 246 с.
  - Политика Японии в отношении России в период администрации Б. Ельцина. Издательство университета Окаяма (Япония), 1993. 105 с.
  - Япония 90-х в поисках модели отношений с новой Россией. М.: Вост. лит., 1997. 132 с.
  - Япония после «холодной войны»: Политика обеспечения национальной безопасности. М.: Вост. лит., 2001. 269 с.
  - Арешидзе Л. Г., Крупянко И. М., Крупянко М. И. Современная Япония: Политический справочник в схемах и таблицах. М.: Вост. лит., 2003. 151 с.
  - Арешидзе Л. Г., Крупянко И. М. Восточная Азия после «холодной войны»: зона конфронтации или сотрудничества? М.: Вост. лит., 2006. 279 с.
  - Крупянко М., Арешидзе Л. Японский национализм: Идеология и политика. М.: Международные отношения, 2012. 400 с.
- Крысов В. В.
  - Технополисы Японии как современная форма территориальной организации науки. АД … к. геогр. н. М., 1998.
- Ксенофонтова, Регина Александровна (1923—2000), к. и. н. (1973)[108]
  - Японское традиционное гончарство XIX-первой половины XX в.: (Историко-этнографическое исследование). М.: Наука, 1980. 192 с.
- Кужель, Юрий Леонидович, д. искусств. (2004)
  - Театр Дзёрури. История развития и драматургия. М.: ВЛ, 1993.
  - Японский театр Нингё Дзёрури. (Серия «Восточная коллекция»). М.: Наталис; Рипол-классик. 2004. 479 с.
  - Японские традиционные гостиницы рёкан в культуре страны. М.: Книгодел, 2007. 148 с.
- Кузнецов, Алексей Петрович
  - Вклад И. А. Гошкевича в становление русско-японских отношений в XIX веке. СПб.: 100 Аж, 2007. 126 с.
- Кузнецов, Сергей Ильич (1956), д. и. н. (1994)[109]
  - Япония в дальневосточной политике Великобритании (1945—1962). Иркутск: Изд-во Иркутского ун-та, 1988. 117 с.
  - Проблема военнопленных в российско-японских отношениях после второй мировой войны: Учебное пособие. Иркутск: ИГУ, 1994. 190 с.
  - Исполнительная власть в Японии: личность и история (1885—1945 гг.): учебное пособие. Иркутск: ИГУ, 1996. 128 с.
  - Японцы в сибирском плену: (1945—1956 гг.). Иркутск: ГУ, 1997. 261 с.
  - Кузнецов С. И., Наумов И. В. Иркутская таможня. Иркутск, 2002. 220 с.
  - о нём: Кузнецов Сергей Ильич: биобиблиогр. указ. к 50-летию со дня рождения / ФГОУ ВПО Восточно-Сибирская гос. акад. культуры и искусств; [сост. Л. В. Курас и др.] Улан-Удэ : Изд.-полиграфический комплекс ФГОУ ВПО ВСГАКИ , 2006 (Улан-Удэ: ВСГАКИ — 34 с.
- Кузнецов, Юрий Дмитриевич (1936), к. э. н. (1965)[110]
  - Социально-классовая структура современной Японии. М.: Наука, 1983. 200 с.
  - Кузнецов Ю. Д., Навлицкая Г. Б., Сырицын И. М. История Японии: учебник для вузов. М.: Высшая школа, 1988. 431 с.
- Кузнецова, Тамара Олеговна
  - Избирательная система Японии. АД … к. ю. н. М., 2011.
- Кузьмина, Марина Александровна
  - Плен: (Японские военнопленные в Хабаровском крае). Комсомольск-на-Амуре: Издательство К.-на-А. гос. пед. ин-та, 1996. 154 с.
- Куланов, Александр Евгеньевич (1970)
  - Тайва: Разговоры о Японии, Разговоры о России. М.: Захаров, 2003. 283 с.
  - Куланов А., Молодяков В. Россия и Япония: имиджевые войны. М.: АСТ, 2007. 480 с.
  - Куланов А., Нацуко Окино. Обнажённая Япония: эротические традиции Страны солнечного корня. М.: АСТ; Астрель, 2008. 319 с.
  - Обратная сторона Японии. М.: Эксмо, 2011. 350 с. (Век XXI)
- Куликов, Григорий Викторович, к. э. н. (1999)
  - Японский менеджмент и теория международной конкурентоспособности. М.: Экономика, 2000. 246 с.
- Кун, Олег Николаевич
  - Кун О. Н., Сэйго Хатояма. Японско-русский словарь по компьютерным технологиям и телекоммуникации: около 20000 слов и словосочетаний. М.: АСТ, 2007. 474 с.
  - Кун О. Н., Сэйго Хатояма. Японско-русский словарь новых слов: около 25000 слов и словосочетаний. М.: АСТ, 2008. 762 с.
- Кунадзе, Георгий Фридрихович, к. и. н. (1975)
  - Японо-китайские отношения за последние годы (1971—1976). М.: Наука, 1977. 212 с. (дсп)
  - Японо-китайские отношения на современном этапе, 1972—1982. М.: Наука (ГРВЛ), 1983. 184 с.
- Куранова, Ирина Михайловна
  - Торгово-экономические связи России и Японии: Современное состояние и перспективы развития. АД … к. э. н. М., 2006.
- Курицын, Александр Николаевич, д. э. н. (1985)
  - Управление в Японии. Организация и методы. М.: Наука, 1981. 232 с.
  - Управление качеством товаров в капиталистических фирмах: Учебное пособие. М.: МГИМО, 1983. 102 с.
  - Курицын А. Н., Рославцев В. В., Сорохтин А. В. Организация управления и подготовка персонала в японских компаниях. М.: МНИИПУ, 1988. 96 с.
  - Секреты эффективной работы: опыт США и Японии для предпринимателей и менеджеров. М.: Изд-во стандартов, 1994. 197 с.
- Курицын, Всеволод Михайлович
  - Курицын В. М., Шалягин Д. Д. (Дмит. Дмит.) Опыт становления конституционализма в США, Японии и Советской России. М.: Трикста; Академический Проект, 2004. 491 с. (Gaudeamus)
- Кутаков, Леонид Николаевич (1919), д. и. н. (1962)[111]
  - Портсмутский мирный договор: (Из истории отношений Японии с Россией и СССР: 1905—1945 гг.). М.: Соцэкгиз, 1961. 291 с.
  - История советско-японских дипломатических отношений. М.: ИМО, 1962. 560 с.
  - Внешняя политика и дипломатия Японии. М.: Международные отношения, 1964. 536 с.
  - Очерки новейшей истории Японии. 1918—1963. М.: Просвещение, 1965. 296 с.
  - Исраэлян В. Л., Кутаков Л. Н. Дипломатия агрессоров: (Германо-итало-японский блок: История его возникновения и краха). М.: Наука, 1967. 436 с.
  - Вид с 35-го этажа: (Записки советского дипломата). М.: Молодая гвардия, 1975. 207 с.
  - История международных отношений и внешней политики СССР: (1917—1972). М.: Просвещение, 1975. 270 с.
  - От Пекина до Нью-Йорка: (Записки советского учёного и дипломата). М.: Наука, 1983. 271 с. (Рассказы о странах Востока)
  - Москва-Токио: (Очерки дипломатических отношений: 1956—1986). М.: Международные отношения, 1988. 272 с.
  - Россия и Япония. М.: Наука, 1988. 381 с. (Серия «СССР и страны Востока»)
- Кутафьева, Наталия Витальевна
  - Японский язык: особенности научно-технического стиля. М.: АСТ, 2005. 131 с.
  - Японский язык. Структура научно-технических текстов. Новосибирск: Новосибирский гос. ун-т, 2006. 187 с.
- Куцобина, Наталья Константиновна, к. э. н. (1975)
  - Рыбное хозяйство Японии. М.: Наука (ГРВЛ), 1979. 261 с.
- Кюнер, Николай Васильевич (1877—1955), д. и. н. (1935), работы также о Китае и Тибете[112]
  - География Японии: физическая и политическая. М.: МИВ, 1927. 244 с.

## Л
- Лаврентьев, Борис Павлович (1929), к. филол. н. (1966)[113]
  - Лаврентьев Б. П., Неверов С. В. Русско-японский разговорник. М.: Воениздат, 1975. 424 с.
  - Самоучитель японского языка. М.: Наука, 1982. 352 с.
    - М., 1992. 350 с. 5-е изд. М., 2002. 350 с.

  - Современный японско-русский словарь: Ок. 160000 слов и словосочетаний. / Под ред. Б. П. Лаврентьева. М.: Живой язык, 1998. 693 с.
  - Практическая грамматика японского языка. М., 1998. 352 с.
    - 2-е изд. М., 2001. 352 с. 3-е изд., испр. М., 2002. 352 с. 5-е изд. М.: Живой язык, 2009. 351 с.

  - Лаврентьев Б. П., Неверов С. В. Японско-русский и русско-японский словарь: около 15000 слов и словосочетаний в каждой части. М.: Дрофа; Русский язык. 2009. 1029 с.
- Лавринович, Лев Львович, к. техн. н. (1958), к. э. н. (1975)
  - Анализ тенденций развития электротехнической промышленности Японии. М.: Информэлектро, 1973. 104 с.
  - Лавринович Л. Л., Цирульникова Р. А. Электротехнические компании Японии. М.: Информэлектро, 1974. 222 с.
  - Экономические проблемы развития электротехнической промышленности Японии. АД … к. э. н. М., 1975.
  - Лавринович Л. Л., Иванченко А. Я. Тенденции развития электротехнической промышленности Японии в 70-е годы. М.: Информэлектро, 1980. 41 с.
  - Лавринович Л. Л., Родионова Ж. А. Электротехнические фирмы Японии. М.: Информэлектро, 1981.
  - Лавринович Л. Л., Ходжаева А. А. Производство бытовых электроприборов в Японии. М.: Информэлектро, 1981.
- Лавров, Евгений Львович, археолог
  - Васильевский Р. С., Лавров Е. Л., Чан Су Бу. Культура каменного века Северной Японии. Новосибирск: Наука, 1982. 207 с.
  - Голубев В. А., Лавров Е. Л. Сахалин в эпоху камня. Новосибирск: Наука, 1988. 239 с.
- Лазарев, Александр Михайлович
  - Лазарев А. М., Полякова Н. А., Смирнов Б. В. Печать, радио и телевидение Японии. М.: Наука (ГРВЛ), 1974. 128 с.
  - Россия — Япония: исторический путь к доверию. М.: Япония сегодня; Снегири Девелопмент, 2008. 156 с.
- Лазарев, Геннадий Захарович (1937), к. архит. (1972)[114]
  - Сравнительный анализ развития архитектуры Китая и Японии в VI—XII вв. АД … к. архит. М., 1972.
  - Из истории японского жилища // Советская этнография, 1972. № 1. С. 73-84
- Лаптев, Сергей Валерианович
  - Контакты древнего населения Японии с народами, проживавшими на территории Китая до VI в. н. э. М.: Издательство Моск. гос. ун-та леса, 2003. 262 с.
  - Очерки по археологии и истории Японии. М.: МГУЛ, 2007. 98 с.
- Ларин, Антон Маратович, специалист по безопасности бизнеса, доктор юриспруденции (США)
  - Кобудо: Искусство работы с традиционным японским холодным оружием. М.: Гранд, 2000. 243 с. (Серия «Боевые искусства»)
- Латыпов, Саид Рустамович
  - Государственная политика Японии в сфере борьбы с девиантным поведением молодёжи: 1990—2008 гг. АД … к. социол. н. Саратов, 2009.
- Латышев, Александр Игоревич
  - Участие «сил самообороны» Японии в военной миссии многонациональных сил в Ираке в 2003—2006 гг. АД … к. и. н. М., 2010.
- Латышев, Игорь Александрович (1925—2006), д. и. н. (1967)[115]
  - Внутренняя политика японского империализма накануне войны на Тихом океане (1931—1941). М.: Госполитиздат, 1955. 232 с.
  - Государственный строй Японии. М.: Госюриздат, 1956. 94 с.
  - Конституционный вопрос в послевоенной Японии. М.: Наука, 1959. 230 с.
  - Япония в дни политических бурь: (Несколько страниц недавней истории). М.: Госполитиздат, 1962. 62 с.
  - Правящая либерально-демократическая партия Японии и её политика. М.: Наука, 1967. 338 с.
  - Японская бюрократия. М.: Наука, 1968. 112 с.
  - Лицо и изнанка «экономического чуда» Японии. М.: Наука, 1970. 64 с.
  - Япония наших дней: (Журналистские заметки). М.: Наука, 1976. 191 с.
  - Семейная жизнь японцев. М.: Наука, 1985. 288 с.
  - Покушение на Курилы. Сахалин: Пресса, 1992. 238 с.
  - Как Япония похитила российское золото. М.: б. и., 1996. 96 с.
  - Япония, японцы и японоведы: Как складывались и освещались в печати во второй половине XX в. советско-японские и российско-японские отношения. М.: Алгоритм, 2001. 823 с.
  - Россия и Япония: в тупике территориального спора: 4 года невнятной дипломатии В. Путина, 2000—2004. М.: Алгоритм, 2004. 301 с.
  - Путин и Япония. Будут ли уступки? М.: Алгоритм; Эксмо, 2005. 413 с.
- Ле Куанг Ань
  - Основные аспекты экономической стратегии Японии в странах Юго-Восточной Азии (1970-е — 1990-е гг.). АД … к. э. н. М., 1998.
- Лебедева (Сырова), Ирина Павловна (1950), к. э. н. (1983), д. э. н. (2004)[116]
  - Соколов А. И., Сырова И. П. Проблемы перестройки отраслевой структуры экономики Японии. М.: ИНИОН, 1978. 95 с.
  - Структурные изменения в японской промышленности. М.: Наука, 1986. 179 с.
  - Японские корпорации: стратегия развития: (Финансово-организационные аспекты). М.: Вост. лит., 1995. 166 с.
  - Малый бизнес в Японии. М.: АСТ; Восток-Запад, 2004. 174 с.
  - Япония: промышленность и предпринимательство: (вторая пол. XX-начало XXI в.). М.: Вост. лит. 2007. 221 с.
- Левиков, Георгий Адольфович, к. э. н. (1968)
  - Морской транспорт послевоенной Японии. М.: Наука (ГРВЛ), 1969. 264 с.
  - Международное морское торговое судоходство: (Тенденции, особенности и проблемы). М.: Наука, 1978. 296 с.
- Левин, Липман Зеликович (1925), переводчик, сотрудник Гостелерадио[117]
  - многочисленные переводы с японского
- Левин, Максим Григорьевич (1904—1963), д. и. н. (1957), антрополог
  - Этническая антропология Японии. М.: Наука (ГРВЛ), 1971. 236 с.
- Лемин, Иосиф Михайлович (1897/98-1968), д. и. н. (1941), основные работы по Великобритании[118]
  - Пропаганда войны в Японии и Германии. М.: Воениздат, 1934. 171 с.
  - Блок агрессоров. М.: Гос. изд-во полит. лит-ры, 1938. 96 с.
- Леонтьева Е. Л.
  - Дефляционный кризис в Японии. М.: ИМЭМО, 2007. 56 с.
  - Японские корпорации и корпоративные группы: эволюция институтов. М.: ИМЭМО, 2009. 78 с.
- Лепехова, Елена Сергеевна, к. филол. н. (2005)
  - Буддийская сангха в Японии в VI—IX веках. М.: Вост. лит., 2009. 223 с.
- Лепешко, Михаил Филиппович (1901—1969), к. филол. н. (1955)[119]
  - Теоретические позиции основоположника научной грамматики Ямадо Ёсио: (Из истории японского языкознания) // Вопросы языка и литературы стран Востока. М., 1958. С. 199—228.
- Летова, Наталья Петровна (1904-?), к. э. н. (1940), также работы об Австралии[120]
  - Внешняя торговля Японии на службе войны. Дисс. … к. э. н. М., 1940.
- Лешке, Владимир Георгиевич, к. и. н. (1978)
  - Японо-американский союз: Итоги трёх десятилетий. М.: Наука (ГРВЛ), 1983. 159 с.
- Лещенко, Нелли Фёдоровна (1935), к. и. н. (1984)[120]
  - «Революция Мэйдзи» в работах японских историков-марксистов. М.: Наука, 1984. 120 с.
  - Генезис японского капитализма. М.: ПИК ВИНИТИ, 1991. 40 с.
  - Япония в эпоху Токугава. М.: ИВ РАН, 1999. 319 с.
  - составитель библиографий японской литературы, см. ниже.
- Лим, Софья Чунуновна
  - Определяющие тенденции и закономерности роста антимонополистической, антимилитаристской борьбы студенчества Японии (1965—1980 гг.). АД … к. и. н. М., 1985.
  - История развития школьной системы на Сахалине (1855—1945 гг.): Сравнительное исследование государственной политики России, Японии и СССР в деле развития школьной системы на Сахалине. М.: МПУ, 1999. 119 с.
  - Формирование системы начального образования в период развития капитализма в Японии (вторая половина XIX в.-начало XX в.) и политическая борьба по её демократизации. М.: Моск. пед. ун-т, 1999. 123 с.
  - История образования в Японии: Конец XIX-первая половина XX века. М.: ИВ РАН, 2000. 364 с.
- Лобковская, Надежда Ивановна
  - Социокультурная детерминация политических традиций Японии. АД … к. филос. н. Ставрополь, 2008.
- Логунова, Вера Васильевна (1914—1996), к. филол. н. (1952)[121]
  - Персонажи японских кёгэнов в свете эпохи: (Антифеодальный и антибуддийский фарс XIV—XV вв.). АД … к. филол. н. М., 1951.
  - Глускина А. Е., Логунова В. В. Очерки истории современной японской демократической литературы. М.-Л.: Издательство АН СССР, 1955. 191 с.
  - Жизнь и творчество Юрико Миямото. М.: Наука, 1957. 139 с.
  - Кёгэн — японский средневековый фарс. / Пер. и вступ. ст. В. В. Логуновой. М.: ИВЛ, 1958. 191 с.
  - Писатели и время. Реализм и модернизм в японской литературе. М.: Наука, 1961. 131 с.
  - Григорьева Т. П., Логунова В. В. Японская литература. Краткий очерк. М.: Наука, 1964. 282 с. 1700 э. (Литературы Востока)
- Ложкина, Анастасия Сергеевна
  - Образ Японии в советском общественном сознании: 1931—1939. АД … к. и. н. М., 2009.
  - Образ Японии в советском общественном сознании: 1931—1939 гг. Lambert Academic Publishing, 2012.
- Лукина, Елена Борисовна
  - Творчество Сэридзавы Кодзиро: Эволюция художественного метода. АД … к. филол. н. М., 2004.
- Лукс, Вольфганг
  - Современная стратегия завоевания и удержания национальных рынков. (На примере маркетинга торговых марок в Японии). АД … к. э. н. М., 1994.
- Лукьянова, Мария Ивановна (1904—1977), д. э. н. (1953)[122]
  - Как борются японские рабочие. М.: Профиздат, 1935. 100 с.
  - Развитие фабрично-заводской промышленности Японии в конце XIX-начале XX в. (1890—1914 гг.). Дисс. … к. э. н. М., 1943.
  - Японские монополии во время второй мировой войны. М.: Наука, 1953. 396 с.
- Луцкий, Александр Леонидович (1951), к. филол. н. (1987)[123]
  - Японская духовная традиция и экзистенциализм // Народы Азии и Африки. 1986, № 3. С. 54-62
- Львова (Иоффе), Ирина Львовна (1915—1989), к. филол. н. (1949), переводчик[124]
  - Творчество Хигути Итиё. Дисс. … к. филол. н. М., 1949.
  - Переводы:
    - Токутоми Рока. Куросиво. М.: Худож. лит., 1957. 350 с.
    - Исикава Такудзо. Тростник под ветром. М.: Худож. лит., 1960. 638 с.
    - Кин Д. Японцы открывают Европу. 1720—1830. / Пер. с англ. М.: Наука (ГРВЛ), 1972. 207 с.
    - Ихара Сайкаку. Избранное. М.: Худож. лит., 1974. 395 с.
    - Повесть о доме Тайра. / Пер. И. Л. Львовой, стихи в пер. А. А. Долина. М.: Худож. лит., 1982.
      - переизд.

    - Нидзё. Непрошеная повесть. / Пер. и комм. И. Л. Львовой. М.: Наука (ГРВЛ), 1986. 272 с. 40000 экз.
      - переизд. СПб., 2005.
- Любченко, Владимир Иванович (1934—2005), к. техн. н. (1965)[125]
  - Рисование иероглифов на персональных ЭВМ // Прикладная информатика. М.: Финансы и статистика, 1989.

## М
- Маевский, Евгений Викторович (1944—2008), д. культ. (1999)[126]
  - Маевский Е. В., Паюсов Н. Г. Пособие по старописьменному японскому языку (бунго) и иероглифической скорописи. М.: МГУ, 1971. 254 с.
  - Учебное пособие по старописьменному японскому языку (бунго). М.: МГУ, 1991. 427 с.
  - Графическая стилистика японского языка. М.: Муравей, 2000. 174 с.
  - Маевский Е. В., Рысина Н. Г. Гайрайго: (Японская транскрипция иностранных слов): Учебное пособие. М.: Муравей, 2000. 48 с.
- Мажоров, Семён Тимофеевич
  - Военно-экономический потенциал современной Японии. М.: Наука (ГРВЛ), 1979. 200 с.
- Мазурик, Виктор Петрович (1952), к. филол. н. (1984)[127]
  - Жанр «надзо» в литературе и в фольклоре Японии. АД … к. филол. н. М., 1983.
  - Японская загадка: (Общее и специфическое). // Паремиологические исследования. М., 1984. С. 61-80
- Мазуров, Игорь Викторович
  - Проблемы характера политического режима в довоенной Японии. АД … к. и. н. М., 1993.
  - Японский фашизм: Теоретический анализ политической жизни в Японии накануне Тихоокеанской войны. М.: Вост. лит., 1996. 156 с.
  - Япония в период перехода к капитализму. Хабаровск, ДВАГС. 2001.
- Майский, Иван Михайлович (1884—1975), дипломат, академик АН СССР (1946), работы также о Китае и Монголии[128]
  - Светлов В. (псевд.) Происхождение капиталистической Японии. М.: Соцэкгиз, 1931. 124 с.
    - 2-е изд., испр. М., 1934. 119 с.

  - Тайгин И. (псевд.) Японские силуэты. М.: Федерация, 1931. 197 с.
- Макаренко, Вадим Владимирович (1953), к. э. н. (1986)[129]
  - Общее и особенное в генезисе японского капитализма 1868—1914 гг. (Критика буржуазных концепций). АД … к. э. н. М., 1985.
  - Разделы по Японии в т. 4 «Истории Востока».
- Макаров, Александр Александрович (1953), к. и. н. (1984)[130]
  - Политическая власть в Японии: Механизм функционирования на современном этапе. М.: Наука, 1988. 197 с.
- Макарчук, Ольга Ивановна, д. и. н. (2010)
  - Американо-японское соперничество на Дальнем Востоке (1906—1913 гг.). М.: Изд-во МГОУ, 2008. 283 с.
- Малинина, Елизавета Евгеньевна (1960), к. филол. н. (1989)[131]
  - Восприятие творчества И. С. Тургенева в Японии. АД … к. филол. н. М., 1989.
- Мамонов, Анатолий Иванович (1931), к. филол. н. (1968)[132]
  - Свободный стих в японской поэзии. М.: Наука, 1971. 192 с.
  - Встречи на берегах Ёдогавы. М.: Наука, 1975. 135 с. (Путешествия по странам Востока)
  - переводы:
    - Три поэта из Хиросимы: Тамики Хара, Санкити Тогэ, Мунэтоси Фукагава. / Пер. А. Мамонова. М.: Наука (ГРВЛ), 1970. 139 с.
    - Вкус хризантемы. Стихи современных японских поэтов. / Пер. и сост. А. Мамонова. М.: Наука (ГРВЛ), 1976. 191 с.
- Маранджян, Каринэ Генриховна (1956), к. и. н. (1986)[133]
  - Конфуцианское учение в интерпретации Огю Сорай // Из истории общественной мысли Японии XVII—XIX вв. М., 1990. С. 28-73
- Марина, Ольга Анатольевна
  - Тенденции развития средней школы Японии в современных условиях. АД … к. пед. н. М., 2003.
- Маринов, Всеволод Александрович, к. и. н. (1971)
  - Россия и Япония перед первой мировой войной (1905—1914 годы). Очерки истории отношений. М.: Наука (ГРВЛ), 1974. 152 с.
- Маркарьян, Седа Багдасаровна (1928), д. э. н. (1989)[134]
  - Сельскохозяйственная кооперация Японии. М.: Наука, 1975. 238 с.
  - Проблемы агропромышленной интеграции в Японии. М.: Наука, 1982. 287 с.
  - Научно-технический прогресс в сельском хозяйстве Японии. М.: Наука, 1987. 270 с.
  - Аграрный сектор японской экономики: Основные проблемы 80-х гг. М.: Наука, 1990. 214 с.
  - Маркарьян С. Б., Молодякова Э. В. Праздники в Японии: (Обычаи, обряды, социальные функции). М.: Наука, 1990. 248 с.
  - Маркарьян С. Б., Молодякова Э. В. Японское общество: книга перемен: (Полтора века эволюции). М.: ИВ РАН. 1996. 251 с.
  - Маркарьян С. Б., Молодякова Э. В. Секреты японской кухни. М.: Япония сегодня, 2001. 172 с.
- Маркевич, Евгений Борисович (1942), к. э. н. (1983)[135]
  - Япония: (Некоторые новые направления освоения ресурсов океана) // Экономические аспекты научно-технического прогресса в Японии. М., 1985. С. 218—241
  - Научно-технический прогресс в освоении океана // Основные направления научно-технического прогресса в Японии. М., 1988. С. 164—207
- Марков, Андрей Перфильевич (1915), д. и. н. (1980)[136]
  - Япония: (Курс на вооружение). М.: Международные отношения, 1970. 192 с.
  - Послевоенная политика Японии в Азии и Китай. 1945—1977. М.: Наука, 1979. 277 с.
  - Россия и Япония. (В поисках согласия). М., 1994. 137 с. (депонирована в ИНИОН)
    - опубликовано: М.: Русский мир, 1996. 126 с.

  - Как это было: (Воспоминания сибиряка). М.: Адамантъ, 1995. 239 с.
- Маркова, Анна Владимировна
  - Структурные сдвиги в экономике США и Японии: системно-самоорганизационный подход. АД … к. э. н. Томск, 2005.
- Маркова, Вера Николаевна (1907—1995), переводчик[137]
  - Исикава Такубоку. Стихи. М.: Худож. лит., 1957. 280 с. (переиздавалось)
  - Волшебные повести. / Пер. В. Н. Марковой. М.: ГИХЛ, 1962. (включает «Повесть о старике Такэтори» и «Повесть о прекрасной Отикубо»)
    - переизд.: Две старинные японские повести. М.: Худож. лит., 1976. 352 с. 100000 экз.
    - переизд.: Повесть о прекрасной Отикубо. (Серия «Библиотека японской литературы»). М.: Худож. лит., 1988. 492 с.
    - Повесть о прекрасной Отикубо. СПб.: Азбука-классика. 2006. 314 с.

  - Земляника под снегом: (Сказки японских островов). / Пересказ с японского В. Марковой. М.: Детлит, 1968. 136 с.
  - Басё. Лирика. / Пер., вступ. ст. и комм. В. Марковой. М., 1964.
    - Басё. Стихи. М.: Худож. лит., 1985. 222 с.

  - Японские трёхстишия. / Пер., предисл. и комм. В. Марковой. М., 1973.
  - Сэй-Сёнагон. Записки у изголовья. / Пер. В. Н. Марковой. М.: ХЛ, 1975.
  - Сайгё. Горная хижина. / Пер., предисл. и комм. В. Н. Марковой. М.: Худож. лит., 1979. 126 с.
    - (Серия «Японская классическая библиотека». Вып. III). СПб.: Гиперион. 1997. 144 с.

  - Басё. По тропинкам Севера. / Пер. В. Марковой, Н. Фельдман. СПб.: Азбука. 2001.
- Мартышкин, Сергей Алексеевич, д. и. н. (1995)
  - Борьба в правящих кругах США по вопросам отношений с Японией. АД … к. и. н. Саратов, 1990.
  - Японская иммиграция в США: интеграция и конфликт (1868—1945 гг.). Самара: Самарский ГТУ, 1994. 138 с.
- Марчук, Иван Александрович
  - Цитадели самураев: исторический обзор замков Японии. М.: Золотое сечение, 2011. 295 с.
- Масленников, Николай Алексеевич
  - Инновационная деятельность японских компаний: 1990-е — 2000-е гг. АД … к. э. н. М., 2009.
- Масленникова, Диана Сергеевна, к. архит. (2006)
  - Особенности архитектуры православных храмов в Китае и Японии (XVII—XX вв.): учебное пособие. Хабаровск: Изд-во ТОГУ, 2008. 145 с.
- Маслов, Алексей Александрович, работы в основном о Китае
  - Бусидо: кодекс чести самурая. Ростов-на-Дону: Феникс, 2006. 284 с.
- Матрусова, Татьяна Николаевна (1945), к. э. н. (1980)[138]
  - Организация пенсионного обеспечения в Японии. АД … к. э. н. М., 1980
  - Япония: материальное стимулирование в фирмах. М.: Наука, 1992. 78 с.
  - Организация профессиональной подготовки в Японии. М.: ИВ РАН, 1999. 167 с.
- Мацокин, Николай Петрович (1886—1937)[139]
  - Мацокин Н. П. Материнская филиация в Восточной и Центральной Азии — Владивосток, 1911
  - Мацокин Н. П. Граф Окума и японское самомнение // Вестник Азии. 1913
  - Мацокин Н. П. Японский миф об удалении богини солнца Аматерасу в небесный грот и солнечная магия // Изв. Вост. фак. Гос. Дальневост. Ун-та. Владивосток, 1921
  - Мацокин Н. П. Морфология японского глагола. Владивосток, 1929
- Медведева, Тамара Ивановна
  - Гражданская (народная) дипломатия и её роль в российско-японском политическом диалоге. АД … к. полит. н. М., 2007.
- Меклер, Григорий Конович (1909—2005), к. э. н. (1962)[140]
  - Хоккайдо: (Экономический очерк). М.: Наука, 1967. 139 с.
    - 2-е изд., испр. и доп. М., 1966?. 166 с.

  - Окинава. М.: Наука, 1969. 120 с.
- Мельников, Анатолий Тихонович, к. э. н. (1974)
  - Научные исследования в промышленности Японии. М.: Наука (ГРВЛ), 1974. 190 с.
- Мельникова, Ирина Витальевна
  - Сарасина никки. Одинокая луна в Сарасина. / Пер., предисл. и комм. И. В. Мельниковой. (Серия «Японская классическая библиотека». Вып. IX). СПб.: Гиперион, 1997. 144 с. / 1999. 224 с.
- Мехия Мехия А. Р.
  - Экономические связи между Японией и Латинской Америкой (80-е — начало 90-х гг.). АД … к. э. н. М., 1993.
- Мещеряков, Александр Николаевич (1951), д. и. н. (1992)[141]
  - Древняя Япония: Буддизм и синтоизм. Проблема синкретизма. М.: Наука, 1987. 189 с.
  - Герои, творцы и хранители японской старины. М.: Наука, 1988. 233 с.
  - Линия жизни. М.: Наука, 1990. 247 с.
  - Древняя Япония: Культура и текст. М.: Наука. 1991. 276 с.
  - Книга японских обыкновений. М.: Наталис, 1999. 399 с. (Серия «Восточные арабески»)
  - Мещеряков & Япония. Ru. СПб.: Гиперион, 2001. 349 с.
  - Мещеряков А. Н., Грачёв М. В. История древней Японии. СПб.: Гиперион, 2002. 512 с. 1000 экз.
    - 2-е изд. М.: Наталис, 2010.

  - Книга японских символов. М.: Наталис. 2003. 556 с.
    - 2-е изд. М.: Наталис, 2004. 556 с.

  - Японский тэнно и русский царь: формирование модели управления: доклад. М.: Гуманитарий, 2004. 101 с.
  - Японский император и русский царь. Элементная база. М.: Наталис; Рипол Классик. 2004. 253 с.
  - Император Мэйдзи и его Япония. М.: Наталис; Рипол Классик. 2006. 735 с. 2-е изд. 2009.
  - Быть японцем: история, поэтика и сценография японского тоталитаризма. М.: Наталис, 2009. 591 с. (Серия «Восточная коллекция»)
  - Гора Фудзи: между землёй и небом. М.: Наталис, 2010. 282 с. (Восточная коллекция)
  - Япония в объятиях пространства и времени. М.: Наталис, 2010. 559 с. (Серия «Восточная коллекция»)
  - Стать японцем. М.: Эксмо, 2012. 431 с.
  - составление:
    - Классическая японская поэзия. / Сост., пред. и прим. А. Н. Мещерякова. М.: Аванта+; Астрель, 2007. 447 с.

  - переводы:
    - в соавторстве с Л. М. Ермаковой перевёл «Кодзики» и «Нихон сёки» (см. выше)
    - Нихон рёики. Японские легенды о чудесах: Свитки 1-й, 2-й, 3-й. / Пер. А. Н. Мещерякова. (Серия «Литературные памятники древней Японии». Вып. III). СПб.: Гиперион, 1995.
      - 1-е изд., неполное: Японские легенды о чудесах: (IX—XI вв.). М.: Наука, 1984. 193 с.
      - Нихон рёйки. Одзё гокуракки. Хокэ кэнки. СПб.: Северо-Запад пресс. 2001, № 1. С. 5-318.

    - Мурасаки Сикибу. Дневник. / Пер., предисл. и комм. А. Н. Мещерякова. (Серия «Японская классическая библиотека». Вып. II). СПб.: Гиперион, 1996. 175 с.
      - 2-е изд. СПб.: Азбука. 2000. 160 с.

    - Диалоги японских поэтов о временах года и любви: Поэтический турнир, проведённый в годы Кампе (889—898) во дворце императрицы. / Сост., пер. А. Н. Мещерякова. (Серия «Восточная коллекция»). М.: Наталис, 2002. 210 с.
    - Ёсида Канэёси. Записки на досуге. / Пер. А. Мещерякова. (Серия «Восточная коллекция»). М.: Наталис, 2008. 190 с.
    - Тавада, Ёко. Подозрительные пассажиры твоих ночных поездов. / Пер. А. Мещерякова. СПб.: Азбука-классика, 2009.
      - переизд.: СПб.: Азбука. 2011. 215 с.

  - Краткие сведения
- Мильграм, Святослав Николаевич (1944), к. э. н. (1976)[142]
  - Проблемы социального развития и положения рабочего класса в условиях НТР: (На материале Японии). АД … к. э. н. М., 1975.
- Митупова, Саяна Александровна, к. социол. н. (2006)
  - Японская социология: история и современность. М.: б. и., 2007. 147 с.
- Михайлов, Николай Николаевич (1905—1982), к. геогр. н.
  - Японцы, 1963 (в соавторстве с З. В. Косенко)
- Михайлова, Юлия Дмитриевна (1948), к. и. н. (1979)[143]
  - Мотоори Норинага. Жизнь и творчество: (Из истории общественной мысли Японии 18 в.). М.: Наука, 1988. 179 с.
  - Общественно-политическая мысль Японии (60-80-е годы XIX в.). М.: Наука, 1991. 215 с.
- Михалёв, Адольф Александрович (1935), к. филос. н. (1991)
  - Соловьёв Н. П., Михалёв А. А. Философские взгляды Мики Киёси и общественная мысль в Японии в конце 20-х — начале 30-х годов. М.: Наука (ГРВЛ), 1975. 158 с.
  - Философские взгляды Мики Киёси: (Критический анализ). АД … к. филос. н. М., 1990.
  - Япония: социальная рефлексия в модернизированном обществе (50-70-е гг. XX столетия). М.: ИФ РАН, 2001. 155 с.
  - Проблема культуры в японской философии: К. Нисида и Т. Вацудзи. М.: ИФ РАН, 2010. 76 с.
- Михеев, Василий Васильевич (1954), д. э. н. (1992), член-корр. РАН (2003), работы в основном по Китаю[144]
  - Китай — Япония: стратегическое соперничество и партнёрство в глобализирующемся мире. М.: ИМЭМО РАН, 2009. 357 с.
- Модина, Лариса Сергеевна (1945), к. ф.-м. н. (1981)[145]
  - Об однозначном описании формальных языков. АД … к. ф.-м. н. Новосибирск, 1981.
  - Совместно с З. М. Шаляпиной и др. Экспериментальный комплекс ЯРАП для лингвистических исследований в области японско-русского автоматического перевода: первая очередь. М., 2001. (депонирована в ИНИОН)
- Молодяков, Василий Элинархович (1968), к. и. н. (1996), д. филос. н. (2002), д. полит. н. (2004)[146]
  - «Образ Японии» в Европе и России второй половины XIX-начала XX века. М.; Токио: ИВ, 1996. 182 с.
  - Подсудимые и победители: (Заметки и размышления историка о Токийском процессе). Токио, 1996. 84 с.
  - Консервативная революция в Японии. Идеология и политика. М.: Вост. лит., 1999. 319 с.
  - Синто и японская мысль. // Синто — путь японских богов. Т. 1. СПб., 2002.
  - Несостоявшаяся ось: Берлин — Москва — Токио. М.: Вече, 2004. 478 с.
  - Кацура Таро, Гото Симпэй и Россия. Сб. док., 1907—1929. / Сост., вступ. ст. и прим. В. Э. Молодякова. М.: АИРО-XXI; СПб.: Дмитрий Буланин, 2005. 335 с.
  - Россия и Япония: поверх барьеров. М. АСТ-Астрель, 2005. 385 с.
  - Россия и Япония: меч на весах: неизвестные и забытые страницы российско-японских отношений (1929—1948). М.: АСТ, 2005. 379 с.
  - Россия и Япония: рельсы гудят: железнодорожный узел российско-японских отношений, 1891—1945. (Серия «Великие противостояния. Битвы империй»). М.: АСТ, 2006. 447 с.
  - Гото Симпэй и русско-японские отношения. М.: АИРО-XXI; СПб.: Дмитрий Буланин, 2006. 222 с.
  - Эпоха борьбы: Сиратори Тосио (1887—1949): дипломат, политик, мыслитнль. М.: АИРО-XXI, 2006. 523 с.
  - Россия и Япония: Золотой век (1905—1916). М.: Просвещение, 2008. 174 с.
  - Япония в меняющемся мире: идеология, история, имидж. М.: Моногатари, 2011. 302 с.
  - Россия и Япония в поисках согласия (1905—1945). Геополитика. Дипломатия. Люди и идеи. М.: АИРО-XXI. 2012. 655 с.
- Молодякова, Эльгена Васильевна (1937), д. и. н. (1992)[147]
  - Маркарьян С. Б., Молодякова Э. В. Праздники в Японии: (Обычаи, обряды, социальные функции). М.: Наука, 1990. 248 с.
  - Япония: (Профсоюзы и общество). М.: Наука, 1994. 241 с.
  - Молодякова Э. В., Маркарьян С. Б. Японское общество: книга перемен: (Полтора века эволюции). М.: ИВ РАН. 1996. 251 с.
  - Маркарьян С. Б., Молодякова Э. В. Секреты японской кухни. М.: Япония сегодня, 2001. 172 с.
  - Молодяков В. Э., Молодякова Э. В., Маркарьян С. Б. История Японии. XX век. (Серия «История стран Востока. XX век»). М.: ИВ РАН; Крафт+, 2007. 526 с. 2-е изд. 2009.
  - Молодякова Э. В., Маркарьян С. Б. Япония. // История Востока. В 6 т. Т. 6. М.: Вост. лит. 2008. Гл. 42. С. 931—977.
  - о ней: Эльгена Васильевна Молодякова: к 70-летию со дня рождения: биобиблиографический указатель. / сост. Г. А. Бордюгов, А. Е. Куланов. Москва: АИРО-XX, 2007 — 51, [4] с.
- Моргун, Зоя Фёдоровна (1947), к. и. н. (1980), также о Корее[148]
  - Южная Корея во внешней политике японских правящих кругов: (1965—1975 гг.) АД … к. и. н. М., 1979.
  - Моргун З. Ф., Пряхина Л. В. Грамматика японского языка: (Приложение к учебнику «Нихонго сёхо»). Владивосток: ДВГУ, 1998. 115 с.
  - Моргун З. Ф., Терентьев Н. К. Приглашение в иероглифику. Владивосток: ДВГУ, 2002. 72 с.
- Мория Риса
  - Взаимопроникновение двух музыкальных культур в XX — нач. XXI вв.: Япония — Россия. АД … к. искусств. М., 2010.
- Морозов, Николай Александрович, к. ю. н. (2000)
  - Сравнительно-правовой анализ преступности в современной Японии. Владивосток: Издательство Дальневосточного ун-та, 1997. 90 с.
  - Преступность и борьба с ней в Японии. СПб.: Юридический центр Пресс, 2003. 213 с. (Серия «Теория и практика уголовного права и уголовного процесса»)
- Москвитина, Наталья Викторовна
  - Экономическая история и современное состояние мирохозяйственных связей Японии и Латинской Америки. М.: МАКС Пресс, 2008. 137 с.
- Мостовой, Сергей Александрович
  - Мостовой С. А., Павлова А. С. Ландшафтное искусство Японии: истоки, традиции, современность. Владивосток: Дальнаука, 2010. 259 с.
- Мошняга, Павел Александрович, к. филос. н. (2009)
  - Глобализация японской культуры. М.: МАКС Пресс, 2010. 244 с.
- Мунипов, Алексей Юрьевич
  - Тема Смерти в японской массовой культуре. АД … к. культур. М., 2002.
- Мякотин, Александр Александрович
  - Отечественная историография проблемы Курильских островов. АД … к. и. н. М., 2006.

## Н
- Навлицкая, Галина Брониславовна (1928), д. и. н. (1993)[149]
  - По Японии. М.: Наука, 1965. 200 с.
  - Учебные материалы по новейшей истории Японии для студентов ИВЯ при МГУ. М.: МГУ, 1967. 503 с.
  - Бамбуковый город: Архитектура японских городов. М.: Наука, 1975. 335 с.
  - Нагасаки. М.: Наука, 1979. 240 с.
  - Осака. М.: Наука, 1979. 287 с. (Рассказы о странах Востока)
  - Кузнецов Ю. Д., Навлицкая Г. Б., Сырицын И. М. История Японии: учебник для вузов. М.: Высшая школа, 1988. 431 с.
- Наврон-Войтинская, Евгения Львовна (1906—1981), к. филол. н. (1946)[149]
  - Личная форма японского глагола. Канд. дисс. М., 1946.
  - совместно с С. Зарубиным, А. Орловой, М. Цын. Учебник японского языка. В 2 т. М.: МИВ, 1951. Т. 1. 268 с. Т. 2. 525 с.
- Надеждин, Николай Яковлевич
  - Юкио Мисима: «Ничего выше чести». М.: Майор, Изд. Осипенко А. И., 2009. 191 с.
- Назарова, Вероника Вячеславовна
  - Гендерные отношения в японском обществе во второй половине XX века. Армавир: Шурыгин В. Е., 2007. 251 с.
- Накорчевский, Андрей Альфредович
  - Религиозно-философское учение средневекового японского мыслителя Иппэна (1239—1289 гг.): (Из истории амидаизма). АД … к. филос. н. М., 1990.
  - Синто. СПб.: Петербургское Востоковедение, 2000. 454 с.
  - Японский буддизм: история людей и идей (от древности к раннему средневековью: магия и эзотерика). (Серия «Мир Востока»). СПб.: Азбука-классика; Петербургское Востоковедение. 2004. 381 с.
- Нанивская, Вера Теодоровна (1945), к. и. н. (1983)[150]
  - Становление системы морального воспитания Японии // Дальний Восток: (История и экономика). М., 1981. С. 80-97
  - Детский сад в Японии: Опыт развития детей в группе. Сб. ст. / Пер. Л. Д. Гришелевой, общ. ред. и послесл. В. Т. Нанивской. М.: Прогресс, 1987. 239 с.
- Наумова, Инна Юрьевна, к. и. н. (1994)
  - Предпринимательство в сфере малого бизнеса Японии. Владивосток: Издательство Дальневосточного ун-та, 2006. 281 с.
- Небогатов, Борис Николаевич (1926), к. и. н. (1980)[151]
  - «Весенние наступления» трудящихся Японии — эффективная форма классовой борьбы (1955—1974). М.: Наука, 1979. 112 с.
- Неверов, Святослав Витальевич (1924—1991), д. филол. н. (1976)[152]
  - Русско-японский учебный словарь: (11 500 слов). М.: Советская энциклопедия, 1968. 397 с.
  - Общественно-языковая практика современной Японии. М.: Наука, 1982. 149 с.
- Невский, Николай Александрович (1892—1937), д. языковедения (1935), работы также о тангутах и народах Тайваня[153]
  - Айнский фольклор: (Исследование текстов и переводы). М.: Наука, 1972. 175 с.
  - Фольклор островов Мияко. М.: Наука, 1978. 192 с.
- Немзер, Лев Анатольевич
  - Немзер Л. А., Сыромятников Н. А. Японско-русский словарь: (34 000 слов). М.: ГИИНС, 1951. 887 с.
    - 2-е изд. 1960. 887 с. 3-е изд. 1965. 881 с.

  - Аболмасов А. П., Немзер Л. А. Словарь японских географических названий. 60 000 слов. М.: ГИС, 1959. 581 с.
- Нечаева, Людмила Тимофеевна (1945), д. пед. н. (2000), автор учебников
- Никитина, Лидия Владимировна
  - Культура современного японского питания: традиции и новации. АД … к. культур. М., 2008.
- Николаева, Наталья Сергеевна (1930), к. искусств. (1968), работы также об искусстве Китая[154]
  - Современное искусство Японии. М.: Советский художник, 1968. 156 с.
  - Декоративное искусство Японии. М.: Искусство, 1972. 87 с. (Из истории мирового искусства)
  - Японские сады. М.: Изогиз, 1975. 280 с.
    - М.: Арт Родник, 2005. 207 с.

  - Оно Тадасигэ. М.: Искусство, 1979. 23 с.
  - Художественная культура Японии XVI столетия: эпоха, быт, костюм. М.: Искусство, 1986. 240 с.
  - Декоративные росписи Японии XVI—XVIII вв.: (от Кано Эйтоку до Огато Корина). М.: Изобразительное искусство, 1989. 232 с.
  - Япония-Европа. Диалог в искусстве: (середина XVI-начало XX в.). М.: Изобразительное искусство, 1996. 400 с.
  - Искусство Японии. Альбом. М., 2000.
  - Образы Японии: очерки и заметки. М.: Вост. лит., 2009. 204 с.
- Николаева, Ольга Сергеевна (1909-после 1973), к. и. н. (1954)[155]
  - Развитие японского империализма в годы Первой мировой войны. АД … к. и. н. Л., 1954.
  - Документы по истории японской деревни. Ч. 1. Конец 17 — первая половина 18 в. / Пер., пред. и прилож. О. С. Николаевой. М.: Наука, 1966. 155 с. (Серия «Памятники письменности Востока». Вып. VIII).
- Новиков, Александр Владимирович
  - Эстетика Мисимы Юкио и европейские представления о красоте. АД … к. филол. н. М., 2005.
- Ноздрев, Николай Станиславович, к. э. н. (1997)
  - Инвестиции в Японию: Американский опыт. М.: Интербук, 1999. 174 с.
- Носов, Константин Сергеевич (1972), д. и. н. (2009, русское военное зодчество), также работы об Индии
  - Вооружение самураев. СПб.: Полигон; М.: АСТ, 2001. 252 с.
    - 2-е изд.: Самураи: эволюция вооружения. (Серия «Оружейная академия»). СПб.: Атлант, 2007. 382 с. переизд.: М.: Эксмо, 2010. 366 с. (Военная история человечества)

  - Замки Японии: история, конструкция, осадная техника: путеводитель. СПб.: Атлант, 2005. 235 с.
  - Замки самураев и японское осадное искусство. М.: Вече, 2012. 182 с. (Краткая история человечества)
- Носов, Михаил Григорьевич (1940), член-корр. РАН (2006), также американист[156]
  - Политика Японии в отношении КНР: (1949—1970 гг.). АД … к. и. н. М., 1971. (дсп)
  - Японо-китайские отношения (1949—1975). М.: Наука, 1978. 216 с.
- Нурутдинова, Аида Рустамовна
  - Основные тенденции развития эстетического образования школьников в Японии: вторая половина XIX — конец XX вв. АД … к. пед. н. Казань, 2007.

## О
- Овчинников, Всеволод Владимирович, ряд популярных книг о японцах
- Овчинников, Денис Леонидович
  - Корпоративная культура в России и Японии: Сравнительный анализ. АД … к. социол. н. М., 2006.
- Одинцов, Анатолий Алексеевич, к. э. н. (1978)
  - Торговые монополии в Японии. М.: Наука, 1982. 192 с.
- Ожерельева (Воробьёва), Галина Владимировна (1951), к. и. н. (1989)[157]
  - История формирования деревни на о. Хоккайдо: (1869—1945 гг.). АД … к. и. н. М., 1988.
  - Совместно с соавторами, под ред. В. Г. Щебенькова: Хоккайдо. Исторический очерк развития: (XVII в. — 1917 г.) Владивосток, 1988. 237 с. (депонирована в ИНИОН)
- Ожогин, Владимир Ильич (1960), к. филос. н. (1988)[158]
  - Великий посредник в диалоге культур: (Россия — Толстой — Япония) // Сто лет русской культуры в Японии. М., 1989. С. 72-91.
  - Основы японского языка: (Учебное пособие). В 2 ч. Новосибирск, 1993—1994. Ч. 1. 1993. 75 с. Ч. 2. 1994. 143 с.
- Онищенко, Вячеслав (1972) Ph. D. (2009)
  - Повесть о смуте годов Хэйдзи. / Пер., вступ. ст., комм. и исслед. В. Онищенко. СПб.: Гиперион, 2011. 287 с. (Литературные памятники древней Японии. VIII)
  - Японские сказания о войнах и мятежах. / пер. с яп., вступ. ст. и коммент. В. А. Онищенко. ― СПб.: Гиперион, 2012.　480 с. (Литературные памятники древней Японии. IX)
- Орлова, Александра Петровна (1906—1982), преподаватель МИВ[159]
  - соавтор учебника японского языка (М., 1951), см. выше: Наврон-Войтинская Е. Л.
- Орфёнов, Александр Борисович (1956), к. э. н. (1982)[160]
  - Япония: «участие» трудящихся в управлении производством: (Мифы и действительность). М.: Наука, 1985. 171 с.
- Османов, Евгений Магомедович
  - История становления японской императорской армии и флота: 1868—1894. АД … к. и. н. СПб., 2005.

## П
- Павленко, Пётр Андреевич (1965)
  - Либерально-демократическая партия в политической системе современной Японии: (1955—2001). М.: АИРО-XXI; СПб.: Дмитрий Буланин, 2006. 263 с.
- Павлов, Дмитрий Борисович (1954), д. и. н. (1999)
  - Японские деньги и первая русская революция. М.: Вече, 2011. 286 с. (Хроники тайной войны)
- Павлова, Анна Сергеевна
  - Мостовой С. А., Павлова А. С. Ландшафтное искусство Японии: истоки, традиции, современность. Владивосток: Дальнаука, 2010. 259 с.
- Павлятенко, Виктор Николаевич (1947), к. и. н. (1979)[161]
  - Японская буржуазная историография формирования русско-китайской границы. АД … к. и. н. М., 1979.
- Палкин, Алексей Дмитриевич
  - Россия и Япония: динамика нравов. М.: Наталис, 2010. 429 с.
- Панин В. В., к. э. н. (1996)
  - Феномен японских торговых домов: у истоков «экономического чуда». СПб.: Чернышёв, 1996. 190 с.
- Панов, Александр Николаевич (1944), д. полит. н. (1996)[162]
  - Новейшая история Японии: (Оккупационный период: 1945—1952 гг.) М.: ИМО, 1979. 118 с.
  - Японская дипломатическая служба. М.: Международные отношения, 1988. 180 с.
  - Россия и Япония: становление и развитие отношений в конце XX-начале XXI века: достижения, проблемы, перспективы. М.: Известия, 2007. 311 с.
  - Революция Сёва. Модернизация Японии в послевоенный период (1945—1952 гг.). М.: Восток-Запад, 2010. 288 с.
  - Клан Хатояма: портрет семьи на фоне истории Японии. М.: ОЛМА Медиа Групп, 2010. 222 с.
- Парамонов, Олег Геннадьевич
  - Японо-американские отношения в новых геополитических условиях: 1996—2005 гг. АД … к. и. н. М., 2007
- Парканский, Александр Борисович (1947), к. э. н. (1974), также работы об отношениях США и Китая[163]
  - Экономические интересы США в Азиатско-Тихоокеанском регионе. М.: Наука, 1983. 208 с.
  - Американо-японские противоречия в 80-е годы. М.: Наука, 1987. 152 с.
- Пасков, Станислав Соломонович (1945—1986), к. и. н. (1977)[164]
  - Современная японская буржуазная историография: (Проблемы политики Японии в Китае в конце XIX-первой четверти XX в.) М.: Наука, 1982. 168 с.
  - Япония в раннее средневековье VII—XII века. Исторические очерки. М.: Наука, 1987. 200 с.
    - переизд.: М.: Либроком, 2011.
- Пашковский, Алексей Антонович (1909—1973), д. филол. н. (1954)[165]
  - Грамматика японского литературного языка. М.: Наука, 1941. 218 с.
  - Материалы по военному переводу с японского языка. М.: ВИИЯ, 1945. 83 с.
  - Пашковский А., Рожецкин А. Военный японско-русский словарь: (Около 20 000 слов и словосочетаний). М.: Воениздат, 1959. 555 с.
  - Слово в японском языке: Сб. ст. М.: Наука, 1980. 208 с.
- Паюсов, Николай Георгиевич (1905—2000), к. пед. н. (1954)[166]
  - Методика объяснения и закрепления иероглифов на начальном этапе обучения японскому языку. АД … к. пед. н. М., 1954.
  - Учебник японской иероглифической скорописи. М.: ВИИЯ, 1946. 436 л.
  - Иероглифические варианты. М.: МГУ, 1963. 61 с.
  - Иероглифический минимум. М.: МГУ, 1968. 178 с.
  - другие учебники японского языка в соавторстве
- Певзнер, Яков Александрович (Яков Хацкелевич) (1914—2003), д. э. н. (1961)[167]
  - Монополистический капитал Японии («Дзайбацу») в годы второй мировой войны и после войны. М.-Л.: Издательство АН СССР, 1950. 533 с.
  - Экономика Японии после второй мировой войны. М.: Издательство АН СССР, 1955. 352 с.
  - Положение и борьба трудящихся классов в современной Японии. М.: Профиздат, 1956. 103 с.
  - Государственно-монополистический капитализм в Японии после второй мировой войны. М.: Издательство АН СССР, 1961. 424 с.
  - Государство в экономике Японии. М.: Наука, 1976. 320 с.
  - Государственно-монополистический капитализм и теория трудовой стоимости. М.: Мысль, 1978. 342 с.
  - Дискуссионные вопросы политической экономии. М.: ИМЭМО, 1987. 264 с.
  - Вторая жизнь. М.: Марьина роща, 1995. 656 с.
- Пестушко, Юрий Сергеевич
  - Российско-японские отношения в годы Первой мировой войны (1914—1917 гг.). Хабаровск: Изд-во ДВГГУ, 2008. 236 с.
- Петров, Дмитрий Васильевич (1927—1994), д. и. н. (1964)[168]
  - Колониальная экспансия США в Японии в середине XIX в. М.: Госполитиздат, 1955. 280 с.
  - Рабочее и демократическое движение в Японии. М.: Госполитиздат, 1961. 190 с.
  - Внешняя политика Японии после второй мировой войны. М.: Международные отношения, 1965. 400 с.
  - Япония в мировой политике. М.: Международные отношения, 1973. 296 с.
- Петрова, Ольга Петровна (1900—1993), к. филол. н. (1947), также работы о Корее[169]
  - Японская военно-морская терминология: (Историко-лексикологический анализ). Канд. дисс. М., 1946.
  - «Лексикон» русско-японский Андрея Татаринова [1782 г.]. / Изд. текста, пред. и прим. О. П. Петровой. М.: ИВЛ, 1962. 133 с.
  - совместно с В. Н. Гореглядом (см. выше) «Описание японских рукописей»
  - Кафедра японской филологии ЛГУ в её историческом развитии. Токио: Хосэй дайгаку, 1965. 144 с. (на японском языке)
- Пигулевская, Евгения Александровна (1909—1991), д. э. н. (1968), также работы о Корее[170]
  - Морской транспорт Японии. Дисс. … к. э. н. М., 1944.
  - Обновление основного капитала японской промышленности и развитие послевоенного цикла. М.: Издательство АН СССР, 1960. 256 с.
  - Монополии и финансовая олигархия в современной Японии. М.: Наука, 1966. 365 с.
  - Теории экономического роста в буржуазной политэкономии Японии: (Критический анализ). М.: Наука, 1976. 294 с.
  - Новые течения в экономической мысли Японии. М.: Наука, 1992. 168 с.
- Пинаев, Леонид Петрович, к. и. н. (1978)
  - Эволюция военной политики Японии, 1951—1980 гг. М.: Наука (ГРВЛ), 1982. 168 с.
- Пинус, Евгения Михайловна (1914—1984), д. филол. н. (1974)[171]
  - Пейзажная лирика Токутоми. Дисс. к. филол. н. Л., 1946.
  - Кодзики. Кн.1: Филологическое исследование. АД … д. филол. н. Л., 1972.
  - Японская литература периода средневековья (VIII—XVIII вв.) // Краткая история литературы Японии. Л., 1975. С. 3-47.
  - Кодзики: Записи о деяниях древности. В 2 т. (Серия «Литературные памятники древней Японии». Вып. I—II). СПб.: Шар-Гиперион. 1993—1994. Т.1. Свиток 1-й. / Пер. Е. М. Пинус. 1993. 320 с. 5010 экз.
    - переизд.: СПб.: Кристалл, 2000. 608 с.
- Пинюгин, Кирилл Олегович
  - Теория и практика применения венчурного капитала: На примере Японии. АД … к. э. н. М., 2004.
- Пипия, Георгий Георгиевич
  - Органы местного самоуправления в политической системе Японии (втор. пол. XIX в.-80-е гг. XX в.). АД … к. и. н. М., 1991.
- Пирогов, Григорий Григорьевич (1928), д. полит. н. (2003)[172]
  - Банковские монополии современной Японии. АД … к. э. н. М., 1960.
  - Пирогов Г. Г., Федоровский Ю. П. Проблемы структурного оценивания в эконометрии. М., 1979. 327 с.
  - Глобализация и цивилизационное многообразие мира. В 2 ч. М., 2002.
    - Ч. I. Глобализация: (Россия и Запад). 400 с.
    - Ч. II. Глобализм и судьба японской цивилизации. 273 с.
- Пирогова, Ирина Матвеевна (1933), к. э. н. (1967)[173]
  - Изменения в структуре пролетариата Японии // Современный рабочий класс капиталистических стран. М., 1966. С. 325—373
- Плётнер, Олег Викторович (1893—1929), профессор МИВ[174]
  - История эры Мэйдзи. М.: Институт востоковедения, б. г., 162 с. (стеклограф. изд.)
  - Япония: (Политические очерки). М.: Развед. упр. штаба РККА, 1924. 111 с.
  - Япония. М.-Л.: Госиздат, 1925. 184 с.
  - Аграрный вопрос в Японии: (Экономическое исследование и материалы). Л.: Прибой, 1928. 248 с.
- Плотников А. Ю.
  - Посольство Н. П. Резанова и экспедиция 1806-07 гг. АД … к. и. н. М., 1994.
- Побеленский, Яков Аврамович (1922), к. и. н. (1959), преподаватель Харьковского ГУ[175]
  - Движение сторонников мира в Японии // Борьба народов Азии за мир. М., 1962. С. 212—243
- Подалко, Пётр Эдуардович
  - Япония в судьбах россиян: очерки истории царской дипломатии и российской диаспоры в Японии. М.: ИВ РАН; Крафт+, 2004. 351 с.
- Подлесская, Вера Исааковна (1953), д. филол. н. (1994)[176]
  - Вопросы лексической и синтаксической семантики: (Анафора в современном японском языке). М.: Наука, 1990. 136 с.
  - Сложное предложение в современном японском языке: (Материалы к типологии полипредикативности). М., 1993. 177 с.
  - Алпатов В. М., Аркадьев П. М., Подлесская В. И. Теоретическая грамматика японского языка. В 2 кн. М.: Наталис, 2008. Т. 1. 560 с. Т. 2. 464 с.
- Подпалова, Галина Ивановна (1904—1994), д. и. н. (1984)[177]
  - Крестьянское петиционное движение в Японии во второй половине XVII-начале XVIII в. М.: ИВЛ, 1960. 278 с.
  - Социалистическая партия Японии: (1945—1972). М.: Наука, 1975. 327 с.
  - Правая социал-демократия Японии (Партия демократического социализма. История, идеология, политика. 1960—1980). М.: Наука. 1981. 179 с.
- Позднеев, Дмитрий Матвеевич (1865—1937)[178]
  - Япония: Географо-статистический очерк. Владивосток, 1906. 154 с.
  - Япония: (Военно-экономическое описание). М.: РККА, 1924. 273 с.
  - Япония: (Страна, население, история, политика). М.: Воениздат, 1925. 351 с.
  - Китай и Япония. Л.: Губпрофсовет, 1926. 63 с.
- Поздняков, Игорь Георгиевич (1931—1974), к. и. н. (1963)[179]
  - Роль кэнти в закрепощении японского крестьянства во второй половине XVI в. // Учёные записки Института востоковедения. Т. 23. Япония: (Вопросы истории). М., 1959. С. 67-93.
- Поливанов, Евгений Дмитриевич (1891—1938),[180]
  - О русской транскрипции японских слов // Труды Японского отдела Имп. Общества востоковедения. Вып. 4. Пг., 1917. С. 15-36
  - Психофонетические наблюдения над японскими диалектами. I. Говор деревни Мие префектуры Нагасаки уезда Ниси-Соноки. II. Музыкальное ударение в говоре Киото. Пг., 1917. 113 с.
  - Плётнер О. В., Поливанов Е. Д. Грамматика японского разговорного языка. М., 1930. 45, 189 с. (Труды МИВ. Вып. 14)
  - Историко-фонетический очерк японского консонантизма. // УЗ Института языка и литературы РАНИОН. Т. 4. М., 1931. С. 147—188.
- Полищук, Алексей Владимирович
  - Экономические проблемы энергетической безопасности Японии. АД … к. э. н. М., 2011.
  - Новая энергетическая стратегия Японии: внимание на энергетическую безопасность — ЭКО, 2008. — № 12. — С. 138—157
- Полутов, Андрей Вадимович
  - Японская военно-морская разведка и её деятельность против России накануне русско-японской войны 1904—1905 гг. АД … к. и. н. Владивосток, 2011.
- Полякова, Ксения Владимировна
  - Становление семиотической системы американского комикса и японского манга. АД … к. филол. н. СПб., 2004.
- Попов, Вадим Алексеевич (1920—2006), д. и. н. (1989)[181]
  - Земельная реформа и аграрные отношения в Японии после второй мировой войны. М.: Соцэкгиз, 1959. 211 с.
  - Крестьянское движение в Японии после второй мировой войны. М.: ИВЛ, 1961. 185 с.
  - Развитие капитализма в сельском хозяйстве Японии. М.: Наука, 1970. 163 с.
  - Формирование социально-экономической структуры японской деревни. М.: Наука, 1987. 187 с.
- Попов, Константин Алексеевич (1903/04-1990), д. филол. н. (1971)[182]
  - Япония. Очерк развития национальной культуры и географической мысли. М., 1964.
  - Идзумо-фудоки: (733 г.). / Пер., предисл. и комм. К. А. Попова. М.: Наука (ГРВЛ). 1966. 224 с. 800 экз. (Серия «Памятники письменности Востока». Вып. XIII)
  - Древние фудоки. (Хитати, Харима, Бунго, Хидзэн). / Пер., предисл. и комм. К. А. Попова. М.: Наука (ГРВЛ), 1969. 339 с. 1200 экз. (Серия «Памятники письменности Востока». Вып. 28).
  - Конституция Сётоку: (604 г.) // Народы Азии и Африки. 1980. № 1. С. 127—136
  - Законодательные акты средневековой Японии. / Пер. с яп. М.: Наука, 1984. 107 с.
  - Свод законов Тайхорё (702—718 гг.). / Вступ. ст., пер. и комм. К. А. Попова. [В 2 т.] М.: Наука (ГРВЛ), 1985.
    - [Т. 1.] I—XV законы.
    - [Т. 2.] XVI—XXX законы.

  - Свод законов «Тайхо рицурё». 702—718 г. Рицу (Уголовный кодекс). / Вступ. ст., пер. и комм. К. А. Попова. М.: Наука, 1989. 110 с.
- Попов, Константин Михайлович (1900—1982), д. э. н. (1943)[183]
  - Япония: (Очерки географии и экономики). М.-Л.: Соцэкгиз, 1931. 447 с.
  - Технико-экономическая база Японии. Ч. 1. М.-Л.: Соцэкгиз, 1934. 230 с.
    - То же. Ч. 2. Фергана, 1943, как ч. 2 неопубликованной докторской диссертации.

  - Экономика Японии. М.: Соцэкгиз, 1936. 551 с.
  - Тихоокеанский театр военных действий. Ташкент: Госиздат УзССР, 1942. 149 с.
  - Минеральные ресурсы Японии. М.: Госиздат, 1949. 94 с.
  - Экономика Японии в годы второй мировой войны // Треварта Г. Япония. М., 1949. С. 491—602.
  - Япония: (Очерки развития национальной культуры и научной мысли). М.: Мысль, 1964. 639 с.
- Попов, Николай Михайлович
  - Япония и Китай в 1899 г. // Вестник Европы. 1900. Июль. С. 216—224;
  - Японские письма. СПб., 1913;
  - Летопись Востока: (Очерк современной жизни). 1. Страны Востока в декабре 1913 г. // Морской сборник. 1914. № 1. С. 157—175;
  - К истории гражданской войны в России: Японско-китайские секретные военные конвенции 1918 г. // Военная мысль и революция. 1923. Кн. 4. С. 50-63;
  - Японские и английские планы железнодорожного строительства в Китае // НВ. 1924. № 6. С. 191—195;
  - К вопросу о методе изучения каллиграфии и живописи Дальнего Востока // Восточный сборник: Литература и искусство. М., 1924. Вып. 1. С. 224—250;
  - Изучение в Японии Маньчжурии, Монголии и Советского Дальнего Востока // СА. 1925. № 5/6. С. 137—141;
  - Китай: Экономическое описание. М., 1925;
  - Реформа китайского языка: (Ху Ши) // Запад и Восток. 1926. Кн. 1/2. С. 110—114; К вопросу о количестве крестьянских дворов в Китае // НВ. 1927. № 18. С. 91-100;
  - Пособие по китайской транскрипции. М., 1928 (в соавторстве с Е. Д. Поливановым);
  - Несколько замечаний по поводу толкований шести законов китайской живописи: Предварительное сообщение // УЗ НИИЭНКНВ. 1930. Т. 2. С. 53-71.
- Поспелов, Борис Васильевич (1923—1995), д. и. н. (1979)[184]
  - Японский реалистический роман 1906—1910 гг.: (Произведения Самадзаки (sic) Тосона «Нарушение завета», «Весна», «Семья»). АД … к. филол. н. М., 1954.
  - Очерки философии и социологии современной Японии. М.: Наука, 1974. 302 с.
  - Японская общественно-политическая мысль и маоизм (Критика антимарксистских концепций сущности маоизма). М.: Наука, 1975. 224 с.
  - Маоизм и мировое революционное движение: (Некоторые вопросы критики маоистской концепции мирового революционного процесса). М.: Наука, 1979. 197 с.
  - Идеологические течения современной Японии: (Критический анализ). М.: Наука, 1988. 304 с.
  - Отношения Японии со странами АТР. М.: Наука, 1993. 287 с.
- Прасол, Александр Фёдорович (1952), к. филол. н. (1979), д. и. н. (2005)[185]
  - Прасол А. Ф., Чан Су Бу. Учебник разговорного японского языка для старших курсов. Владивосток: ДВГУ, 1984. 172 с.
  - Прасол А. Ф. Заключительные модально-экспрессивные частицы в японской речи. Владивосток: ДВГУ, 1988,1999. 170 с.
  - Прасол А. Ф. Становление образования в Японии (VIII—XIX вв.) Владивосток: Дальнаука, 2001. 391 с.
  - Прасол А. Ф. Японское образование в эпоху Мэйдзи: (1868—1912). Владивосток: Дальнаука, 2002. 354 с.
  - Александр Прасол. Япония. Лики времени: менталитет и традиции в современном интерьере. М.: Наталис, 2008. 359 с.
  - Alexander Prasol. Modern Japan: Origins of the Mind. Japanese Traditions and Approached in Contemporary Life. Singapore: World Scientific, 2010. 352 p.
  - Александр Прасол. От Эдо до Токио и обратно. Культура, быт и традиции в эпоху Токугава. М.: Астрель-Корпус, 2012. 512 с.
  - Прасол А. Ф. История японского образования. Саарбрюкен: Палмариум академик, 2014. 600 с.
  - Прасол А. Ф. Эксперт. Японский язык в моделях. М.: Восточная книга, 2014. 416 с.
  - Александр Прасол. Объединение Японии. Ода Нобунага. М.: Восточная книга, 2015. 431 с.
  - Александр Прасол. Объединение Японии. Тоётоми Хидэёси. М.: Восточная книга, 2016. 458 с.
  - Александр Прасол. Объединение Японии. Токугава Иэясу. М.: Восточная книга, 2017. 496 с.
  - Александр Прасол. Сёгуна Токугава. Династия в лицах. М.: Восточная книга, 2018. 448 с.
  - Прасол А. Ф. Япония в 14 веке. Хроники власти. М.: Восточная книга, 2020. 253 с.
- Преображенский, Константин Георгиевич (1953), советский шпион
  - Спортивное кимоно (Очерки о спорте в Японии). М.: Физкультура и спорт, 1985. 125 с.
  - Как стать японцем. М.: Молодая гвардия, 1989. 284 с.
  - Неизвестная Япония. М.: Япония сегодня, 1993. 285 с.
  - КГБ в Японии. Шпион, который любил Токио. М.: Центрполиграф, 2000. 455 с. (Секретная папка)
- Пронников, Владимир Алексеевич
  - Пронников В. А., Ладанов И. Д. Японцы: Этнографические очерки. М.: Наука (ГРВЛ), 1983. 271 с.
    - Японцы: Этнопсихологические очерки. 2-е изд., испр. М.: Наука, 1985. 348 с.
    - 3-е изд., испр. и доп. М.: ВиМ, 1996. 399 с.

  - Икэбана, или Вселенная, запечатлённая в цветке. М.: Наука, 1985. 175 с.
  - Пронников В. А., Ладанов И. Д. Управление персоналом в Японии: Очерки. М.: Наука, 1989. 205 с.
    - 2-е изд., испр. М.: Фонд им. И. Д. Сытина, 2003. 317 с.

  - Ладанов И. Д., Пронников В. А. Совершенствование управления экономикой на основе японской модели менеджмента. М.: Информэлектро, 1990. 143 с.
  - Пронников В. А., Ладанов И. Д. Язык мимики и жестов. М.: Сполохи, 1998. 216 с.
- Прохожев, Алексей Александрович (1932), д. э. н. (1974)[186]
  - Горфан К. Л., Модин А. А., Прохожев А. А. Применение ЭВМ в управлении: (Опыт Японии). М.: Экономика, 1972. 104 с.
  - Организация управления экономикой и государством в Японии. М.: Наука, 1977. 188 с.
- Пряхина, Людмила Викторовна (1947), к. филол. н. (1984)[187]
  - Типы предложений в современном японском языке: (Односоставные предложения). Владивосток: ДВГУ, 1994. 136 с.
  - Очерки практической грамматики японского языка. М.: Муравей, 2002. 164 с.
- Пузыня, Николай Николаевич, к. и. н. (2003)
  - Япония и Новая Зеландия: становление новой системы взаимоотношений (70-80-е гг. XX века). Иркутск: РИОН НЦ РВХ ВСНЦ СО РАМН, 2005. 207 с.
  - Япония и Австралия: формирование многостороннего взаимовыгодного партнёрства (50-80-е годы XX века). Иркутск: Оттиск, 2011. 187 с.
- Пуиг Порталь Баир Элоевич
  - Эволюция идеологии нитирэнизма: от истоков до современного состояния. АД … к. филос. н. Чита, 2007.
- Пустовойт, Евгений Валерьевич
  - Социально-политическое развитие королевства Рюкю в XVII—XIX вв. АД … к. и. н. Владивосток, 2011.

## Р
- Радуль-Затуловский, Яков Борисович (1903—1987), д. филос. н. (1942)[188]
  - Конфуцианство и его распространение в Японии. М.-Л.: Изд-во АН СССР, 1947. 452 с. (Труды Института востоковедения. Т. 47)
    - переизд.: М.: URSS, 2011.

  - Андо Сёэки — философ-материалист XVIII в. М.: ИВЛ, 1961. 212 с.
  - Из истории материалистических идей в Японии в XVII-первой половине XIX в. М.: Наука, 1972. 290 с.
  - Из истории общественной мысли Японии: 17-19 вв. М.,1990.
- Раевский, Александр Евгеньевич (1984 г.р.) к.психол.н. (2015)
  - Раевский А. Е. Я понял Японию. От драконов до покемонов. — М.: АСТ, 2023. — 368 с. — ISBN 978-5-17-145160-8.
- Раздорский, Алексей Иванович (1952 г.р.) к.филол.н. (1981) Национально-культурные особенности коммуникации в японском устном диалоге. М., 1981.
- Раздорская, Наталья Васильевна (1956) к.педагог.н. (2007). Особенности обучения японскому языку студентов-международников (на основе общественно-политических текстов), автор учебников «Япония в современном мире» М:МГИМО, 2017, 359(2)с. https://elibrary.ru/item.asp?id=29803682; Раздорская Н. В. — Японский язык. Уч. Пособие для продолжающих «Современное японское общество»// Лихолетова О. Р., Раздорская Н. В.- М.: «МГИМО — Университет», 2015. — 37,32/18,6 п.л.
- Рамзес, Вадим Борисович (1933—2008), д. э. н. (1977)[189]
  - Мелкие и средние предприятия в послевоенной Японии. М.: Наука, 1965. 173 с.
  - Социально-экономическая роль сферы услуг в современной Японии. М.: Наука, 1975. 382 с.
  - Личное потребление в Японии. М.: Наука, 1985. 288 с.
- Рассошенко, Татьяна Александровна (1947), к. и. н. (1978)[190]
  - Семья и семейная система в политике и идеологии Японии. АД … к. и. н. М., 1978.
- Редько (Добровольская), Татьяна Ильинична (1951), к. филол. н. (1978), переводчик[191]
  - Творчество Ихара Сайкаку: (К вопросу о новаторстве в японской литературе XVII в.). М.: Наука, 1980. 174 с.
- Рехо, Ким (Ким Ле Чун) (1928), д. филол. н. (1974), академик РАЕН (1995)[192]
  - М. Горький и японская литература. М.: Наука, 1965. 162 с.
  - Современный японский роман. М.: Наука, 1977. 304 с.
  - Русская классика и японская литература. М.: Худож. лит., 1987. 352 с.
- Родов, Борис Владимирович (1901—1967), к. и. н. (1947)[193]
  - Роль США и Японии в подготовке и развязывании войны на Тихом океане: (1938—1941). М.: Госполитиздат, 1951. 199 с.
- Рожецкин, Александр Михайлович, дипломат
  - автор русско-японских словарей
- Розанов, Олег Николаевич
  - Япония: история в наградах. М.: Росспэн, 2001. 126 с.
  - Япония: награды и политика. М.: Росспэн, 2007. 262 с.
- Романов, Алексей Николаевич (1922), к. и. н. (1957)[194]
  - Коммунистическая партия Японии в борьбе против милитаризма // Коммунист. 1958. № 15. С. 110—123
  - Создание Коммунистической партии Японии и первый этап её деятельности // Октябрь и Япония. М., 1968. С. 43-51
- Романова, Ирина Андреевна (1957), к. и. н. (1988)[195]
  - Изучение общественного мнения в Японии по вопросам внешней политики // История и культура Восточной и Юго-Восточной Азии. Ч. 2. М., 1986. С. 395—419.
- Росин, Виктор Яковлевич (1958), к. э. н. (1984)[196]
  - Национальное богатство Японии и тенденции развития основного капитала. АД … к. э. н. М., 1984.
  - Государственная собственность в Японии. М.: ИНИОН, 1986. 49 с.
- Румак, Юлия Сергеевна
  - Факторы формирования гендерных образов в культуре Японии. АД … к. культур. Саратов, 2010.
- Рыбин, Виктор Викторович (1948), к. филол. н. (1986)[197]
  - Слог в японском языке. АД … к. филол. н. Л., 1986.
  - Касевич В. Б., Рыбин В. В., Шабельникова Е. М. Ударение и тон в языке и речевой деятельности. Л.: ЛГУ, 1990. 248 с.
  - Витушкин Л. Ф., Витушкина Н. К., Рыбин В. В. Краткий японско-русский словарь: Для переводчиков научно-технической литературы: Ок. 8000 слов. СПб.: Петербургское Востоковедение, 1997. 381 с.

## С
- Саблина, Элеонора Борисовна (1947), к. и. н. (2000)[198]
  - Православная церковь в Японии в конце XIX—XX в. и её основатель святитель Николай. АД … к. и. н. М., 2000.
  - Русско-японский, японско-русский церковно-религиозный справочник. М.-Токио, 1997. 67 с.
- Савельев, Игорь Ростиславович, к. и. н. (1995)
  - Японцы за океаном. История японской эмиграции в Северную и Южную Америку. СПб.: Петербургское Востоковедение, 1997. 211 с. (Orientalia)
- Савилов, Евгений Дмитриевич
  - Марево теней: взгляд дилетанта на танка. М.: Наталис, 2006. 127 с. (Серия «Восточная коллекция»)
  - Классическая японская поэзия: взгляд дилетанта. М.: Наталис, 2007. 319 с. (Серия «Восточная коллекция»)
  - Дзэн-буддизм и классическая японская поэзия: взгляд дилетанта на старую проблему. М.: Наталис, 2009. 350 с. (Серия «Восточная коллекция»)
- Савин, Александр Сергеевич, д. и. н. (1977)
  - Японский милитаризм в период второй мировой войны, 1939—1945 гг. М.: Наука (ГРВЛ), 1979. 239 с.
- Савинцева, Марина Игоревна
  - Правовые основы современной журналистики и информационного общества в Японии. М.: МедиаМир, 2006. 262 с.
  - Конституционно-правовые проблемы регулирования информационных отношений в Японии: история и современность. АД … к. ю. н. М., 2007
  - Старостина И. А., Савинцева М. И. Конституционный референдум в Японии: учебное пособие. М.: МедиаМир, 2010. 106 с.
- Сагоян, Карина Павловна
  - Внешняя политика Японии конца XX — начала XXI века: глобальные и региональные аспекты. АД … к. полит. н. М., 2006.
- Садокова, Анастасия Рюриковна (1962), д. филол. н. (2000)[199]
  - Японская календарная поэзия. М.: Наследие, 1993. 160 с.
  - Японский фольклор: (В контексте мифолого-религиозных представлений). М.: ИМЛИ, 2001.
  - Айны и рюкюсцы: народные верования, фольклор и мифология: материалы к лекционному курсу. М.: ИМЛИ, 2009. 173 с.
  - редактор: Японская любовная лирика. / Сост. А. Садокова. М.: Эксмо-пресс, 1999. 333 с.
- Самарин, Игорь Анатольевич
  - Гарды: каталог коллекций музеев Сахалинской области. Южно-Сахалинск: Сахалинский областной краеведческий музей, 2004. 52 с.
  - Сталь и бетон Карафуто: долговременные огневые точки в системе японской обороны Южного Сахалина в годы второй мировой войны. Южно-Сахалинск: Сахалинское книжное издательство, 2007. 79 с.
- Санина, Ксения Геннадьевна, к. филол. н. (2004)
  - На перепутье двух миров: кросскультурные связи в литературе японского неоромантизма. Владивосток: Издательство Дальневосточного ун-та, 2006. 237 с.
- Санович, Виктор Соломонович, переводчик
  - Сто стихотворений ста поэтов. Старинный изборник яп. поэзии 7-13 вв., сост. Фудзивара-но Тэйка в 1235 г. / Пер. В. С. Сановича. М.: Книга, 1990.
    - переизд. (Серия «Японская классическая библиотека»). СПб.: Шар, 1994. = СПб.: Летний сад-Нева. 1998. 1999.

  - Басё. «…Любуясь прекрасным, я жил, как хотел» (Путевые дневники, избранная проза, письма, размышления об искусстве). / Пер. В. С. Сановича. СПб.: Гиперион. 2000. (Серия «Японская классическая библиотека». Вып. 14).
- Сапожников, Борис Григорьевич (1907—1986), д. и. н. (1960), основные работы о Китае[200]
  - Японо-китайская война и колониальная политика Японии в Китае (1937—1941). М.: Наука (ГРВЛ), 1970. 227 с.
  - Китайский фронт во Второй мировой войне. М.: Наука, 1971. 229 с.
  - Можейко И. В., Сапожников Б. Г. Борьба народов Юго-Восточной Азии против японской агрессии во время второй мировой войны. М.: Наука, 1985. 52 с.
- Сапрыкин, Дмитрий Анатольевич
  - Эволюция местного самоуправления Японии в XIX—XXI вв. АД … к. и. н. М., 2012.
- Саркисов, Константин Оганесович (1942), к. и. н. (1974)[201]
  - Япония и Организация Объединённых Наций. М.: Наука, 1975. 256 с.
  - Демократия в Японии: Опыт и уроки. М.,1991
  - «Путь к Цусиме». По неопубликованным письмам вице-адмирала З. П. Рожественского. «Аврора». Спб., 2010.
- Сафронов, Вячеслав Петрович
  - Советско-американские отношения и проблема борьбы против японской агрессии. АД … к. и. н. М., 1990.
  - СССР, США и японская агрессия на Дальнем Востоке и Тихом океане. 1931—1945 гг. М., ИРИ РАН, 2001. 452 с.
  - СССР — США — Япония в годы «холодной войны». 1945—1960 гг. М.: ИРИ РАН, 2003. 421 с.
  - Москва — Токио: политика и дипломатия Кремля, 1921—1931: сборник документов: в 2 кн. / Сост. В. П. Сафронов и др. М.: Наука, 2007.
- Сахарова, Евгения Борисовна (1975), к. и. н. (2002)[202]
  - Административно-территориальное управление древнеяпонского государства в VIII в.: (Отношения между центром и периферией). АД … к. и. н. М., 2002.
  - «Кадэн». Жизнеописание рода Фудзивара. // Orientalia et Classica. Труды ИВКА РГГУ. Вып. VII. Политическая культура древней Японии. М., 2006. С. 182—255.
- Светлов В. — см. Майский И. М.
- Светлов (Комаровский), Георгий Евгеньевич (1933—2004), к. и. н. (1959), диссертация о Филиппинах[203]
  - Комаровский Г. Е. Пять тысяч будд Энку. М.: Искусство, 1968. 61, 31 с.
  - Светлов Г. Е. Путь богов: Синто в истории Японии. М.: Мысль, 1985. 240 с.
  - Колыбель японской цивилизации: Нара. История. Религия. Культура. М.: Искусство, 1994. 270 с.
  - Записки япониста. М.: Серебряные нити, 2005. 342 с.
- Свиридов, Георгий Георгиевич (1948—1997), к. филол. н. (1979)[204]
  - Японская средневековая проза сэцува: (Структура и образ). М.: Наука, 1981. 232 с.
  - Японские писатели о стране Советов. / Сост., послесл. и прим. Г. Свиридова. Л.: Лениздат, 1987.
  - Стихи японских императоров. / В пер. Г. Свиридова. СПб.: Знамение, 1999. 62 с.
- Седельников, Олег Сергеевич (1957), к. э. н. (1988)[205]
  - Государственное стимулирование развития индустриально-информационного комплекса в Японии. М., 1988. 17 с. (депонирована в ИНИОН)
  - Причины и предпосылки структурной перестройки экономики Японии. М., 1988. 24 с. (депонирована в ИНИОН)
- Селищев, Александр Сергеевич, д. э. н. (1995)
  - Японская экспансия: люди и идеи. Иркутск: Издательство Иркутского ун-та, 1993. 254 с.
  - Сравнительный анализ моделей экономического роста: (На примере стран Восточной Азии). АД … д. э. н. СПб., 1995.
- Сёмин, Анатолий Васильевич (1936), к. полит. н. (1994), д. и. н. (2009)[206]
  - Эволюция и проблемы японо-китайских отношений: (1972—1992). М.: ИДВ РАН, 1995. 118 с.
  - Внешнеполитические ориентиры Японии и Китай (90-е гг.). М.: ИДВ РАН, 2001. 176 с.
  - Японо-китайские отношения: состояние, проблемы и тенденции (конец XX-начало XXI века). М.: ИДВ РАН, 2008. 280 с.
- Сенаторов, Алексей Иванович (1927), к. и. н. (1971)[207]
  - Сэн Катаяма: (Научная биография). М.: Наука, 1988. 326 с.
  - Политические партии Японии: (Сравнительный анализ программ, организации и парламентской деятельности, 1945—1992). М.: Наука, 1995. 352 с.
  - Очерки административной реформы в Японии. М.: ИДВ РАН, 2004. 183 с.
- Сенченко, Иван Андреевич (1929), д. и. н. (1966, история Сахалина)
  - Исследователи Сахалина и Курил. Сб. ст. / Сост. И. А. Сенченко. Южно-Сахалинск, 1961. 132 с.
  - Из истории формирования русско-японской границы. М.: Московский ун-т, 1994. 102 с.
  - История Сахалина и Курильских островов: к проблеме русско-японских отношений в XVII—XX веках. М.: Экслибрис-Пресс, 2005. 1003 с.
- Сердюк, Елена Анатольевна (1951), к. искусств. (1977), работы также об искусстве арабов Палестины[208]
  - Японская театральная гравюра XVII—XIX веков. М.: Искусство, 1990. 296 с.
- Сеферова, Марианна Владимировна
  - Современная печать Японии: Учебно-методическое пособие. М., 2000. 48 с.
  - Японская журналистика в XX столетии: Учебное пособие. М.: Издательство МГУ, 2001. 84 с.
  - Япония: учебное пособие по страноведению. М.: Фак. журн. МГУ, 2003. 153 с.
- Сидоров, Владимир Анатольевич, к. архит. (1986, жилище в городах России)
  - Жилище в Японии. Барнаул: Изд-во АГТУ им. И. И. Ползунова, 2001. 257 с.
  - Развитие архитектуры японского жилища канонического типа. Барнаул: Издательство Алтайского ГУ, 2009. 107 с.
- Сила-Новицкая, Татьяна Георгиевна (1949), к. и. н. (1991)[209]
  - Культ императора в Японии: мифы, история, доктрины, политика. М.: Наука, 1990. 204 с.
- Симонова-Гудзенко, Екатерина Кирилловна (1951), д. и. н. (2006)[210]
  - Деопик Д. В., Симонова-Гудзенко Е. К. Методика различия легендарно-мифологической и реально-исторической частей генеалогического древа на материале японской хроники «Кодзики» // Математика в изучении средневековых повествовательных источников. М., 1986. С. 31-48.
  - История древней и средневековой Японии. М.: ИМО, 1989. 94 с.
  - Япония VII—IX веков. Формы описания пространства и их историческая интерпретация. М.: АСТ, 2005. 286 с. (Восток-Запад)
- Синицын, Александр Юрьевич (1962), к. и. н. (1989, работа о Бирме), научный сотрудник Кунсткамеры[211]
  - Оружие и боевое снаряжение японских самураев: Каталог коллекций МАЭ. СПб.: МАЭ РАН, 1999. 159 с.
  - Самураи — рыцари страны восходящего солнца: История. Традиции. Оружие. СПб.: Паритет, 2001. 350 с.
    - 2-е изд. 2007. 3-е изд. СПб.: Паритет, 2011. 350 с.
- Сисаури, Владислав Ираклиевич (1944), к. филол. н.
  - Церемониальная музыка Китая и Японии. СПб.: Филологический факультет СПбГУ; Издательство СПбГУ. 2008. 292 с. 600 экз.
  - Японский роман X—XII вв. СПб.: Филологический факультет СПбГУ, 2011. 247 с. (Азиатика)
  - переводы:
    - Повесть о дупле (Уцухо-моногатари). / Введ., пер. и прим. В. И. Сисаури. В 2 т. СПб.: Петербургское Востоковедение; М.: Наталис; Рипол Классик, 2004. 512, 512 с. 1500 экз. (Серия «Восточная коллекция»)
    - Повесть о Сагоромо. Повесть о Такамура. / Пер. В. И. Сисаури. М.: Наталис; Рипол классик, 2006. 446 с. (Серия «Восточная коллекция»)
    - Повесть о втором советнике Хамамацу (Хамамацу-тюнагон моногатари). Дворец в Мацура (Мацура-мия моногатари). / Пер. В. И. Сисаури. М.: Наталис, 2010. 364 с. (Восточная коллекция)
- Скворцова, Елена Львовна (1955), к. филос. н. (1982)[212]
  - Современная японская эстетика: (Философские очерки). М.: Институт искусствознания, 1996. 248 с.
  - Япония: философия красоты. М.: Новый Акрополь, 2010. 260 с. (Традиция, религия, культура)
- Скоров, Михаил Сергеевич, к. э. н. (1977)
  - Научно-технический прогресс и тяжёлая промышленность Японии. М.: Наука, 1980. 215 с.
- Скраливецкий, Евгений Борисович
  - Цуба: легенды на металле. СПб.: Атлант, 2006. 322 с. (Серия «Оружейная академия»)
- Славинский, Борис Николаевич (1935), к. техн. н. (1966)[213]
  - Внешняя политика СССР на Дальнем Востоке: (1945—1986). М.: Международные отношения, 1988. 336 с.
  - Советская оккупация Курильских островов (август-сентябрь 1945 г.): (Документальное исследование). М., 1993. 137 с.
  - Пакт о нейтралитете между СССР и Японией: (Дипломатическая история 1941—1945 гг.). М.: Новина, 1995. 336 с.
  - Ялтинская конференция и проблема «северных территорий»: (Современное документальное переосмысление). М.: Новина, 1996. 222 с.
- Сладковский, Михаил Иосифович, автор работ о Китае[214]
  - Китай и Япония. М.: Наука, 1971. 336 с.
- Смирнов, Лев Николаевич (1911—1986), юрист
  - Рагинский М. Ю., Розенблит С. Я., Смирнов Л. Н. Бактериологическая война — преступное орудие империалистической агрессии. (Хабаровский процесс японских военных преступников). М.: Издательство АН СССР, 1950. 136 с.
  - Смирнов Л. Н., Зайцев Е. Б. Суд в Токио. М.: Воениздат, 1978. 544 с.
    - 3-е изд. М.: Воениздат, 1985. 575 с.
- Совастеев, Виталий Владимирович (1947), д. и. н. (1995)[215]
  - Проблемы буржуазной революции Мэйдзи в японской историографии. Владивосток: ДВГУ, 1984. 190 с.
  - Политическая мысль Японии накануне переворота Мэйдзи. Владивосток: ДВГУ, 1995. 68 с.
  - История Японии. Герои и антигерои. Владивосток, 2002. 78 с.
  - Очерки истории Японии. От Токугава Иэясу до Хасимото Рютаро. Владивосток: Издательство Дальневосточного ун-та, 2008. 293 с.
  - Геополитика Японии с древнейших времён до наших дней: учебное пособие. Владивосток: Издательство Дальневосточного ун-та, 2009. 129 с.
- Соколов, Андрей Иванович (1950—1984), к. э. н. (1975)[216]
  - Высшая школа Японии и её реформа в 70-е гг. М.: ИНИОН, 1975. 46 с.
  - Япония: Экономика и образование. М.: Наука, 1982. 216 с.
- Соколов, Борис Михайлович (1901—1963), д. э. н. (1950)[217]
  - Империалистическая Япония. М.: Партиздат, 1932. 95 с.
    - Япония. 2-е изд., пер. Л.: Партиздат, 108 с.

  - Япония наших дней. М.: МОПР, 1932. 56 с.
  - Захватническая политика Японии. М.: Партиздат, 1933. 29 с.
  - Рыболовный вопрос в концессионных водах СССР // Тихий океан. 1936, № 2. С. 89-98.
- Соколова-Делюсина, Татьяна Львовна, переводчик
  - Ёкёку — классическая японская драма. / Пер. и комм. Т. Делюсиной, сост. и пред. Н. Анариной. М.: Наука (ГРВЛ), 1979. 343 с.
  - Мурасаки Сикибу. Повесть о Гэндзи. В 5 кн. / Пер. Т. Л. Соколовой-Делюсиной. М.: Наука (ГРВЛ); Вост. лит., 1991—1993. 330, 270, 304, 256, 192 с.
    - переизд.: (Серия «Японская классическая библиотека». Вып. XVII). СПб.: Гиперион. 2001. 752, 752 с. переизд.: СПб.: Гиперион, 2010.

  - Кобаяси Исса. Стихи и проза. / Пер. Т. Л. Соколовой-Делюсиной. (Серия «Японская классическая библиотека». Вып. VII). СПб.: Гиперион. 1998. 224 с.
  - Ёса Бусон. Стихи и проза. / Пер. Т. Л. Соколовой-Делюсиной. (Серия «Японская классическая библиотека». Вып. VIII). СПб.: Гиперион. 1998. 256 с.
  - Мацуо Басё. Избранная проза. (Серия «Японская классическая библиотека». Вып. XV). СПб.: Гиперион. 2000. 288 с.
  - Мацуо Басё. Стихи и проза. / Пер. А. А. Долина, Т. Л. Соколовой-Делюсиной. (Серия «Японская классическая библиотека». Вып. XX). СПб.: Гиперион. 2002. 352 с.
  - Идзуми Сикибу. Собрание стихотворений. Дневник. Пер. с яп. Т.Соколовой-Делюсиной. (Серия «Японская классическая библиотека». Вып. XXII). СПб.: Гиперион. 2004. 352 с.
  - Драгоценная нить: женская поэзия Японии. СПб.: Гиперион, 2011. 239 с.
  - Интервью
- Солдатова, Ольга Сергеевна
  - Японо-американские военно-политические отношения после окончания «холодной войны». АД … к. и. н. Нижний Новгород, 2011.
- Солнцев, Анатолий Вадимович (1958), к. филол. н. (1987)[218]
  - Аффиксы в современном японском языке. АД … к. филол. н. М., 1986.
- Соловьёв, Николай Петрович, к. филос. н. (1972)
  - Распространение марксистской философской мысли в Японии и критика антропологической концепции Мики Киёси. (Вторая половина 20-х годов). АД … к. филос. н. М., 1972.
  - Соловьёв Н. П., Михалёв А. А. Философские взгляды Мики Киёси и общественная мысль в Японии в конце 20-х — начале 30-х годов. М.: Наука (ГРВЛ), 1975. 158 с.
- Соловьёва, Елена Анатольевна
  - Догу: классификация и интерпретация. АД … к. и. н. Новосибирск, 2005.
- Сосновская, Елена Александровна
  - Этос японского общества. АД … к. филос. н. Новосибирск, 2006.
- Спальвин, Евгений Генрихович (1872—1933), профессор Дальневосточного университета[219]
  - Очерк основ языка и письменности японцев. Владивосток, 1900. 32 с.
  - Хрестоматия разговорного японского языка. Т. 1-2. Владивосток, 1903—1907.
  - Библиографические заметки по японоведению. Владивосток, 1909. 20 с.
  - Обзор политического устройства Японии в прошлом и настоящем. Вып. 1-2. Владивосток, 1910—1911.
  - Астон У. Дж. История японской литературы. / Пер. с англ. и вступ. ст. В. М. Мендрина, под ред. и с предисл. Е. Г. Спальвина. Владивосток, 1904. переизд.: М., 2012.
  - о нём: Первый профессиональный японовед России: опыт латвийско-российско-японского исследования жизни и деятельности Е. Г. Спальвина. / Сост. А. С. Дыбовский. Владивосток: Изд-во Дальневост. ун-та, 2007. 186 с.
- Спандарьян, Виктор Борисович, д. э. н. (1992)
  - Спандарьян В. Б., Спандарьян М. В. Автомобильная промышленность Японии. М.: Наука, 1989. 198 с.
  - Деловая Япония. М.: Мысль, 1991. 252 с.
  - Реформа внешнеэкономической деятельности и проблемы экономических связей России с Японией и США (80-е — начало 90-х годов). АД … д. э. н. М., 1992.
- Спандарьян, Марина Викторовна
  - см. выше
  - Организация и управление производственно-сбытовой деятельностью крупнейших автомобилестроительных компаниях Японии. АД … к. э. н. М., 1985.
- Спеваковский, Александр Борисович (1947), к. и. н. (1981, об эвенах)[220]
  - Самураи — военное сословие Японии. М.: Наука, 1981. 169 с.
  - Кнорозов Ю. В., Спеваковский А. Б., Таксами Ч. М. Пиктографические надписи айнов // Полевые исследования Института этнографии. 1980—1983. М., 1984. С. 226—233
  - Религия синто и войны. Л.: Лениздат, 1987. 112 с.
  - Духи, оборотни, демоны и божества айнов: (Религиозные воззрения в традиционном айнском обществе). М.: Наука, 1988. 208 с.
- Спиридонов, Глеб Борисович
  - Изображение мифических животных в художественной резьбе синтоистских храмов XVII века: На примере храма Тосё-гу. АД … к. искусств. СПб., 2003.
- Спицына, Ксения Андреевна, к. э. н. (2002)
  - Главные руководители японских компаний: практика работы. М.: Финансы и статистика, 1999. 159 с.
- Ставинский, Евгений Наумович
  - Анализ особенностей японских журналов по химии и химической технологии для разработки эффективной методики их библиографирования: (К вопр. о создании путеводителей по яп. период. и продолжающимся изд. по естеств. и техн. наукам). Л.: БАН, 1991. 49 с.
  - Особенности японских журналов по химии и химической технологии и проблемы их библиографирования. АД … к. п. н. СПб., 1994.
- Стадниченко, Алексей Иванович (1902—1986), к. геогр. н. (1949)[221]
  - Стадниченко А., Ячменёв А. Японская деревня. М.: МАИ, 1934. 54 с.
  - Как живут крестьяне Японии. М.: Сельхозгиз, 1937. 85 с.
  - Валютный кризис капитализма. М.: Международные отношения, 1970. 232 с.
- Стапран, Дмитрий Андреевич
  - Япония и Латинская Америка, взаимосвязь экономики и политики. АД … к. и. н. М., 2003.
- Стапран, Наталья Валерьевна
  - Роль Японии и Австралии в реализации американской стратегии безопасности в АТР: 1945—2004 гг. АД … к. и. н. М., 2004.
- Старовойтов, Евгений Анатольевич (1934), к. э. н. (1976)[222]
  - Управление крупнейшими металлургическими компаниями Японии. М.: Наука, 1980. 152 с.
- Старостин, Сергей Анатольевич (1953—2005), д. филол. н. (1992), член-корр. РАН (1997)[223]
  - Алтайская проблема и происхождение японского языка. М.: Наука, 1991. 298 с.
- Степанова, Наталья Сергеевна
  - Информационное противоборство между Японией и КНДР: политологические аспекты. АД … к. полит. н. М., 2010.
- Столяров, Юрий Сергеевич (1945), к. э. н. (1972)[224]
  - Валютные проблемы современной Японии. М.: Наука, 1974. 168 с.
- Стрельцов, Дмитрий Викторович, д. и. н.
  - Современный японский парламент. М.: Вост. лит., 1994. 197 с.
  - Система государственного управления Японии в послевоенный период. М.: МАКС Пресс, 2002. 303 с.
  - Япония как «зелёная сверхдержава». М.: МГИМО, 2012. 211 с.
  - Япония: Политическая модернизация эпохи Хэйсэй. М., АЙРО-XXI, 2013. 296 с.
  - Внешнеполитические приоритеты Японии в АТР. М., Издательская фирма Восточная литература РАН, 2015. 280 с.
- Стрижак, Леон Абрамович (1927), преподаватель ИСАА[225]
  - автор учебников японского языка (совместно с А. Г. Рябкиным)
  - Стрижак Л. А., Стругова Е. В. Учебник японского языка для начинающих; Учебник японского языка для продолжающих. М.: Издательский центр ИСАА при МГУ, 1999.
- Стрижова, Ирина Борисовна
  - Генезис российской политики в отношении Японии в XVIII — начале XIX века. АД … к. и. н. Саранск, 2003.
- Строева, Мария Васильевна
  - Петербургский договор 1875 г. и его роль в истории русско-японских отношений XIX в. АД … к. и. н. СПб., 2010.
- Стругацкий, Аркадий Натанович (1925—1991), писатель, переводчик
  - Сказание о Ёсицунэ [Ёсицунэ моногатари]. / Пер. А.Стругацкого. М., ХЛ. 1984.
    - 2-е изд. СПб.: Евразия, 2000. 317 с.
- Стругова, Елена Викторовна
  - автор учебников и переводчик тетралогии Юкио Мисима «Море изобилия»
- Сулейменова, Аида Мусульевна
  - Эволюция творчества Ёсано Акико в контексте развития японской романтической поэзии. АД … к. филол. н. М., 2004.
- Суровень, Дмитрий Александрович, к. и. н.
  - Становление ранней государственности в Японии. АД … к. и. н. СПб., 1996.
  - Япония в периоды Яматай и Ямато (I—VII веков): Сборник научных трудов по истории. 1995—2012 (электронный сборник)
  - О нём
- Суслов, Денис Владимирович
  - Японские прямые инвестиции в странах Восточной Азии. АД … к. э. н. Хабаровск, 2003.
- Сутягина, Маргарита Васильевна (1932), к. э. н. (1973)[226]
  - Мицубиси. М.: Наука, 1973. 176 с.
  - Группа «Сумитомо». М.: Наука, 1979. 160 с.
- Сухоручкина, Ирина Николаевна
  - Системы информационного обеспечения управления инновационными процессами в японских промышленных компаниях. АД … к. техн. н. М., 2005.
- Сырицын, Игорь Михайлович (1921—1996), к. и. н. (1954)[227]
  - Борьба японских трудящихся против войны и фашизма (1935—1937 гг.). М.: Наука, 1960. 107 с.
  - Главы по Японии в т. 3 «Истории Востока» (М., 1999).
- Сыромятников, Николай Александрович (1911—1984), д. филол. н. (1979)[228]
  - Немзер Л. А., Сыромятников Н. А. Японско-русский словарь: (34 000 слов). М.: ГИИНС, 1951. 887 с.
    - 2-е изд. 1960. 887 с. 3-е изд. 1965. 881 с.

  - Становление новояпонского языка. М.: Наука, 1965. 305 с.
  - Совместно с соавторами. Большой японо-русский словарь. В 2 т. М.: Советская энциклопедия, 1970. Т.1. А-Р. 807 с. Т.2. С-Я. 919 с.
  - Система времён в новояпонском языке. М.: Наука, 1971. 336 с.
  - Древнеяпонский язык. М.: Наука, 1972. 176 с. (Серия «Языки народов Азии и Африки»)
    - 2-е изд. 1981. 148 с. 3-е изд. М.: Вост. лит., 2002. 176 с.

  - Развитие новояпонского языка. М.: Наука, 1978. 304 с.
  - Классический японский язык. М., 1983. 152 с. (Серия «Языки народов Азии и Африки»).
    - 2-е изд. М.: Вост. лит., 2002. 152 с.

  - Об урало-алтайском слое древнеяпонского языка // Народы Азии и Африки. 1967. № 2. С. 117—132
  - О лексике, общей у японского языка с индонезийскими и тагальскими языками // Вопросы японской филологии. Вып. 1. М., 1970. С. 109—119
- Сысоева, Елена Анатольевна
  - Сахалин и Курильские острова в русско-японских отношениях 1855—1875 гг.: От Симодского трактата до Петербургского договора. АД … к. и. н. Владимир, 2004.

## Т
- Тайгин И. — см. Майский И. М.
- Тамгинский И. — см. Коваленко И. И.
- Тамура Айка
  - Японская иммиграция на Российский Дальний Восток во второй половине XIX-первой трети XX в.: по источникам и литературе на японском языке. АД … к. и. н. Владивосток, 2007.
- Татевосян, Эдуард Григорьевич
  - Смена модели экономического роста в Японии во второй половине 1980-х-1990-е гг. АД … к. э. н. М., 2006.
- Те, Илья Борисович
  - Проблемы назначения, исполнения смертной казни и других видов уголовного наказания по законодательству современной Японии. АД … к. ю. н. Владивосток, 2005.
- Тен, Алина
  - Поэтические образы луны и звёзд в японской классической литературе VIII—X вв. АД … к. филол. н. М., 2009.
- Терещенко, Юлия Валерьевна
  - Особенности привлечения иностранного капитала в экономику Японии. АД … к. э. н. М., 2007.
- Тимонина, Ирина Львовна (1955), д. э. н. (1999)[229]
  - Япония: Экономика и окружающая среда. М.: Наука, 1988. 152 с.
  - Япония: опыт регионального развития. М.: Наука, 1992. 127 с.
  - Япония: региональная экономика и политика. М.: ИВ РАН, 2002. 378 с.
- Тихоцкая, Ирина Сергеевна (1952), к. э. н. (1981)[230]
  - Сырьевые проблемы современной Японии. М.: Наука, 1987. 175 с.
  - Япония: (Проблемы утилизации отходов). М.: Наука, 1992. 102 с.
  - Налоговая система Японии. М., 1995. 139 с.
  - Социально-экономическая география Японии. Жизненный цикл японцев. М.: Изд-во МГУ, 2003. 122 с.
  - Социально-экономическая география Японии: учебное пособие для студентов вузов / Под ред. И. С. Тихоцкой / Ачкасова Т. А., Мещеряков А. Н., Мостовая А. С., Петрова А. А., Петрова Е. Г., Саркисов К. О., Суслов Д. В., Симонова-Гудзенко Е. К., Тархов С. А., Тихоцкая И. С., Акимова В. В., Варюшин П. С., Меркушева О.А. М.: Издательство Аспект Пресс, 2016. 528 с.
- Ткаченко, Борис Иванович, к. э. н.
  - Курильская проблема: история, право, политика и экономика. Владивосток: Морской ГУ им. Г. И. Невельского, 2009. 311 с.
  - О нём
- Толкачёв, Пётр Феоктистович (1923—1989), к. филол. н. (1970)[231]
  - «Сайики-моногатари». Лексика памятника японского научного языка XVIII в.: (С приложением перевода и комментария). Дисс. … к. филол. н. М., 1970.
- Толстогузов, Александр Анатольевич (1952), к. и. н. (1981)[232]
  - История рабочего движения на Хоккайдо. АД … к. и. н. М., 1981.
  - Очерки истории Японии, VII—XIV вв.: Становление феодализма. М.: Вост. лит., 1995. 331 с.
  - Разделы по Японии в т. 2 «Истории Востока» (М., 1995)
  - Японская историческая наука: очерки истории: проблемы изучения средних веков и феодализма. М.: Вост. лит. 2005. 566 с. 500 экз.
- Толстогузов, Сергей Анатольевич
  - Сёгунат Токугава в первой половине XIX в. и реформы годов Тэмпо. М., 1999. 180 с.
  - Антикризисная политика сёгуната Токугава в Японии в период Тэмпо. АД … к. и. н. Владивосток, 2012.
- Топеха, Пётр Павлович (1905—1985), д. и. н. (1973)[233]
  - Жданов М., Топеха П. Японский материализм в Маньчжурии. М.: Молодая гвардия, 1931. 79 с.
  - Японский пролетариат в борьбе против империалистической войны. М.: Партиздат, 1932. 62 с.
  - Антинародная политика правых лидеров японской социалистической партии: (1945—1951). М.: Издательство АН СССР, 1954. 243 с.
  - Вопросы единства профсоюзного движения в современной Японии. М.: Наука, 1964. 164 с.
  - Рабочее движение в Японии (1945—1971 гг.). М.: Наука, 1973. 360 с.
- Торопыгина, Мария Владимировна, к. филол. н.
  - «Повесть о Ёсицунэ» и её роль в японской средневековой литературе. АКД. Л., 1988.
  - Отоги-дзоси, Гэндзи-обезьяна (японские рассказы XIV—XVI вв.). / Пер. М. В. Торопыгиной. СПб.: Академический проект, 1994.
  - Торикаэбая моногатари, или Путаница. Пер. с яп., вступ. ст. М. Торопыгиной. (Серия «Японская классическая библиотека». Вып. XXI). СПб.: Гиперион. 2003. 352 с.
  - Месть Акимити. Средневековые японские рассказы. / Пер., вступ. ст. и комм. М. Торопыгиной. (Серия «Японская классическая библиотека». Вып. XXIII) СПб.: Гиперион. 2007. 464 с.
  - Японский средневековый рассказ (отоги-дзоси). М.: РГГУ, 2011. 454 с. (Orientalia et Classica. Вып. 36)
- Тропин, Владимир Иванович (1925), проректор МГУ
  - Встреча длиною в тридцать лет. Дайсаку Икеда и Россия. М.: Изд-во МГУ, 2009. 406 с.
- Троякова, Тамара Гавриловна (1948), к. и. н. (1978)[234]
  - Эволюция американской политики в отношении Японии: (1945—1952). М., 1982. 150 с. (депонирована в ИНИОН)
  - Экономическое развитие стран АТР. Справочно-аналитическое издание. Владивосток: ДВГУ, 1999. 264 с.
- Трубникова, Надежда Николаевна (1970), к. филос. н. (1998)
  - «Различение учений» в японском буддизме IX в. Кукай о различиях между тайным и явным учениями. М.: Росспэн, 2000. 367 с.
  - Ку:кай. Три учения указывают и направляют. / Пер., комм. и исслед. Н. Н. Трубниковой. М.: Савин, 2005. 446 с.
  - Трубникова Н. Н., Бачурин А. С. История религий Японии IX—XII вв. М.: Наталис, 2009. 560 с. 1000 экз.
  - Сайт
- Тумаркин, Пётр Семёнович (1949), к. филол. н. (1999)[235]
  - Жесты и мимика в общении японцев: лингвострановедческий словарь-справочник. М.: Рус. яз., 2001. 64 с.
    - 6-е изд. М.: Русский язык Медиа, 2007. 164 с.

  - Японско-русские соответствия в повседневной диалогической речи (с комментарием по межкультурной коммуникации). Справочное пособие. М.: Триада, 2003. 83 с.
  - Лексика, фразеология, жест в японской разговорной речи. М.: Муравей, 2004.
- Тыщенко, Марина Владимировна
  - Инновационная политика в системе государственного регулирования экономики США и Японии. АД … к. э. н. М., 1991.

## У
- Ульяничев, Сергей Сергеевич (1923—2000), к. э. н. (1970)[236]
  - Энергетика Японии: экономические проблемы развития. М.: Наука, 1981. 263 с.
- Успенский, Михаил Владимирович (1953—1997), к. искусств. (1984), сотрудник Эрмитажа
  - Нэцкэ. Л.: Искусство, 1986. 231 с.
  - Нэцкэ: В собрании Государственного Эрмитажа. СПб.: Slavia-Art books, 1994. 423 с.
  - Самураи Восточной столицы, или сорок семь преданных вассалов в гравюрах Итиюсая Куниёси и биографиях Иппицуана. Калининград: Янтарный сказ, 1997. 31 с.
  - Японская гравюра. СПб.: Аврора; Калининград: Янтарный сказ, 2004. 58 с.
  - Из истории японского искусства: Сб. ст. СПб.: Изд-во Гос. Эрмитажа, 2004. 142 с.
- Усубалиев, Эсен Есенкулович
  - Центральноазиатское направление внешней политики Японии: 1991—2003. АД … к. и. н. М., 2004.
- Уткин, Анатолий Иванович (1944), д. и. н., американист
  - Тихоокеанская ось: (О взаимоотношениях США и Японии). М.: Молодая гвардия, 1988. 157 с.
  - США-Япония: вчера, сегодня, завтра. М.: Наука, 1990. 228 с.

## Ф
- Файнберг, Эсфирь Яковлевна (1908-после 1972), д. и. н. (1955)[237]
  - Внутреннее и международное положение Японии в середине XIX века. М.: МИВ, 1954. 106 с.
  - Русско-японские отношения в 1697—1875 гг. М.: ИВЛ, 1960. 314 с.
- Федоренко, Николай Трофимович (1912—2000), член-корр. АН СССР (1958), работы в основном по Китаю[238]
  - Японские записи. М.: Советский писатель, 1966. 116 с.
    - 2-е изд. М.: Советский писатель, 1974. 496 с.

  - Краски времени: Черты японского искусства. М.: Искусство, 1972. 144 с.
  - Кавабата Ясунари. М.: Советский писатель, 1978. 270 с.
  - Токийские диалоги. М.: Правда, 1986. 46 с.
- Федорчук, Сергей Петрович (1963), краевед
  - Тоёхара глазами россиян: Из истории Южно-Сахалинска. Южно-Сахалинск, 1992. 39 с.
  - Русские на Карафуто. Южно-Сахалинск: Изд-во Юж.-Сахал. пединститута, 1996. 128 с.
- Федянина, Владлена Анатольевна, к. и. н. (2006)
  - «Китано Тэндзин энги» как исторический источник культа Сугавара Митидзанэ. // Orientalia et Classica. Труды ИВКА РГГУ. Вып. VII. Политическая культура древней Японии. М., 2006. С. 119—189.
- Фельдман (Фельдман-Конрад), Наталия Исаевна (1903—1975), д. филол. н. (1972)[239]
  - Японский язык. М.: ИВЛ, 1960. 95 с. (Языки зарубежного Востока и Африки)
  - Вопросы японско-русской лексикографии. АД … д. филол. н. М., 1970.
  - Японское пролетарское литературное движение в документах. М.: Наука, 1972. 260 с.
  - Японско-русский учебный словарь иероглифов: (Ок. 5000 иероглифов). 2-е изд., перераб. и доп. М.: Рус. яз., 1977. 380 с.
  - Фельдман-Конрад Н. И., Цын М. С. Учебник научно-технического перевода: (Японский язык). М.: Воениздат, 1979. 640 с.
- Фесюн, Андрей Григорьевич (1957), к. и. н. (1988)
  - Кукай. Избранные труды (с приложением очерка истории развития эзотерического буддизма). / Сост., примеч., очерк — А. Г. Фесюн. М., 1999.
  - Догэн. Избранные произведения (пер. с яп., предисл., комм. Фесюн А. Г.). М., 2002.
- Филиппов, Александр Викторович (1962), д. и. н. (2003)[240]
  - «Стостатейные установления Токугава» 1616 г. и «Кодекс из ста статей» 1742 г.: Право, общество и идеология Японии первой половины эпохи Эдо. СПб.: Издательство СПбГУ. 1998. 186 с.
  - Социально-правовая традиция Японии как один из аспектов формирования этнопсихологического портрета: (Программа и методические материалы). СПб., 1998. 39 с.
- Филобок, Наталья Борисовна
  - Государственное регулирование банковской системы Японии. АД … к. э. н. Хабаровск, 2003.
- Фишер, Георг, д. э. н. (2000)
  - Оценка опыта Японии для формирования рыночного механизма управления экономическими процессами в России: Макроэкономические и межфирменные аспекты. АД … к. э. н. М., 1995.
- Фомин А. И.
  - Катаяма Я., Фомин А. И. Учебник японского языка. В 2 ч. М.: Воениздат, 1946—1947. Ч. 1. 1946. 266 с. Ч. 2. 1947. 335 с.
- Фролов, Михаил Анатольевич (1969), д. э. н. (Токио, 2003)[241]
  - Особенности процесса реформирования денежно-кредитной сферы Японии и развитие денежного рынка в 80-90-е гг. Владивосток: ДВГУ, 1999. 55 с.
  - Стратегии операций участников японского денежного рынка в 80-90-х гг. Владивосток: ДВГУ, 1999. 49 с.
  - Организация и функционирование открытого рынка в Японии. Владивосток: ДВГУ, 1999.
  - Организация и функционирование межбанковского денежного рынка в Японии. Владивосток: ДВГУ, 1999. 50 с.
- Фролова, Евгения Львовна
  - Классическая японская поэзия: от «Манъёсю» до Тавара Мати: материалы к курсу «История японской литературы». Новосибирск: Новосибирский гос. ун-т, 2008. 238 с.
  - Этносоциальные функции имени в традиционной Японии. АД … к. и. н. Томск, 2012.
- Фролова, Ольга Павловна (1931), к. филол. н. (1978, о Китае)[242]
  - Фразеология современного японского языка. Новосибирск: ГУ, 1979. 87 с.
  - Вопросы научно-технического перевода с японского языка на русский язык. Новосибирск: ГУ, 1984. 96 с.

## Х
- Халла, Иштван
  - О создании первой японской антологии китайских стихотворений «Кайфусо». АД … к. филол. н. М., 1977.
- Халтуева, Галина Олеговна
  - Топонимический лексикон «Сокровенного сказания монголов» и «Кодзики»: общее и частное. АД … к. филол. н. Улан-Удэ, 2009.
- Ханин, Зиновий Яковлевич (1927), д. и. н. (1985)
  - Аграрные отношения и крестьянское движение в Японии (1922—1929 гг.). АД … к. и. н. Л., 1961.
  - Социальные группы японских париев. М.: Наука (ГРВЛ), 1973. 203 с.
  - Парии в японском обществе (очерк социальной истории XVII—XIX вв.). М.: Наука, 1980. 250 с.
  - Буракумины — дискриминируемое меньшинство Японии: Исторический очерк (1900—1937). М.: Наука, 1989. 204 с.
- Харнский, Константин Андреевич (1884—1938), преподаватель ДВГУ, также работы о Китае[243]
  - Япония в прошлом и настоящем. Владивосток: Книжное дело, 1926. 411 с.
- Хаяма У. — см. Эйдус Х. Т.
- Хисамутдинов, Амир Александрович (1952), д. и. н.
  - Русские в Хакодате и на Хоккайдо, или Заметки на полях. Владивосток: Изд-во Дальневосточного ун-та, 2008. 461 с.
  - Русская Япония. М.: Вече, 2010. 399 с. (Русские за границей)
- Хироми Ёсида
  - Сравнительный анализ эколого-экономических проблем в Японии и России. АД … к. э. н. М., 1997.
- Хлынов, Владимир Николаевич (1927—1999), д. э. н. (1979)[65]
  - Положение рабочего класса Японии (после второй мировой войны). М.: Соцэкгиз, 1958. 158 с.
  - Рабочий класс Японии в условиях научно-технической революции. М.: Наука, 1978. 248 с.
  - Японские «секреты» управления персоналом. М.: Вост. лит., 1995. 110 с.
- Хованчук, Ольга Александровна
  - История японского костюма с древнейших времён до середины XX в. АД … к. и. н. Владивосток, 2006.
- Ходова, София Сергеевна
  - Дальний Восток России в российско-японских отношениях: 90-е годы XX — начало XXI века. АД … к. и. н. Владивосток, 2005.
- Холодович, Александр Алексеевич (1906—1977), д. филол. н. (1949), также работы о Корее[244]
  - Грамматика (морфология, синтаксис) японского литературного языка. Л., 1935. 242 с. (гектографическое издание)
  - Синтаксис японского военного языка: (Язык военной документации). М.: Издательство ТИР в СССР, 1937. 247 с.
  - Проблемы грамматической теории. Л.: Наука, 1979. 303 с.
- Хорев, Валерий Николаевич
  - Круги на воде: Окинавское Кобудо в современной жизни. Ростов н/Д: Феникс, 2001. 510 с.
  - Японский меч. Десять веков совершенства. Ростов н/Д: Феникс, 2003. 189 с. 2-е изд. 2006. 221 с. 3-е изд. 2009.

## Ц
- Царёва, Марина Александровна
  - Культурный образ в межкультурной коммуникации: На примере Японии. АД … к. культур. Комсомольск-на-Амуре, 2006.
- Цветов, Владимир Яковлевич (1933—1993)
  - Народ Японии против военных баз США. М.: ИВЛ, 1960. 124 с.
  - Наш корреспондент сообщает из России. М.: Молодая гвардия, 1969. 159 с.
  - Чёрная магия Мацуситы. М.: Политиздат, 1975. 80 с. (Владыки капиталистического мира)
  - «Человек с тремя лицами». М.: Политиздат, 1978. 77 с. (Владыки капиталистического мира)
  - Отравители из «Тиссо». М.: Политиздат, 1980. 63 с.
  - Пятнадцатый камень сада Рёандзи. М.: Политиздат, 1986. 301 с.
- Цветова, Ирина Алексеевна (1951), к. и. н. (1981)[245]
  - Борьба демократических сил Японии за формирование единого фронта: (1960—1980). М.: Наука, 1984. 200 с.
  - Эволюция позиции коммунистической и социалистической партий Японии по отношению к теории и практике КПК в 70-80- е гг. М., 1989. 167 с. (Информационный бюллетень ИДВ АН СССР)
  - Эволюция современной партийно-политической системы Японии. М.: ИДВ РАН, 2000. 199 с.
- Целищев, Иван Сергеевич, к. э. н. (1983)
  - Внутренняя торговля в современной Японии. М.: Наука, 1985. 160 с.
- Цын, Марианна Самойловна (1905—2002), лауреат Государственной премии СССР (1972), жена Р. Н. Кима[246]
  - одна из составителей «Большого японско-русского словаря» (1970)

## Ч
- Чабовская, Наталия Игоревна
  - Данмоно: вопросы истории и теории. АД … к. искусств. Новосибирск, 2003.
- Чан Су Бу (1933), к. и. н. (1977)[247]
  - Поздний дзёмон Хоккайдо. АД … к. и. н. Новосибирск, 1977.
  - Окладников А. П., Бродянский Д. Л., Чан Су Бу. Тихоокеанская археология. Владивосток: ДВГУ, 1980. 103 с.
  - Васильевский Р. С., Лавров Е. Л., Чан Су Бу. Культура каменного века Северной Японии. Новосибирск: Наука, 1982. 207 с.
- Чанцев, Александр Владимирович (1978)
  - Бунт красоты: эстетика Юкио Мисимы и Эдуарда Лимонова. М.: Аграф, 2009. 185 с.
- Чегодарь, Нина Ивановна (1924), д. филол. н. (1990)[248]
  - Кобаяси Такидзи: Жизнь и творчество. М.: Наука, 1966. 98 с.
  - Гришелёва Л. Д., Чегодарь Н. И. Культура послевоенной Японии. М.: Наука, 1981. 215 с.
  - Человек и общество в послевоенной литературе Японии. М.: Наука, 1985. 189 с.
  - Гришелёва Л. Д., Чегодарь Н. И. Японская культура Нового времени. Эпоха Мэйдзи. М.: Вост. лит., 1998. 237 с. (Серия «Культура народов Востока: Материалы и исследования»).
  - Литературная жизнь Японии между двумя мировыми войнами. М.: Вост. лит., 2004. 219 с.
- Челноков, Александр Сергеевич
  - Хроники Двадцать первой дивизии крейсеров: Курило-Алеутский рубеж. Южно-Сахалинск, 2010. 204 с.
- Черевко, Кирилл Евгеньевич (1933), д. и. н. (1992), д. филол. н. (2004)[249]
  - Русская тихоокеанская эпопея. / Пер., примеч. и сост. К. Е. Черевко и др. Хабаровск, 1979. 663 с.
  - Курильские острова в русской и зарубежной картографии // Использование старых карт в географических и исторических исследованиях. М., 1980. С. 161—173
  - Япония на дальневосточных рубежах России и СССР: (XVII—XX вв.) М.: Наука, 1987. 243 с.
  - Зарождение русско-японских отношений XVII—XIX века. М.: Наука, 1999. 255 с.
  - По одному шедевру от ста поэтов: Старинный сборник японской поэзии, VII—XIII вв. / Пер. и комм. К. Е. Черевко. С послесл. В. П. Мазурика. М.: Известия, 2000. 219 с.
  - «Кодзики» («Запись о деяниях древности») VIII в. и становление японского этноса, его языка и письменности: Учебное пособие. М.: Науч. кн. 2003. 335 с.
  - Серп и молот против самурайского меча. М.: Вече, 2003. 347 с.
  - Русско-японская война 1904—1905 гг. в документах внешнеполитического ведомства России: факты и комментарии. / Авт.-сост. В. В. Глушков, К. Е. Черевко. М.: ИДЭЛ, 2006. 575 с.
- Черевко, Юлия Михайловна (1932), к. э. н. (1965)[250]
  - Японо-советская торговля после Второй мировой войны: (1945—1964 гг.) АД … к. э. н. М., 1965.
  - Экспорт японского частного капитала в страны Азии (1965—1975 гг.). М.: Наука, 1979. 173 с.
  - Экономическое проникновение Японии на Ближний и Средний Восток. М.: Наука, 1987. 238 с.
  - Черевко Ю. М., Шевченко Н. Ю. Экономические отношения в «треугольнике» Япония — новые индустриальные экономики Азии — США. М.: Наука, 1992. 187 с.
- Чугров, Сергей Владиславович, д. социол. н. (2007)
  - Социокультурное пространство и внешняя политика современной Японии. М.: ИМЭМО РАН, 2007. 252 с.
  - Япония в поисках новой идентичности. М.: Вост. лит., 2010. 309 с.

## Ш, Щ
- Шадрина, Елена Николаевна, к. э. н.
  - Состояние и потенциал развития российско-японского торгового сотрудничества. Владивосток: Изд-во Дальневосточного ун-та, 2003. 255 с.
- Шалина, Ирина Викторовна
  - Первые японцы в России в конце XVII—XVIII вв. и начало русско-японского межкультурного взаимодействия. АД … к. и. н. Иркутск, 2006.
- Шаляпина, Зоя Михайловна (1946), к. филол. н. (1975)[251]
  - Макет лингвистического обеспечения системы японско-русского автоматического перевода ЯРАП: (Общая структура и основные компоненты). М., 1980. 235 с. (депонирована в ИНИОН)
  - Система японско-русского автоматического перевода ЯРАП/1: первые экспериментальные результаты // Бюллетень Общества востоковедов РАН. 2004. Т. 10. С. 164—226.
  - Трёхмерная стратификационная модель языка и его функционирования: к общей теории лингвистических моделей. М.: Вост. лит., 2007. 480 с.
- Шарко, Марина Владимировна
  - Исследование политических процессов Японии: Традиции и современность. АД … к. полит. н. М., 2004.
  - Японская дипломатия в мировом политическом процессе. М.: Ин-кварто, 2007. 323 с.
- Шарков, Александр Михайлович (1913), д. э. н. (1970)[252]
  - Япония и США (Анализ современных экономических отношений). М.: Мысль, 1971. 408 с.
- Шахназарова, Любовь Шахназаровна (1903-после 1990), к. филос. н. (1962)[253]
  - переводы ряда книг по японской философии:
    - Мори Коити. Философия трудящихся. М.: Наука (ГРВЛ), 1965. 179 с.
    - Кодзаи Ёсисигэ. Современная философия. Заметки о «духе Ямато». М.: Наука (ГРВЛ), 1974. 208 с.
- Шашкина, Ольга Владимировна, к. филол. н. (2007)
  - Жанр ута-моногатари в средневековой японской литературе: учебное пособие. Южно-Сахалинск: СахГУ, 2006. 180 с.
- Шевенко, Светлана Михайловна
  - К вопросу об автоматическом переводе с японского языка. АД … к. филол. н. М., 1963.
  - Способ кодирования иероглифов при вводе в ЭВМ печатных японских текстов. М., 1967. 160 с.
  - Статистическое обследование японских патентных текстов. М., 1967. 182 с.
  - Анализ японских патентных текстов. (Методика кодирования). М., 1969. 200 с.
  - Пособие по переводу японских научно-технических текстов. Начальный курс. М.: Наука (ГРВЛ), 1974. 403 с.
  - Научная информация в Японии: Научно-аналитический обзор. М.: ИНИОН, 1982. 166 с.
- Шевченко, Николай Юрьевич (1959), к. э. н. (1985)[254]
  - Особенности взаимного проникновения и функционирования банковского капитала США и Японии. М., 1984. 42 с. (депонирована в ИНИОН)
- Шевчук, Ольга Михайловна
  - Накасонэ Ясухиро: Мировоззрение и политическая деятельность. АД … к. и. н. Владивосток, 2006.
- Шефтелевич, Наталия Сергеевна (1941), к. филол. н. (1976)[255]
  - Новая японская поэзия: Симадзаки Тосон. М.: МГУ, 1982. 168 с.
  - Стругова Е. В., Шефтелевич Н. С. Читаем, пишем, говорим по-японски. В 2 т. М.: Муравей, 2002. Т. 1. 368 с. Т. 2. 432 с.
  - Теория и практика искусства хайкай в школе Басё. / Вступ. ст., пер., комм. Н. С. Шефтелевич. М.: Ключ-С, 2008. 246 с.
- Шипаев, Виктор Иванович (1928), к. и. н. (1954), работы в основном о Корее
  - Колониальное закабаление Кореи японским империализмом. (1895—1917). М.: Наука, 1964. 242 с.
  - Япония и Южная Корея («Помощь развитию» и её последствия). М.: Наука, 1981. 287 с.
- Шипов, Юрий Павлович (1931), к. э. н. (1968)[256]
  - Япония: (Экономика, энергетический кризис, перспективы развития) // Проблемы Дальнего Востока. 1975. № 4. С. 62-75.
- Шнырко, Александр Алексеевич (1947), к. филол. н. (1979)[257]
  - Пассивные конструкции в современном японском языке. АД … к. филол. н. М., 1979.
- Штейнер, Евгений Семёнович (1955)
  - Поэтические жанры канси и рэнга в японской литературе XV века. Дисс. М., 1984.
  - Иккю Содзюн: творческая личность в контексте средневековой культуры. М., 1987. 277 с. (Писатели и учёные Востока)
    - 2-е изд., доп., под названием: Дзэн-жизнь: Иккю и окрестности. СПб.: Петербургское Востоковедение. 2006. 288 с. 1000 экз. (Серия «Orientalia»)

  - English-Japanese Dictionary & Phrasebook. New York: Hippocrene Books, 2000. 232 pp.
  - Trilingual Russian-English-Japanese Phrasebook and Guide. Moscow: Raduga, 2003. 272 pp.
  - Без Фудзиямы: Японские образы и воображения. (Серия «Восточная коллекция»). М.: Наталис, 2006. 399 с.
  - Японская гравюра. Каталог собрания ГМИИ им. Пушкина. — М.: Красная площадь, 2008. В 2 тт. 480 и 592 с. (Научная редактура, переатрибуция, перевод стихов, написание ок. 600 статей, составление глоссария и указателей).
  - Приближение к Фудзияме. М.: Слово, 2011. 359 с.
  - Ориентализм / оксидентализм: языки культур и языки их описания = Orientalism / Occidentalism: Languages of Culture vs. Languages of Description / Сост.: E. S. Steiner; науч. ред.: E. S. Steiner. M.: Совпадение, 2012. 416 с.
  - Zen-Life: Ikkyu and Beyond. — Cambridge: Cambridge Scholars Publishing, 2014. 472 pp.
  - Манга Хокусая: энциклопедия старой японской жизни в картинках. — СПб.: Петербургское востоковедение, 2016. В 4 тт. Том 1: Исследование, перевод, комментарии. 218 с. Тома 2-4: полное воспроизведение 15 альбомов «Манга Хокусая».
  - Ikkyū Sōjun. Der Zen-Mönch «Verrückte Wolke» und seine Zeit. — München: Iudicum Verlag, 2018. 300S.
  - Япония в России: Коллекционирование японского искусства в России в конце XIX — начале XX вв. и последующая судьба этих собраний / науч. ред., автор Предисловия (сс. 6-7) и статьи (сс. 199—298) Евгений Штейнер. М.: Первый Том, 2019. 300 сс.
- Шулатов, Ярослав Александрович, к. и. н. (2005)
  - На пути к сотрудничеству: российско-японские отношения в 1905—1914 гг. Хабаровск; М.: Изд-во ИВ РАН, 2008. 300 с.
- Щебеньков, Виктор Георгиевич, д. и. н.
  - Арутюнов С. А., Щебеньков В. Г. Древнейший народ Японии: Судьбы племени айнов. (Серия «Рассказы о странах Востока»). М.: Наука; Вост. лит., 1992. 207 с.
  - о нём: Кожевников В. В. Японовед с дипломом китайского университета //
- Щепкин, Василий Владимирович
  - Трактат Хаяси Сихэй «Кайкоку Хэйдан» как памятник военно-политической мысли Японии эпохи Эдо: 1603—1867. АД … к. и. н. СПб., 2011.
  - Северный ветер: Россия и айны в Японии XVIII века. М.: Кругъ, 2017. 392 с. (Серия «Новые исследования по японской культуре», кн. 4).
  - Айны в истории российско-японских отношений XVIII—XIX вв. / под ред. В. В. Щепкина. СПб: изд-во «Лема», 2020. 255 с.

## Э, Ю, Я
- Эйдус, Хаим Тевелевич (1896—1972), д. и. н. (1940)[258]
  - Очерки рабочего движения в странах Востока. М.: Госиздат, 1922. 96 с.
  - Хаяма У. (псевд.) Профдвижение в Японии. М.: ВЦСПС, 1930. 107 с.
  - Хаяма У. (псевд.) Рабочее движение в Японии. М.: Соцэкгиз, 1937. 159 с.
  - Хаяма У. (псевд.) Япония. 2-е изд. М.: Соцэкгиз, 1938. 206 с.
  - Япония и США в войне на Тихом океане. Ташкент: Госиздат УзССР, 1943. 76 с.
  - Япония от первой до второй мировой войны. М.: Госполитиздат, 1946. 247 с.
  - Очерки новой и новейшей истории Японии. М.: Госполитиздат, 1955. 335 с.
  - СССР и Япония: (Внешнеполитические отношения после второй мировой войны). М.: Наука, 1964. 194 с.
  - История Японии с древнейших времён до наших дней: (Краткий очерк). М.: Наука, 1968. 224 с.
- Юнак, Анна Евгеньевна
  - Диалог восток-запад как проблема философии культуры: На примере развития диалога культуры Японии и Европы XVIII—XX веков. АД … к. филос. н. Ростов-на-Дону, 2006.
- Юренев, Ростислав Николаевич (1912), д. искусств. (советское кино)
  - Кино Японии послевоенных лет: Учебное пособие. М.: ВГИК, 1993. 79 с.
- Юркова, Татьяна Александровна|Юркова (Завырылина), Татьяна Александровна (1958), к. филол. н. (1986)[259]
  - Новая японская драма «Сингэки» и А. П. Чехов. АД … к. филол. н. М., 1985.
- Якобишвили, Ирина Андреевна (1955), к. и. н. (1982)[260]
  - Роль США в формировании территориальных притязаний правительства Японии по отношению к Советскому Союзу: (1945—1955 гг.) // Современные проблемы востоковедения. М., 1981. С. 306—330.